# Чавун у будівництві та архітектурі

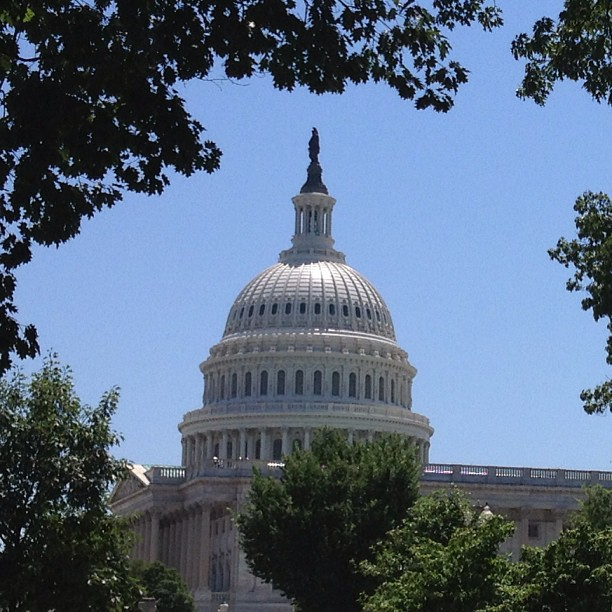
Купол Капітолія у Вашингтоні, США — можливо найвідоміший об'єкт побудований з чавуну. Архітектор Томас Устік Вальтер. 1855—1866.

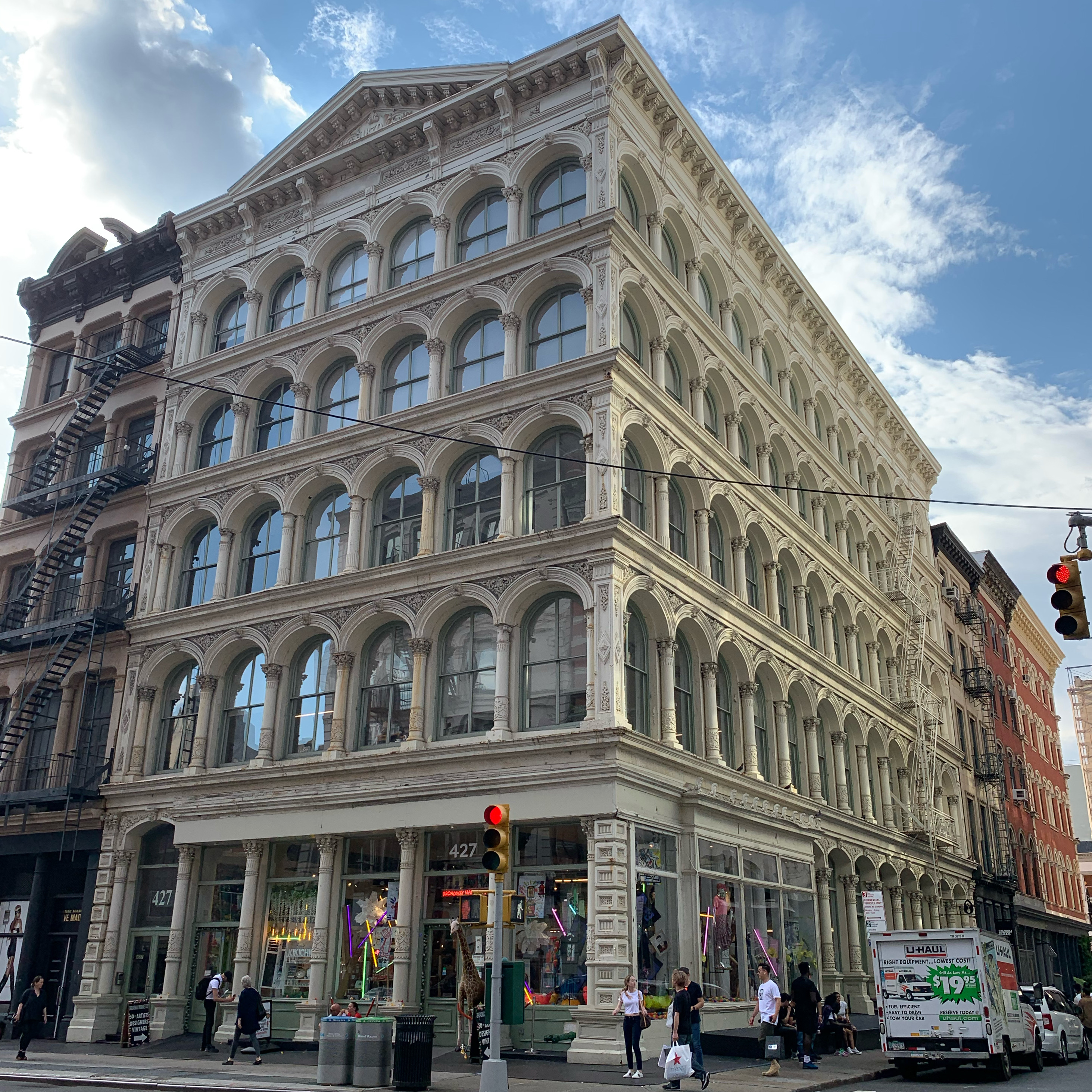
П'ятиповерховий магазин галантерейних товарів компанії «A. J. Dittenhofer», побудований з чавуну. Місцевість Сохо у районі Мангеттен міста Нью-Йорк, США. Архітектор Томас Р. Джексон. 1870. (2000 року будівлю перетвоено на житловий будинок.)

Чавун у будівництві та архітектурі (у англомовній літературі — чавунна архітектура, англ. cast-iron architecture)  — використання чавуну в будівництві та архітектурі як будівельного матеріалу для виготовлення як відповідальних несучих конструкцій (колони, балки, каркаси, несучі стіни, несучі частини перекрить тощо), так і другорядних конструкцій і малих архітектурних форм (альтакок, фонтанів тощо) та для суто декоративних (перила, грати, огорожі, декоративні оздоблення тощо) і суміжних будівельних матеріалів (трубопроводів, трубопровідної арматури, батарей тощо).
У сучасній будівельній галузі і в архітектурі чавун використовується дуже обмежено. У виробництві несучих конструкцій місце, яке свого часу посідав чавун, наразі посіли сталь або інші конструкційні матеріали.    
Період використання чавуну як будівельного матеріалу припадає переважно на 1779—1880 роки (подекуди до 1900 року), пізніше він був витіснений якіснішими будівельними матеріалами — спочатку зварним залізом (ковким залізом), потім сталлю і використання його в багатьох сферах будівельної галузі вже давно є питанням історії. Витіснення чавуну з будівельної галузі відбулося через те, що поряд з певними позитивними конструкційними якостями (значна міцність на стискання) чавун має значні негативні властивості (мала міцність на розтяг, крихкість) порівняно з ковким (зварним) залізом та зі сталлю. Поступове і врешті-решт майже повне витиснення чавуну з будівельної галузі відбулося після винайдення і широкого впровадження у промисловість спочатку пудлінгування (1784), що дало у великих масштабах краще за якістю зварне (ковке) залізо аніж давав кричний процес, і особливо — після винайдення способів масового виробництва ливарної сталі (бесемерівський, 1855; мартенівський, 1864; томасівський, 1878), що має набагато кращі конструкційні властивості.
Хоча чавун у будівництві використовувався в багатьох країнах, лише в деяких з них (Британія, США, Франція та в деяких їхніх колоніях, наприклад в Австралії) він набув в цій сфері особливо широкого і різноманітного застосування. Тобто він був розповсюджений у будівництві у тих країнах, де обсяги промислового виробництва заліза у вигляді чавуну досягли високого рівня ще до винайдення способів масового виробництва сталі. 
Як конструкційний матеріал чавун використовувався у мостобудуванні, будівництві цивільних і промислових будівель та при спорудженні інших об'єктів. В перші десятиліття залізничного транспорту чавун був матеріалом, з якого виготовляли злізничні рейки.
Тим не менш, чавун і зараз (2019) подекуди використовується у будівництві. З чавуну виготовляють елементи будівельних конструкцій, в тому числі й таких відповідальних, як опорні частини залізобетонних балок, ферм, тунелі метрополітену, башмаки під колони тощо.

## Історія

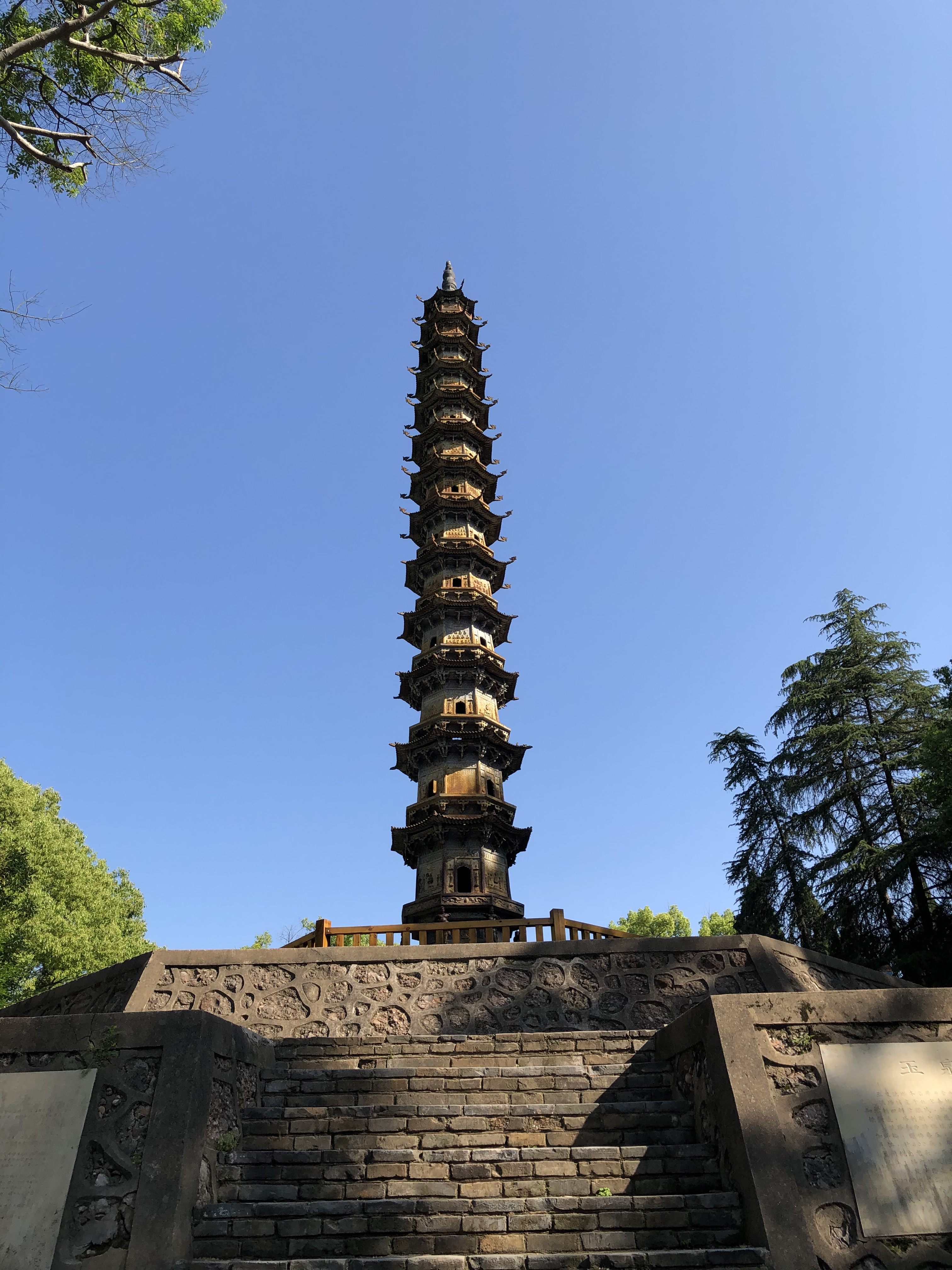
Залізна (чавунна) пагода монастиря Юцуань. Тепер місто Дан'ян, провінція Хубей, Китай. 1061 рік. Фото 2020 року.

Китайці були першими, хто використовував чавун у будівництві. Способи виплавки цього металу китайці винайшли ще на зламі 5-6 ст. до н. е., однак використання ними чавуну у будівництві відбулося пізніше. У2007 році за 45 км від міста Ченду (провінція Сичуань) в ході археологічних розкопок на мілині річки Шітін було виявлено чавунний стовп, що колись слугував опорою моста через річку Шітін. Стовп був виготовлений у 96 році до н. е. за династії Хань. Його висота 1,1 м, в перетині він круглий, діаметром 551 мм при основі і 510 мм у горішній частині, вагою 1,38 т. Стовп виготовлений з перлітного сірого чавуну.  Пізніше чавун застосовували інколи для виготовлення стовпів повнорозмірних пагод. Про це відомо з записів японського будиського монаха Енніна, який подорожував Китаєм у 838—847 роках, під час династії Тан. Початок такого використання чавуну в Китаї припадає приблизно на 7 століття. Переслідування будизму у Китаї у 840-х роках призвели до руйнування багатьох з цих будов. [джерело?] Під час пізнішої династії Сун також будувалися пагоди з чавуну. Найвидатнішим збереженим прикладом з них є побудована у 1061 році 13-поверхова залізна пагода у монастирі Юцуань (тепер місто Дан'ян, провінція Хубей). При будівництві пагоди використано 53,848 т чавуну. Її висота 21,28 м.
На момент початку використання китайцями чавуну у будівництві пагод європейські металурги лише починали знайомство з цим металом, його властивостями й способами його виробництва. Відомий в Європі приблизно з 8 століття чавун до початку використання його у будівництві протягом століть використовувався для лиття лише відносно невеликих предметів — чавунного посуду, гармат, огорож, балюстрад, обладнання для камінів, художнього литва тощо, і, звісно, основним видом використання чавуну була переробка його на ковке залізо, тобто — використання його як проміжного напівпродукту у двоступеневому процесі виробництва ковкого заліза (сам чавун обробці куванням не піддавався через свою ламкість).
Розквіт використання чавуну в ролі будівельного матеріалу припав на період між 1790 роком і серединою 1840-х років, після чого чавун поступово почав поступатися місцем ковкому залізу, яке своєю чергою в останній чверті 19 століття поступилося місцем сталі.
Одним з найперших в Європі прикладів використання чавуну як матеріалу для виготовлення несучих будівельних конструкцій були чавунні колони для каміну і витяжної труби на кухні Алкобаського монастиря у Португалії, у 1750 році.

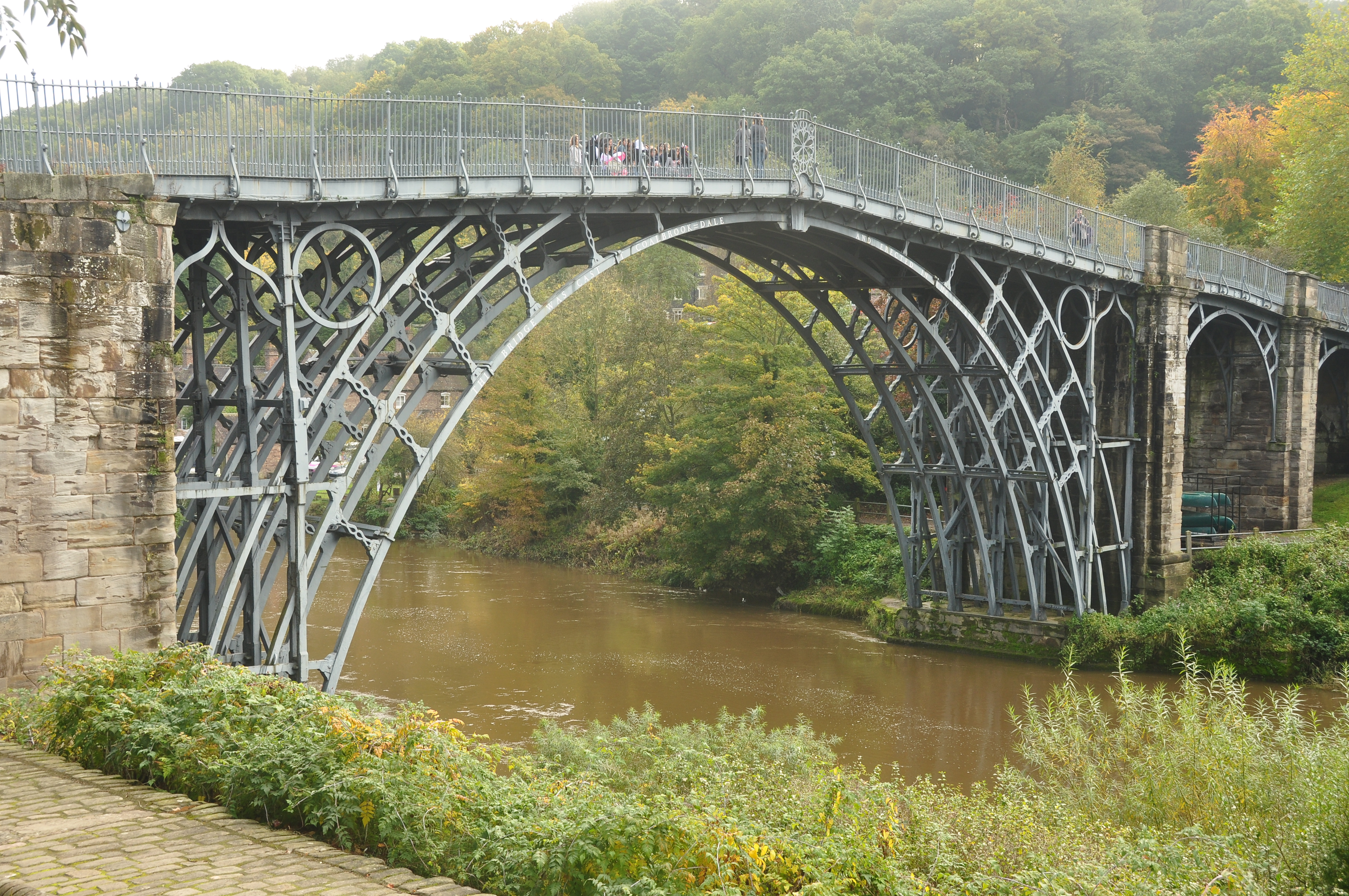
Залізний міст — перша в історії споруда, побудована з чавуну, також найбільший в світі металевий об'єкт на момент будівництва. Графство Шропшир, Англія. Архітектор Томас Фарнолльз Прітчард. 1779.

Перше використання чавуну в Європі в ролі конструкційного матеріалу для спорудження суцільно металевої конструкції відноситься до часів промислової революції, коли розвиток доменного виробництва в Англії призвів до збільшення обсягів виробництва чавуну і зменшення ціни на нього, що створило можливість використання його для будівництва великих споруд. Першою великою спорудою, побудованою з будівельних конструкцій, вилитих з чавуну, став арковий Залізний міст через річку Северн у графстві Шропшир в Англії, побудований у 1779 році. Оскільки на той час теорії будівництва металевих мостів не існувало, міст було побудовано з використанням конструктивних елементів, що до того застосовувалися у зведенні дерев'яних мостів. На виробництво деталей мосту було витрачено 378 т чавуну.  Перші ідеї щодо будівництва чавунних мостів були запропоновані ще у 16 столітті в Італії, також у 1755 році в Ліоні робилася спроба будівництва чавунного аркового моста, однак вона була відхилена через дорожнечу і було надано перевагу дерев'яному мосту.
Використання саме чавуну, а не іншого виду заліза (ковкого заліза, литої сталі) на початку використання металу у будівництві було викликано тим, що це був єдиний відомий на той час вид (сплав) заліза, який могли отримувати у необхідній кількості для такого застосування за відносно низької ціни. Ковке залізо, що його виготовляли з чавуну відомими тоді методами — кричним процесом, було дорогим матеріалом для такого застосування. Ливарна сталь, тигельний спосіб виплавлення якої 1740 року винайшов Б. Гунтсман, не могла конкурувати навіть зі зварним залізом, не кажучи про чавун, через свою дорожнечу і малу продуктивність тигельного виробництва, яке не могло дати потрібної кількості рідкого металу. Чавун виробляли у розплавленому вигляді (на відміну від ковкого заліза, що його виготовляли у вигляді «тістоподібних» луп) й у достатній кількості (на відміну від тигельної литої сталі), тому з чавуну методом лиття можна було виробляти потрібні будівельні конструкції будь-якої форми без додаткових витрат на ковальські роботи і додаткових витрат палива (як на виробництво ковкого заліза з чавуну й на розігрів металу при ковальських роботах) — достатньо було залити рідкий чавун у відповідні форми й після застигання металу витягнути з них готові будівельні елементи.
Після спорудження Залізного мосту через річку Северн в наступні роки пропонувалися нові конструкції металевих мостів — з використанням чавуну або ковкого заліза, однак, вони не були побудовані. Другий в історії чавунний (і взагалі другий металевий) міст було побудовано у 1796 році за проєктом Томаса Телфорда через річку Северн, трохи вище за течією від місця, де вже стояв перший Залізний міст.
Льнопрядильна фабрика у Дітерінгтоні, одному з районів міста Шрусбері у графстві Шропшир в Англії, побудована у 1796 році за проєктом архітектора Чарльза Бейджа, вважається першим будинком, зведенним з використанням чавунного каркаса — конструкції, складенної з чавунних колон та балок. Чавунний каркас підтримував цегляні дугоподібні склепінчасті стелі та підлоги, застелені цеглею. Зовнішні стіни будівлі вимуровані цеглою. Будинок зведено у георгіанському стилі. Використання металевих конструкцій було запропоновано бажанням уникнути використання деревини у будівництві і тим самим зробити будівлю льонопрядільні пожежобеспечною, бо на той час пожежі на таких фабриках були частим явищем. Крім того, використання відносно тонких чавунних колон дозволяло замінити масивні кам'яні або цегляні колони і тим самим значно збільшити площу виробничих приміщень при тих самих зовнішніх розмірах будівлі.
З кінця 18 століття чавун почали використовувати при зведенні мостів-каналів (транспортних акведуків). У лютому 1796 року в Англії на судноплавному каналі Дербі за проєктом Бенджаміна Аутрама (англ. Benjamin Outram) було побудовано перший чавунний транспортний акведук — Холмський акведук (англ. Holmes Aqueduct). Акведук мав лише один проліт і довжину 13 м (його було розібрано 1970 року). 1796 року, лише на один місяць пізніше від першого, в Англії біля селища Лонгдон-он-Терн на каналі Шрусбері через річку Терн було зведено другий в світі чавунний транспортний акведук, побудований за проєктом Т. Телфорда (помилково його в літературі іноді називають першим, що невірно). Він мав довжину 57 м. Лотік акведука був збірним, складався з чавунних частин, скріплених між собою болтовими з'єднаннями. Надалі було побудовано ще інші чавунні транспортні акведуки.
В 1800 році англієць Уайт взяв патент на використання крокв і покрівлі із чавуну. На заводах Болтона та Уайта в місті Сохо (Англія) з цього матеріалу зробили також підлогу, сходи.

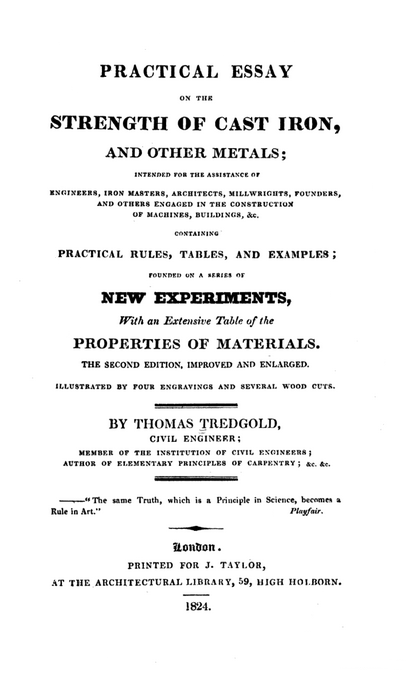
Фронтиспіс книжки Т. Тредголда «Практичний нарис з міцності чавуну та інших металів» — першого підручника з використання чавуну у будівництві, 1824 рік.

У 1824 році було видано перший підручник з проєктування чавунних конструкцій — «Практичний нарис про міцність чавуну та інших металів» (англ. A Practical Essay on the Strength of Cast Iron and other Metals), автором якого був Томаса Тредголда. Підручник став основним посібником для інженерів на кілька десятиліть. Книжка була, безсумнівно, впливовою, але в деяких відношеннях містила небезпечні помилки.

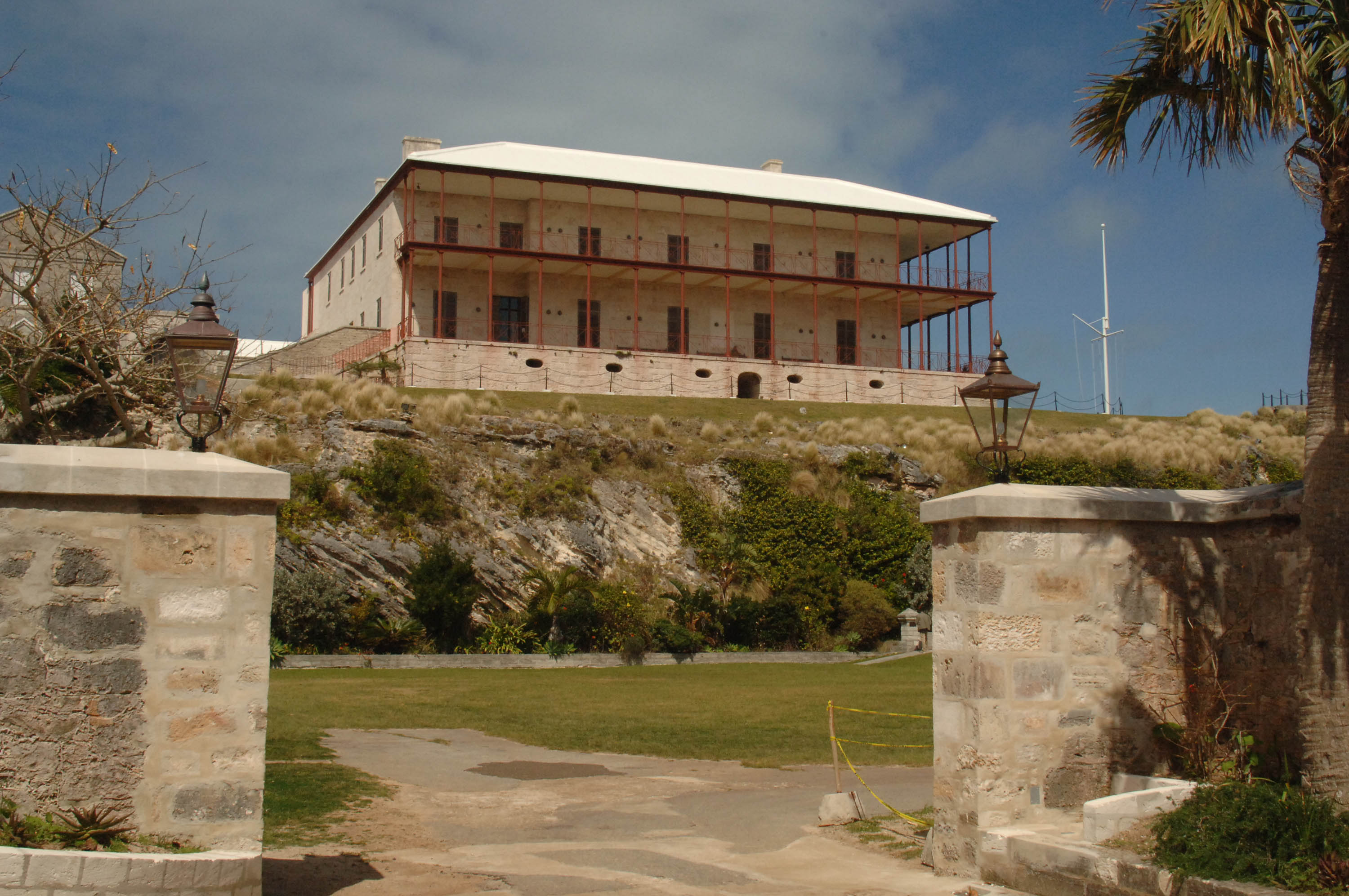
Будинок комісара Королівської військово-морської корабельні на Бермудах — перший житловий будинок, побудований з використанням чавунних будівельних конструкцій. Бермудські Острови. 1820-і роки.

Першим житловим будинком, побудованим з використанням чавунних конструкцій, вважається будинок комісара Королівської військово-морської корабельні на Бермудах, який побудували у 1820-х роках за проєктом Едварда Голла. В цьому двоповерховому будинку чавунні конструкції були використані для веранд, каркасів підлоги та даху. Всі чавунні конструкції було доставлено з Британії морем. Це показало корисність чавуну як матеріалу, з якого можна виготовляти збірні конструкції і безпечно доставляти їх в будь-яку точку світу.
Дизайнери та ливарники Великої Британії та Франції виготовляти будівельні матеріали з чавуну також для експорту та для вивозу їх до своїх колоній. Для вивозу виготовлялися збірні чавунні конструкції, від декоративних елементів до конструктивних компонентів цілих будівель. Прикладом таких споруд є будівля Центрального ринку (Mercado Centrale) в Сантьяго (Чилі), що була виготовлена шотландською фірмою Laidlaw & Sons в 1869 році і перевезена у Чилі. Ще один приклад – готель «Ватсон» в Мумбаї, що був виготовлений в Англії, перевезений до Індії і побудований в 1867-69 роках. Болгарська церква Святого Стефана в Стамбулі була виготовлена у Відні і наприкінці 1890-х років вивезена до Стамбулу, та багато інших. 

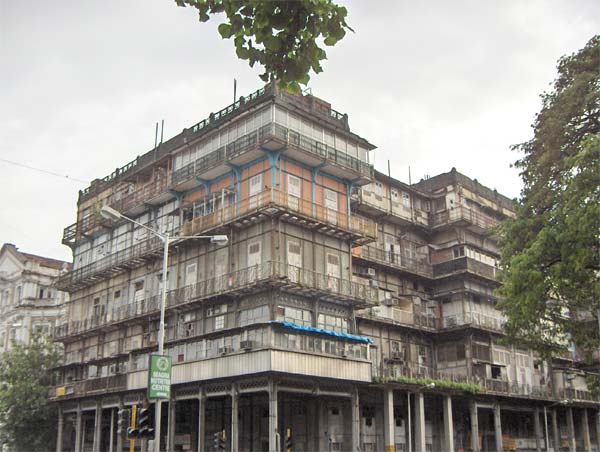
«Готель Ватсона». Мумбаї (колишній Бомбей), Індія.

Магазин Едгара Лаінга у Нью-Йорку — перша будівля, побудована з самонесним чавунним фасадом. Архітектор Джеймс Богард. 1850. 1971 року будинок демонтовано й перенесено на інше місце.

У 1840-х роках дешевизна та піддатливість чавуну — можливість надання йому будь-якої форми литтям у форми — спонукали Джеймса Богарда з Нью-Йорка використати чавун для виготовлення самонесних чавунних конструкцій декоративно убраних фасадів, які були значно дешевшими, ніж традиційні різьблені з каменю. Чавунні фасади можна було пофарбувати, щоб надати їм вигляду каменю. Перший його проєкт було здійснено у 1848 році, за ним пішло багато інших, і він просував ідею чавунних будинків в памфлеті «Чавунні споруди: їх конструкція та переваги» (англ. Cast iron buildings : their construction and advantages, Нью-Йорк, 1858). Ідею підтримав зокрема заводчик Деніел Д. Беджер, на Архітектурному чавуноливарному заводі якого у Іст-Віллидж (район Нью-Йорка) вироблялися «деякі з найефектніших чавунних будівель, які ця країна коли-небудь бачила». Особливо це стосується 5-и поверхової будівлі торговельного центру торговця Е. В. Хауваута (англ. E. V. Haughwout Building), побудованої у 1857 році за проєктом архітектора Джона П. Гейнора. Дж. Богард та Д. Д. Беджер були передовими популяризаторами розвитку чавунних будівель у США.
Вже в першій половині 19 століття було відомо, що чавунні балки є ненадійними для мостобудування через перемінні навантаження. Робилися спроби посилити чавунні балки встановленням залізних стяжок, але без успіху. Починаючи з 1840 року у будівництві мостів зазнало швидкого розповсюдження ковке (зварне) залізо.
За письмовими даними, у 1795 році чавун вперше було використано для виробництва тюбінгів, які було використано для стволу на шахті у місті Тайнсайд на півночі Англії. В подальшому чавунний тюбінг набув широкого застосування при будівництві тунелів метрополітенів.
Невдовзі після початку використання чавуну у будівництві, у 1784 році був винайдений і запатентований процес пудлінгування, що давав порівняно низьку за вартістю і велику для свого часу продуктивність виробництва зварного (ковкого) заліза конструкційного класу. Зварне (ковке) залізо було набагато кращим конструкційним матеріалом аніж чавун і в кінцевому підсумку у 2-й половині 19 століття воно стало переважати у будівництві мостів, рейок, кораблів та будівельних балок, поки наприкінці 19 століття не були розроблені процеси масового вироництва ливарної сталі. Отож, період помітного використання чавуну у будівництві припадає на 1779—1870 роки (частково до 1900 року).
В Україні у 2-й половині 19 століття у низці українських міст поширилося використання у будівництві металу.
У великих містах у всьому світі у 19 столітті було збудовано багато будівель з чавуну, однак багато будівель вже зруйновано або їм загрожує руйнування.  
У середині 20 століття чавун разом зі сталями найбільш широко використовувався у будівництві порівняно з іншими металами. При цьому, чавун в будівництві використовувався рідше ніж сталь і зустрічався головним чином в опорних подушках балок і ферм, а іноді застосовувався також для колон невеликої висоти і при невеликих навантаженнях.

## Характеристика чавуну як будівельного матеріалу
Чавун є найдешевшим металічним матеріалом, але використання його у будівництві тепер обмежене через його механічні (міцнісні) властивості, які далеко не завжди відповідають вимогам, що висуваються для будівельних матеріалів. 
Чавун являє собою сплав заліза з вуглецем (2,1-4 % вуглецю) і кременем та деякими іншими домішками, що потрапляють в нього під час виплавки з сировини і палива або додаються спеціально. 
Основна різниця з хімічної точки зору між такими видами металу на основі заліза як чавун, сталь і ковке залізо полягає у кількісному вмісті вуглецю, який значною мірою визначає їхні міцнісні характеристики. Що більше вуглецю міститься у сплаві, то меншою є пластичність та більшою є твердість металу. Чавун містить більше вуглецю (2,1-4 %), ніж сталь (в ній вуглецю менше 2,1 %) або ковке залізо. Через такий вміст вуглецю чавун є твердим, крихким і непластичним.
| Матеріал     | Середній вміст вуглецю, % | Діапазон граничної міцності | Діапазон граничної міцності |
| Матеріал     | Середній вміст вуглецю, % | на стискання Н/мм²          | на розрив, Н/мм²            |
| ------------ | ------------------------- | --------------------------- | --------------------------- |
| Сірий чавун  | 2,25-4,0                  | 400-1000                    | 100-150                     |
| Ковке залізо | 0,02-0,05                 | 250-400                     | 250-400                     |
| Сталь        | 0,2-1,0                   | 350-700                     | 350-700                     |

Через слабкість на розтяг і ламкість чавун вже у 19 столітті в будівництві було замінено спочатку зварним залізом, а потім сталлю. Сталь має набагато кращі  механічні характеристики порівняно з чавуном через свою пластичність і міцність на розтяг. 
Сьогодні за границею міцності окремі марки чавунів конкурують з багатьма якісними конструкційними сталями, однак помітно поступаються їм у пластичності і непридатні до сприйняття різких ударних навантажень. [джерело?]
Чавун міцний при стискаючих навантаженнях, але слабкий при розтягуванні (має низьку міцність на розрив).Чавун з успіхом застосовується для конструкційних компонентів, які значною мірою зазнають навантажень на стискання (в добре розрахованих мостах і будівлях). Тому арка, що створює стискаючі сили на елементи, була підходящим типом для чавунних конструкцій. Колони у будівлях також сприймають стискаючі навантаження і в минулому часто виготовлялися з чавуну. Через крихкість і відносно низьку міцність на розрив у порівнянні зі сталлю та ковким залізом чавун не є добрим конструкційним матеріалом. Через це у кількох випадках мости та споруди, побудовані з чавуну, вийшли з ладу, коли чавун був неправильно використаний (зазнавав навантажень, яким не міг протистояти).                                                      
З точки зору реакції на навантаження чавун як будівельний матеріал можна порівняти з цеглою або будівельним камінням, що так само міцні при стисканні. На відміну від нього, ковке залізо, або як воно ще називалось, зварне залізо, краще протистоїть розтягуючим навантаженням і протистоїть розриву. Аналогією ковкого заліза й чавуну з точки зору використання у будівництві може бути деревина та камінням відповідно.

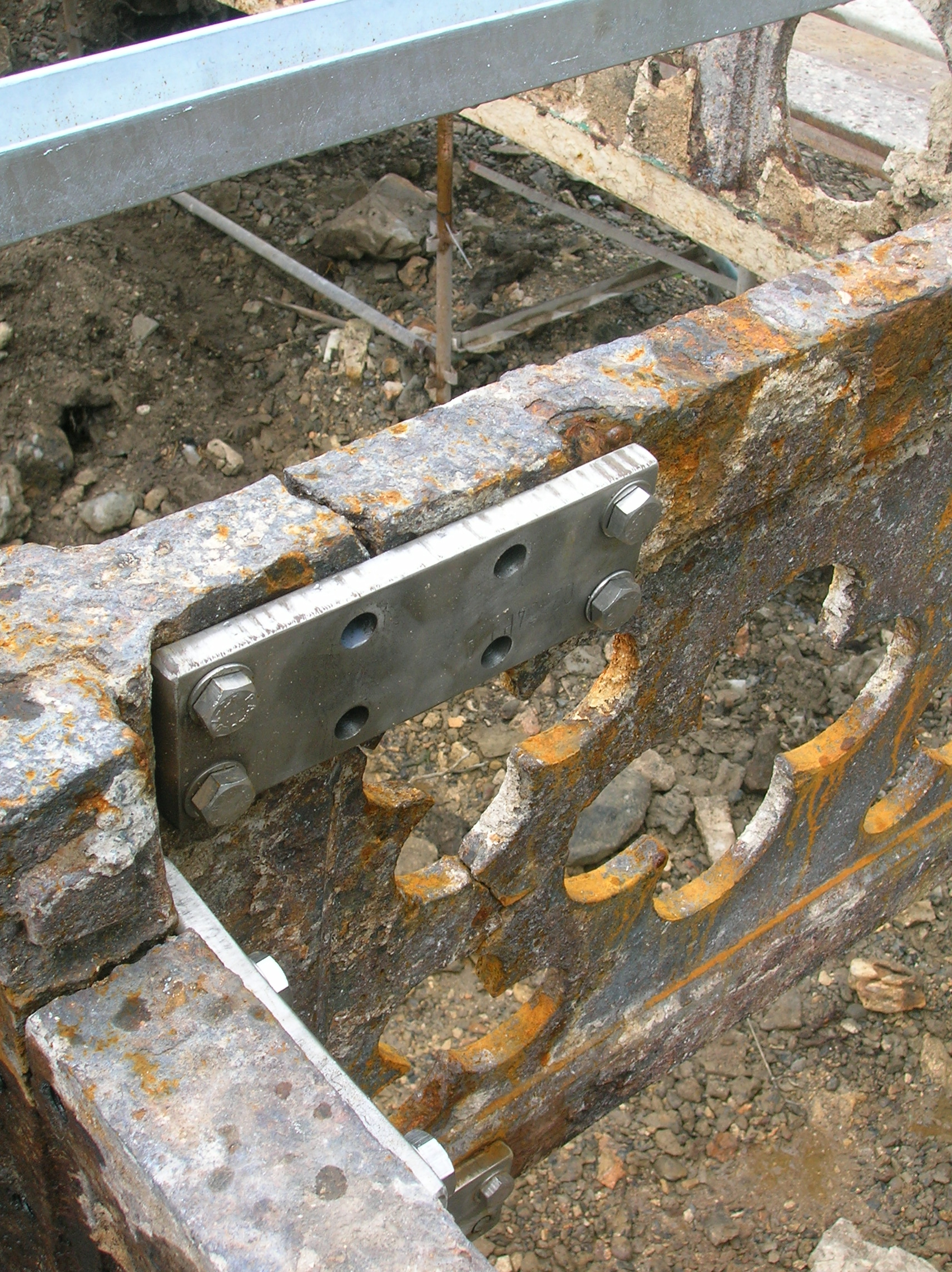
Скріплення розривів у чавунних конструкціях мосту за допомоги сталевих пластин, закріплених на болтах. Міст через річку Лагтон, Шотландія. 1845. Фото 2008 року.

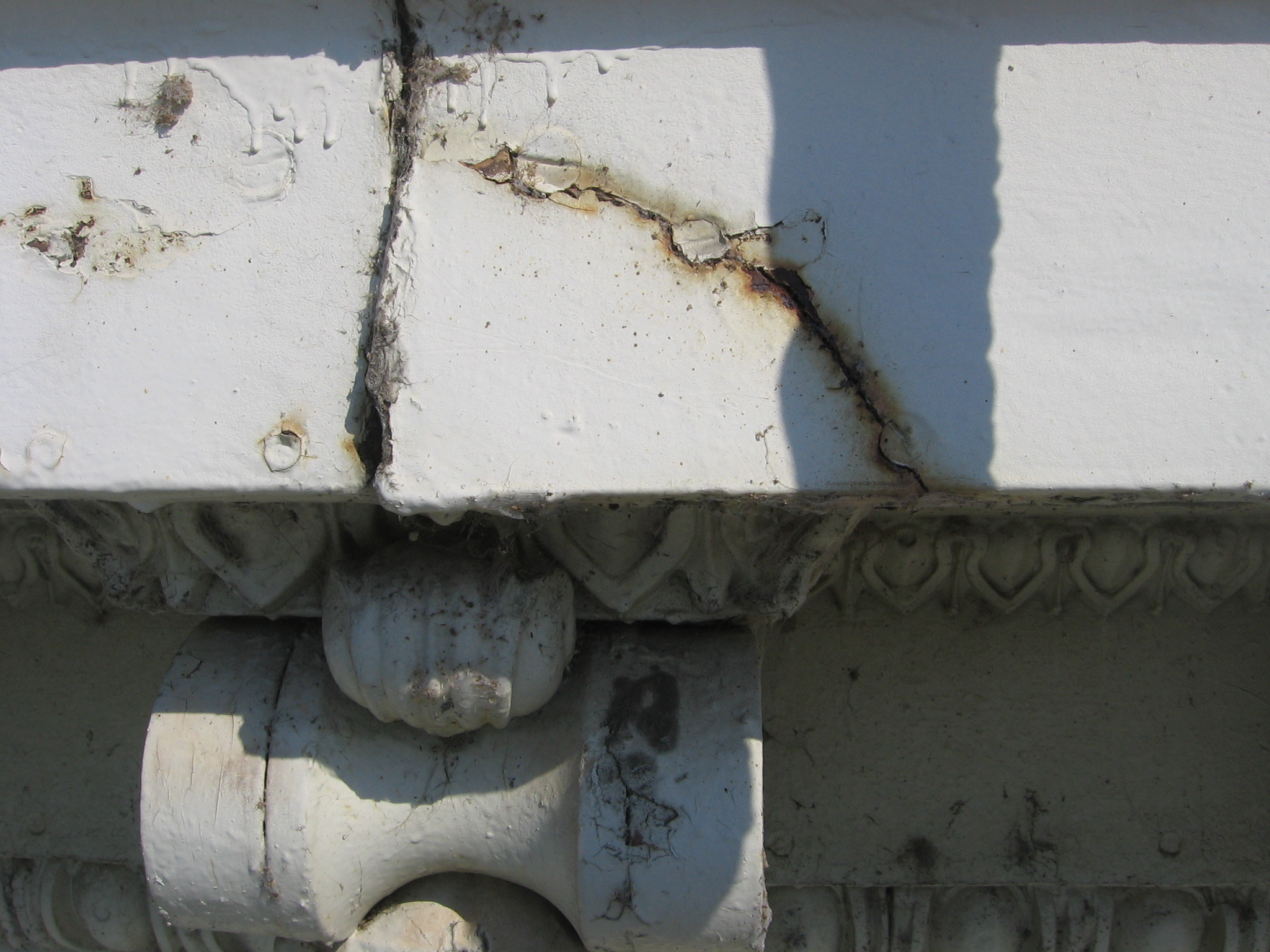
Корозія й тріщини у чавунних будівельних матеріалах.

З точки зору ливарного виробництва чавун поділяється на дві основні групи — білий і сірий. Таке розділення пов'язане з кольором металу на зламі. Білий і сірий чавуни мають різний вміст кременю і різні властивості. У білому чавуні кременю міститься від 0,7 % до 1 %, у сірому — 1-3 %. Білі чавуни майже не використовують у будівництві. Білий чавун виплавляють переважно для подальшої переплавки на сталь. Такий чавун ще називають переробним. Для будівництва і багатьох інших галузей використовували і використовують найчастіше сірий чавун. Чавун з вмістом кременю 1,2 % і вище ще називається ливарним чавуном. Сірий чавун містить вільний вуглець у вигляді пластинок, розподілених по всьому металу. Сірий чавун добре розливається у форми, але не може бути обробленим тиском. Він є основним видом чавуну для лиття колон, балок, декоративних панелей тощо. Дослідження металу в старих чавунних конструкціях показали, що майже весь чавун, використаний в минулому в будівництві це сірий чавун. При цьому сучасний сірий чавун виробляється якіснішим.
Як білий, так й сірий різновиди чавуну крихкі. При цьому білий чавун є твердішим і крихкішим ніж сірий, тому — менш надійним. Білий чавун має кращі міцністні характеристики на розтяг і пластичність порівняно з сірим чавуном. [уточнити]
Білий чавун практично не має значення для будівельної галузі. Він дуже твердий і дуже ламкий, однак може бути використаний, наприклад, там де потрібна стійкість поверхні абразивній дії. 
Обмежено використовується у сучасній будівельній індустрії також ковкий чавун, або чавун з кулястим графітом. Виливки з ковкого чавуну одержують термічною обробкою виливків з білого чавуну — відпалом, тобто нагріванням й подальшим повільним остиганням. Він є міцним на розтяг та тиск, в'язкішим і менш крихким, ніж білий. Його використовують для виливків лімітованих розмірів, декоративних панелей.
Вже в першій половині 19 століття було відомо, що чавунні балки є ненадійними через слабкий опір явищу, що пізніше стане відомим під назвою втомність, що виникає під дією перемінних напружень, викликаних важким рухомим навантаженням. Тоді стала зрозумілою необхідність у надійнішому матеріалі, і починаючи з 1840 року у будівництві мостів зазнало швидкого розповсюдження зварне залізо (ковке залізо).
Чавунні конструкції схильні до утворення в них тріщин. Так, у Залізного моста через Северн налічується до 70 тріщин й розривів. Інший приклад — купол капітолія у Вашингтоні. На момент початку капітального ремонту куполу, проведеного у 2014—2017 роках, у чавунних конструкціях і декорі куполу налічувалося понад 1000 тріщин загальною завдовжки 12800 дюймів (325 м, за іншими даними 8000 дюймів, або 186 м) Для їхнього усунення під час капремонту було використано метод зшивання тріщин (техніка англ. lock and stitch). Під час ремонту у 1959—1960 роках тріщини було заварено. Однак, як вияснилося пізніше, зварювання було поганим рішенням бо чавун у місцях зварки гартувався, ставав твердішим і з часом у місцях зварки знову тріскався. Через тріщини протікала вода під час дощів.
Міцнісні характеристики чавунів залежать від температури — з підвищенням температури їхня міцність знижується. В минулому це стало причиною руйнації під час пожеж окремих будівель, виготовлених з використанням чавунного каркасу.
Поширеною проблемою чавунних конструкцій є іржа. На було вказано ще у «Технічному обслуговуванні та ремонті архітектурного чавуну» Джона Г. Вейта. Місцеві організації, такі як Чавунний Нью-Йорк, присвячені збереженню історичних будівель з чавуну. Так само є такі архітектори, як лауреат Прицкера Шигеру Бан, який відновив будівлю чавуну Джеймса Уайта 1881 року в розкішні резиденції Трибеки під назвою «Чавунний будинок».  Для захисту від корозії чавунні будівельні матеріали піддавають гальванізації або фарбуванню.   

## Одержання чавуну, виготовлення будівельних матеріалів і принципи будівництва

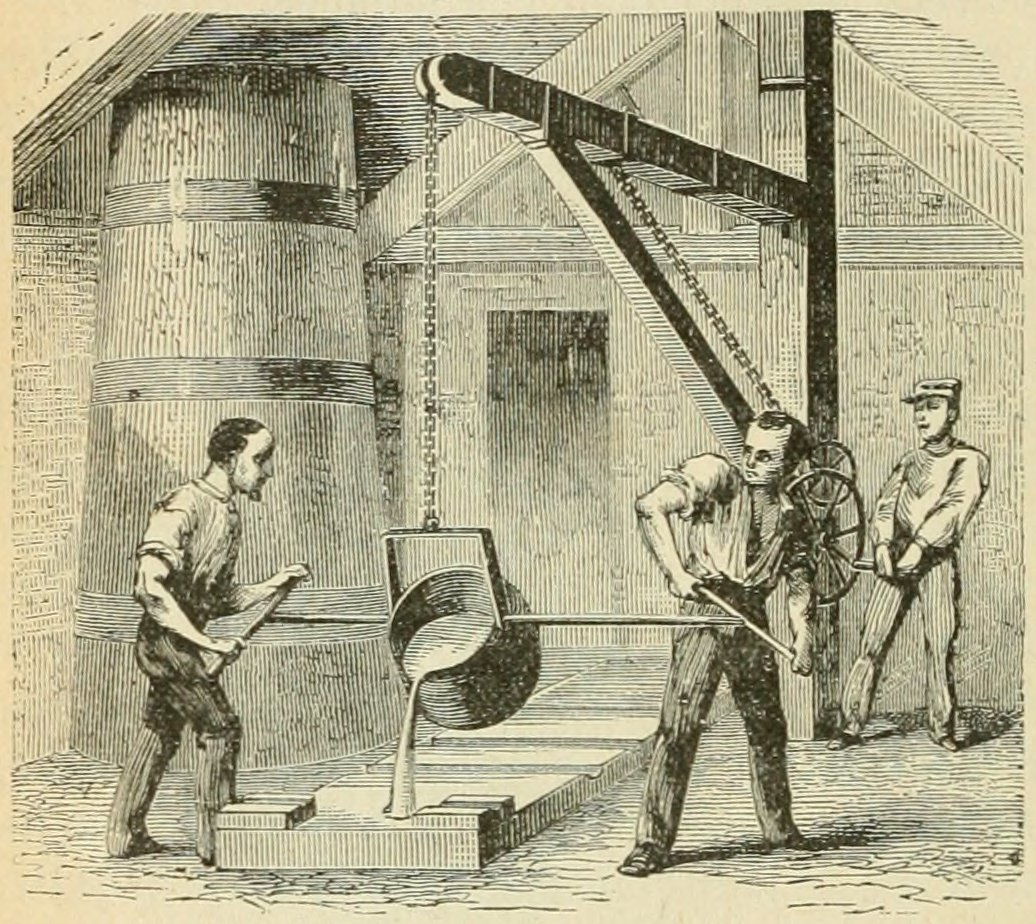
Робітники заливають чавун у форму. Середина 19 століття.

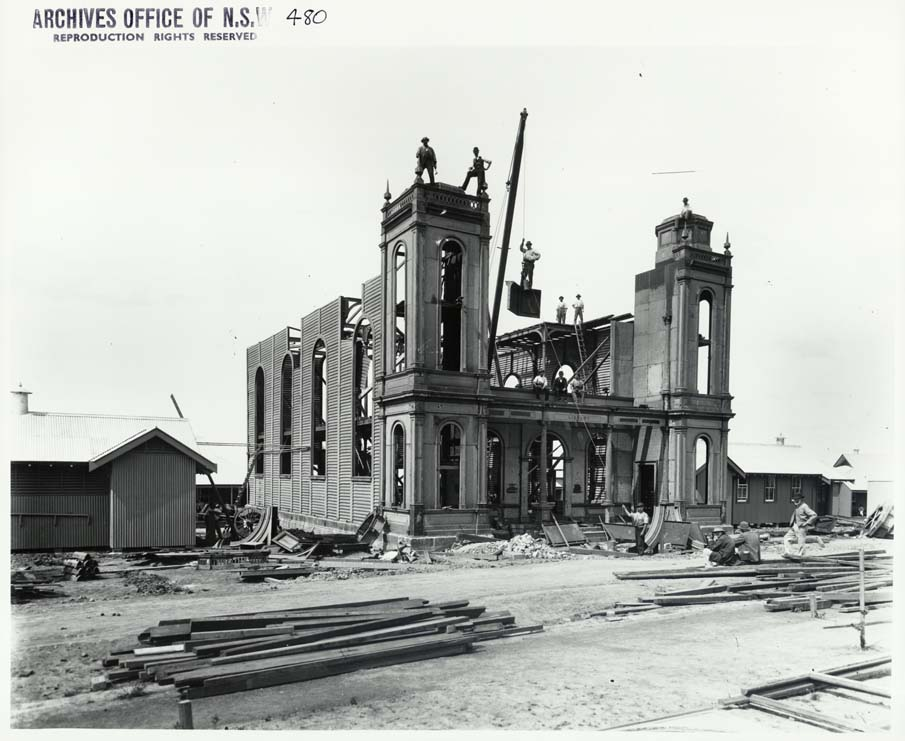
Будівництво чавунної церкви. Австралія.

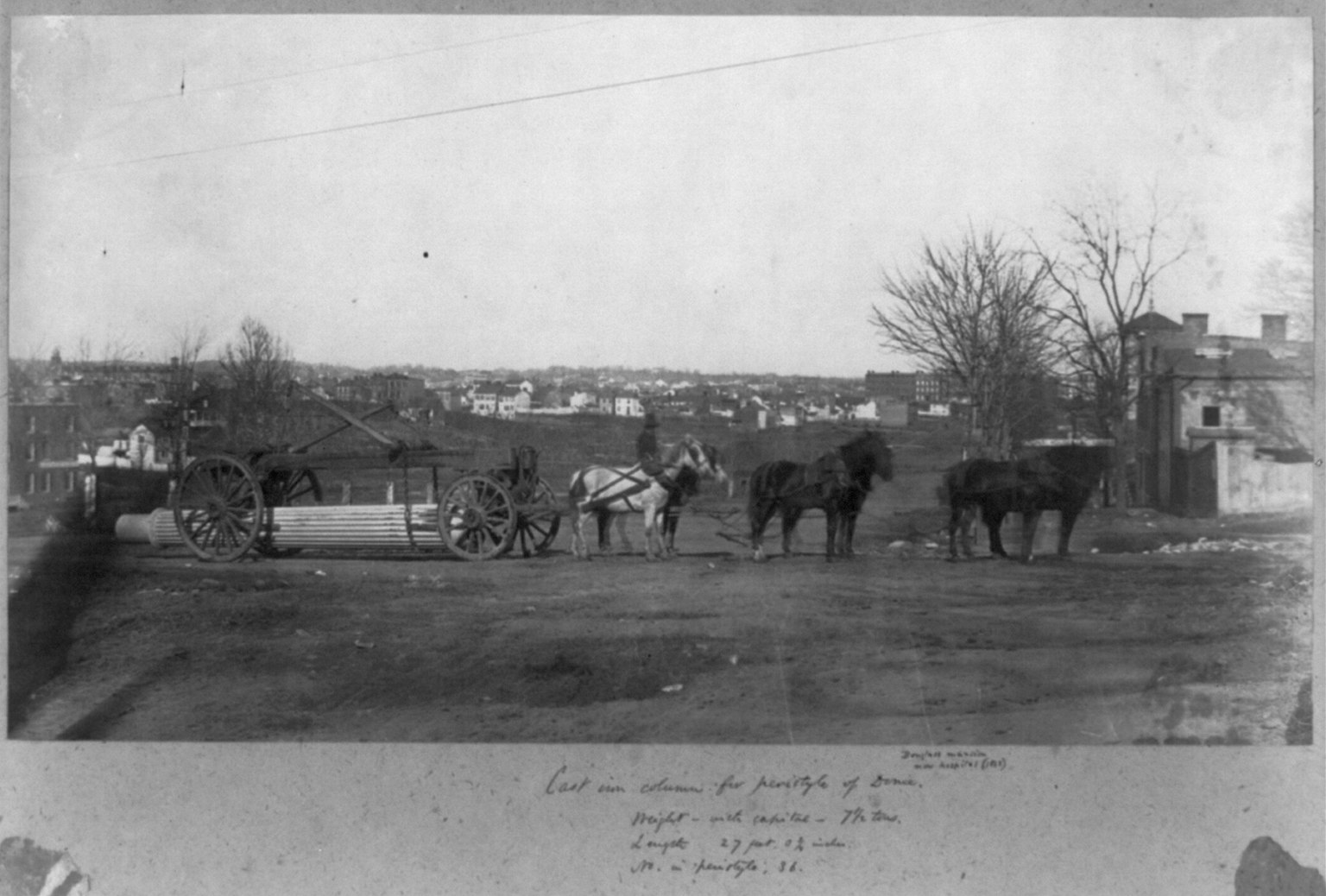
Транспортування чавунних будівельних матеріалів з ливарні до місця монтажу. Перевезення колони для перистилю Капітолія. Вашингтон, США. 1857.

Болтове кріплення чавунних деталей. Магазин Едгара Лаінга у Нью-Йорку. Фото зроблено під час демонтажу будівлі у 1971 році.

Агрегатом, в якому виплавляється первинний чавун, тобто чавун, виплавлений з залізної руди, є доменна піч. В часи, коли чавун використовували у будівництві, випущений з доменної печі ливарний чавун, тобто чавун з необхідним для ливарної справи хімічним складом, міг або бути вилитим у ливарні форми безпосередньо біля доменної печі, або міг бути розлитим у мульди для одержання чушкового чавуну для відправлення у такому вигляді у ливарню. Чушковий чавун є сировиною для ливарних підприємств, його переплавляють у вагранках, розташованих в окремих цехах металургійних заводів або ливарнях, і одержують знову у розплавленому виді, після чого зливають у розливний ківш і з нього — у ливарні форми. Після остигання чавуну витягали конструктивні елементи, які доставляли на будівництво. Єдиним способом одержання чавунних будівельних матеріалів необхідної форми є лиття у форми, тобто при їхньому виготовленні не використовуються ковальські роботи або прокатка.
Під час монтажних робіт окремі чавунні елементи кріпили один до одного через вушка на болтах або за допомоги замків. Використання з'єднань такого типу було викликано тим, що на момент будівництва багатьох чавунних споруд зварювання металів, а тим більше зварювання чавуну, що потребує особливих методів зварювання, ще не було розроблене.

## Чавун у мостобудуванні

### Чавунні аркові мости
При будівництві першого в світі чавунного мосту — аркового Залізного мосту через річку Северн у графстві Шропшир в Англії, що був побудований у 1779 році, несучі конструкції мосту були виготовлені за формою такими, які до того використовували при будівництві дерев'яних аркових мостів. Це був перший металевий міст, до його будівництва не існувало теорії, тому його будували як дерев'яний міст. Вага чавунних матеріалів мосту становить 378,5 т. Ферми моста, у кількості 5, складені з 10 аркових косяків, поєднаних у ключі болтами. Косяк складений з 3 концентричних дуг, поєднаних поперечним брусками.
Міст побудований у формі арки, що виявилося вдалим рішенням – дозволило матеріалу пересилювати навантаження від стискаючих сил і передавати їх на фундамент.
Якість чавуну, з якого були вилиті деталі мосту, не висока і сьогодні у металоконструкціях мосту налічується до 70 тріщин і розривів, однак він і досі перебуває в експлуатації. Виплавлення чавуну й виготовлення з нього будівельних матеріалів для мосту було зроблено на чавуноливарному заводі Абрахама Дербі III у Колбрукдейлі, неподалік від місця, де був побудований міст.

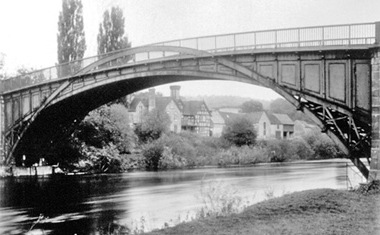
Чавунний міст через річку Северн у селі Білдвоз в Англії — другий в історії чавунний міст. Архітектор Т. Телфорд. 1796. Демонтований 1905 року.

Пізніші архітектори та інженери, такі як Т. Телфорд, покращили конструкцію мостів та використали при їхньому зведенні чавун кращої якості. За проєктом Т. Телфорда було побудовано другий чавунний міст — через річку Северн, вище за течиєю від Залізного моста, у селі Білдвоз. Він був відкритий 24 липня 1796 року, замінивши зруйнований повінню кам'яний середньовічний міст. На відміну від старого кам'яного мосту цей міст був одноарковим. Арка моста мала довжину 39,6 м, ширину — 5,5 м. Він був на 9 м довший за перший чавунний міст, натомість важив більш як удвічі менше — загальна вага використаного чавуну становила 181 т. Чавунні деталі мосту були виготовлені на тому самому чавуноливарному заводі у Колбрукдейлі, як й для першого чавунного мосту. Міст було демонтовано через зсув берегів — за майже 100 років його експлуатації відстань між ними змінилася приблизно на 1 м, що призвело до викинення додаткових напружень у чавунних конструкціях. 1905 року цей міст було замінено сталевим фермовим мостом, який в свою чергу, було демонтовано у 1992 році.

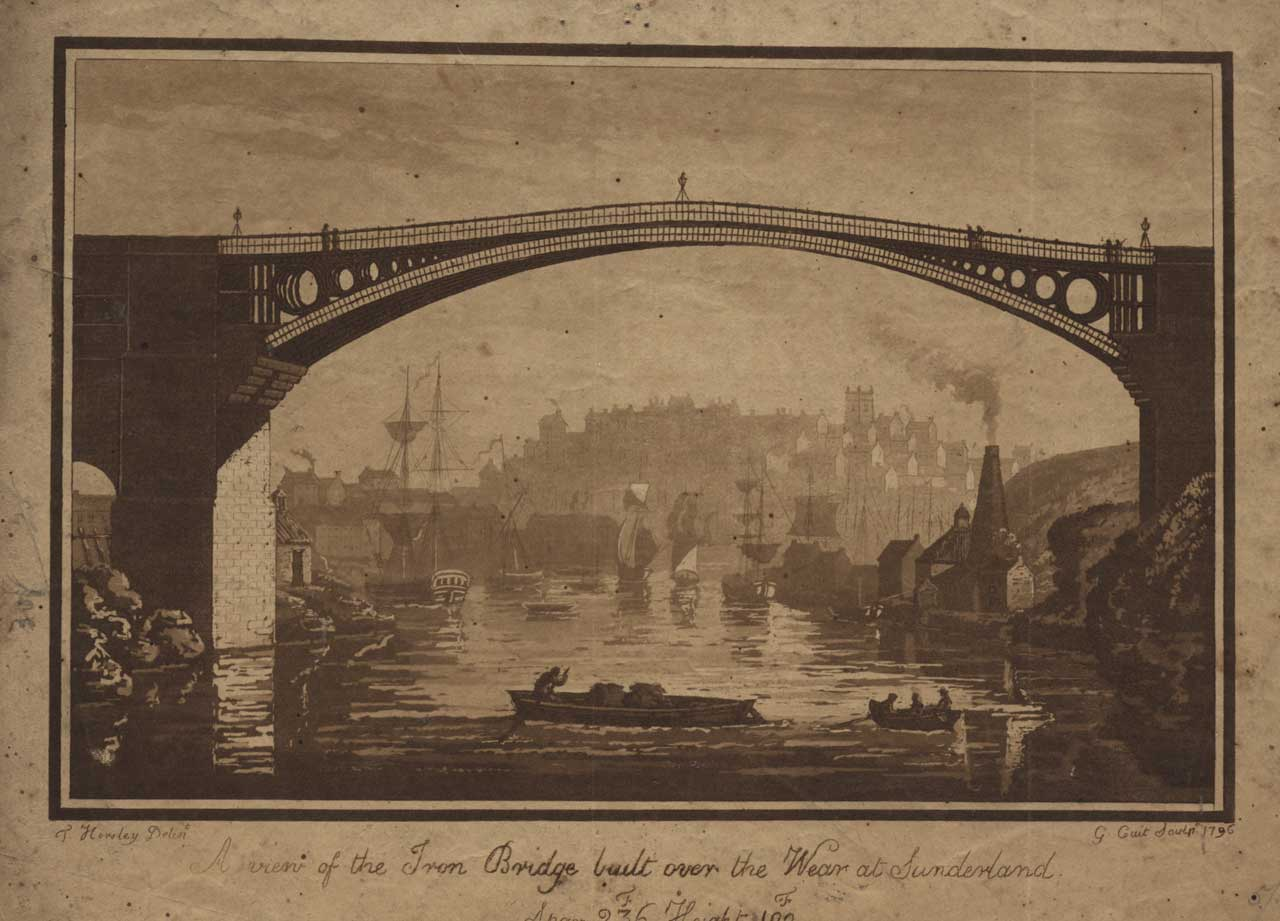
Міст через гирло річки Віар. Інженер Т. Пейн, архітектор Т. Вілсон. 1796. У 1857—1859 роках частково перебудований. Демонтований 1929.

Того ж самого 1796 року, у серпні, було відкрито третій чавунний міст — одноарковий міст біля гирла річки Віар (англ. Wearmouth Bridge, англ. Sunderland Bridge) завдовжки 236 футів (71,9 м) за проєктом Т. Пейна за участі Томаса Вілсона. Перед спорудженням мосту розглядався також варіант будівництва кам'яного мосту але він був відхилений на користь чавунного. Цей мість був оцінений як один з найсміливіших екземплярів аркових конструкцій. Його пропорції й мала кількість використаного матеріалу вважалися неперевершеними й через десятки років після його будівництва. Цей міст складався з одного аркового прольоту завдовжки 236 футів (72 м), стрілка підйому арки становила 32 фути (9,75 м) висота над низьким рівнем води 100 футів (30,5 м). При будівництві використано 260 т металу, з яких 46 т ковкого заліза і 214 т чавуну. У 1857—1859 роках міст було частково перебудовано — було усунуто кривизну дороги, але аркові ребра були залишені старі. 1929 року міст було демонтовано.
З часом змінювалися й принципи будівництва аркових мостів. Т. Пейн перший прийшов до думки будувати чавунні мости за прикладом кам'яних, тобто складати склепіння зі згвинчених поміж собою коробок, що виконують роль клинчастих каменів арки. Такі коробки кладуться по всій ширині мосту, причому виходить суцільне чавунне склепіння. Перший міст цієї системи побудований був у Петербурзі через Катерининський канал, на подовженні Середньої Підячської вулиці. На верхній частині чавунного склепіння розміщувалося нетовстим шаром забутовання, а над ним шар піску і кам'яна бруківка (як у камінних мостах). Забутовання по фасаду облицьовувалося чавунними дошками. Система ця проста, але великовагова. Вона була витіснена пропозицією Наша, який взяв патент у 1797 році на спорудження мостів з окремих чавунних аркових ферм, складених з суцільних пласких сегментів з ребордами. Система ця протрималася до кінця 19 століття.
У 1812 році Телфорд побудував у Шотландії, у Бонарі, чавунний міст з довжиною прогону 150 футів (45,72 м), що являв собою значний крок у вдосконаленні системи чавунних мостів. Кожна арка бонарського мосту складалася з 4 сегментів. Сегменти утворюють 2 концентричних дуги, розкошені решіткою з поперекових брусків і діагоналей. Мостове полотно підтримувалося особливою, пологішою дугою, що з'єднувалася з основною частиною арки системою розкосів.
Металеві мости на початку 19 століття будувалися майже винятково у вигляді залізних ланцюгових і чавунних аркових ферм. Можливість перекрити великі прогони за відносно малої маси конструкцій привели до широкого викоистання чавуну у мостобудуванні.

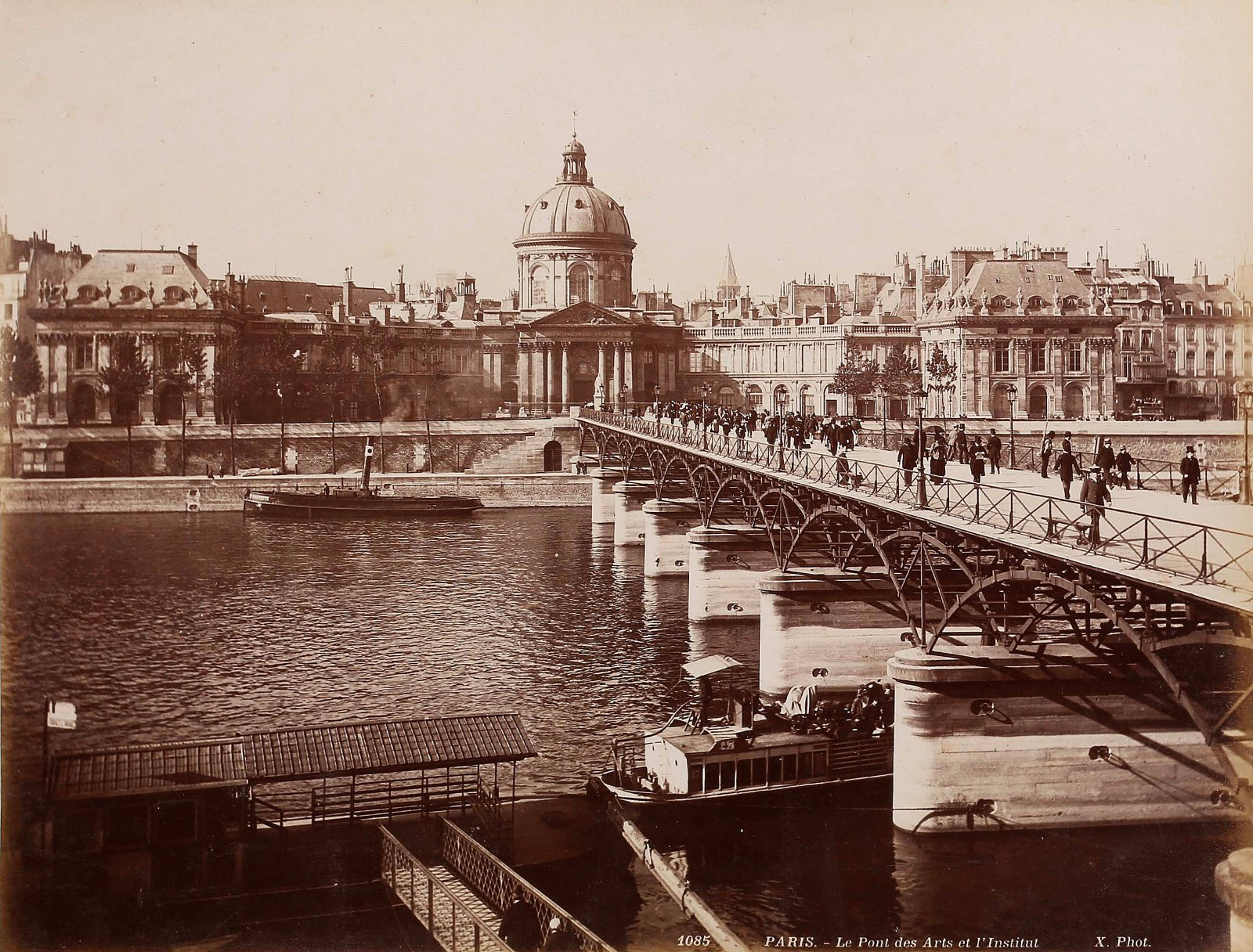
Міст Мистецтв, Париж, Франція. Проєкт Л.-О. Сессара та Я. Діллона. 1804. Фото приблизно 1887 року.

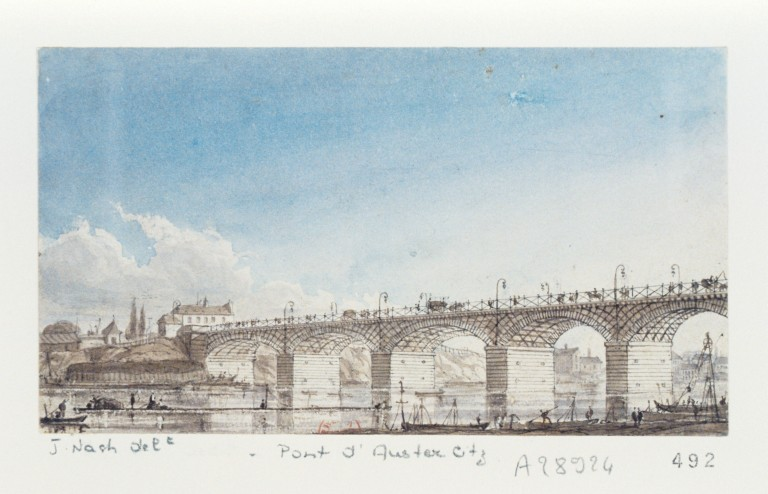
Аустерліцький міст. Проєктант Жозеф Беккі-Бопре. 1807. Акварель роботи Ф. Неша. Перебудований 1854 року.

У Франції перший чавунний міст було збудовно у 1803 році в Парижі. Він складався з 9 прогонів по 57 футів (17,3 м). Цей міст знаний як Міст Мистецтв, хоча спочатку він називався Луврським мостом (фр. Pont du Louvre). Це ранній і елегантний приклад використання чавуну для головної міської переправи через річку (нинішній «Міст мистецтв» у Парижі — майже однакова копія, побудована на місці старого в 1984 році). Одночасно з ним будувався, але завершений був лише у 1806 році, досить легкий на вигляд і витончений Аустерліцький міст, з 5 арок, що спираються на кам'яні опори, з прогонами по 106 футів (32,3 м). У 1854 році цей міст через численні тріщини у чавунних конструкціях був визнаний небезпечним і після цього був перебудований і розширений з зведенням арок з каміння замість чавунних на старих опорах. У 1884—1885 роках після чергового розширення набув сучасного вигляду.

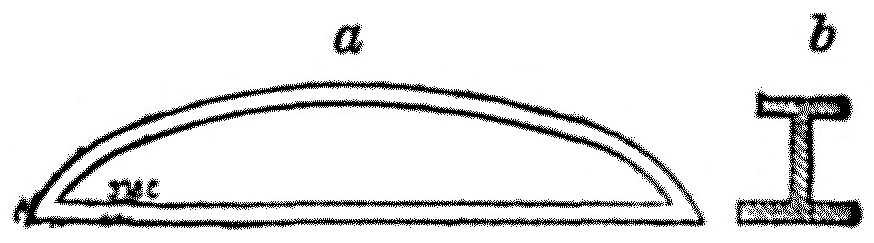
Раціональна форма чавунної мостової балки. а — боковий вигляд, b — поперечний перетин.

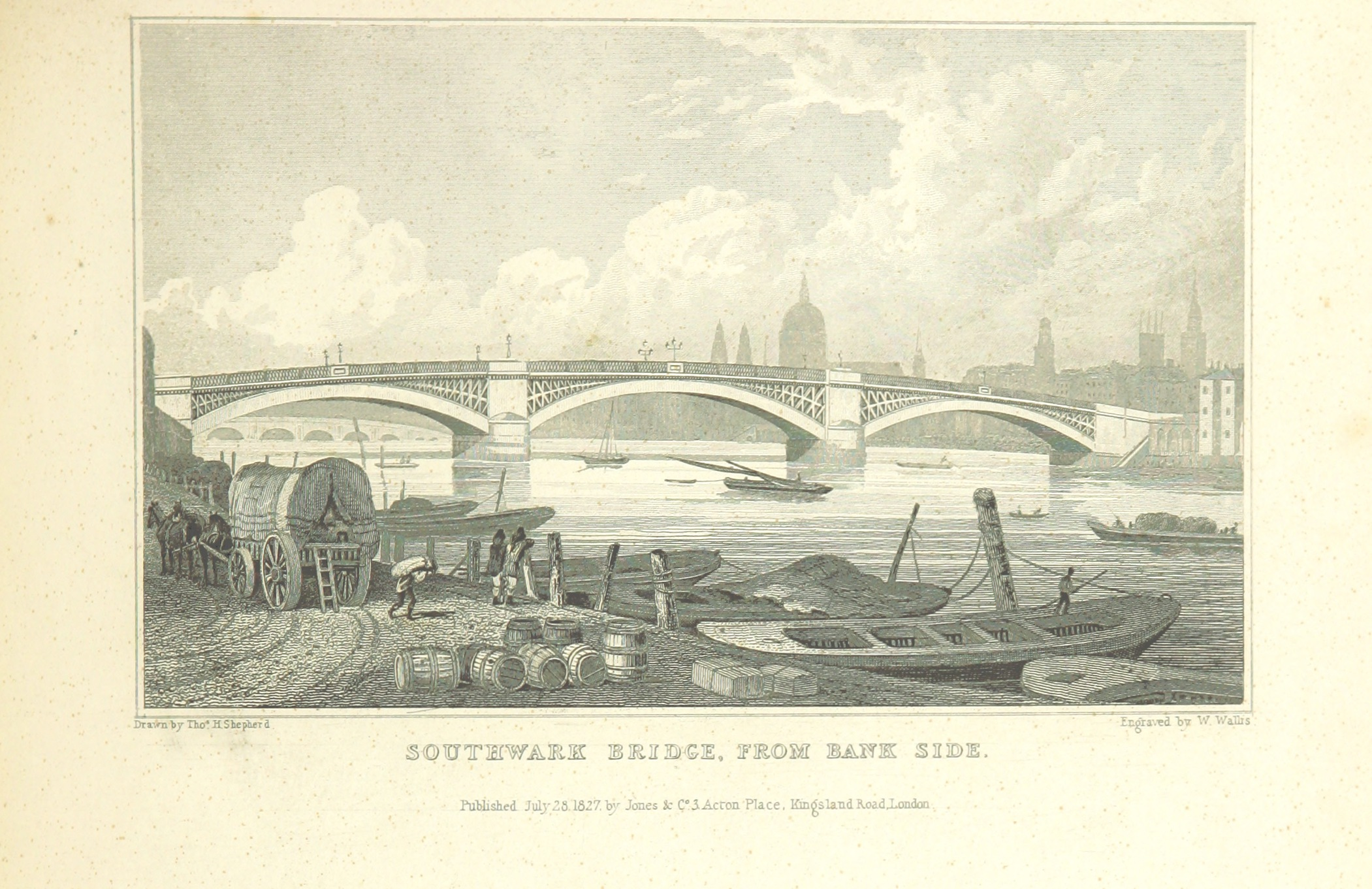
Перший Саутваркський міст — міст, що мав найбільшу чавунну аркову прогону будову з усіх чавунних мостів. Проєктант Дж. Ренні. Лондон. 1819—1913.

Тредгольд в 1824 році запропонував для мостових балок так званий двотавровий перетин, що складається з вертикальної стінки і двох горизонтальних поясів. Для заощадження матеріалу вигідно зробити балку міцнішою десь у середині, а кінці полегшити відповідно до необхідного опору. Для раціонального розподілу матеріалу в чавунній балці їй повинна бути надана форма, зображена на малюнку. Нижній пояс чавунної балки робиться ширше верхнього, згідно з властивістю цього матеріалу, що чинить опір стисненню більше, ніж розтягуванню. Кращим способом використання чавуну для будівництва мостів була аркова системи, коли всі елементи конструкції перебувають під дією стискаючих сил.
Мостом з найбільшою чавунною арковою прогонною будовою за всю історію будівництва чавунних аркових мостів був Саутваркський міст через річку Темзу в Лондоні, побудований у 1813—1819 роках за проєктом Джона Ренні, центральний й водночас найбільший прогін якого мав довжину 73 м. Ширина мосту становила 42 фути (12,8 м). Цей міст був замінений сучасним у 1913—1921 роках. 1801 року Телфорд запропонував перекрити Темзу єдиним чавунним прогоном завдовжки 183 м. Але проєкт не був прийнятий комісією.

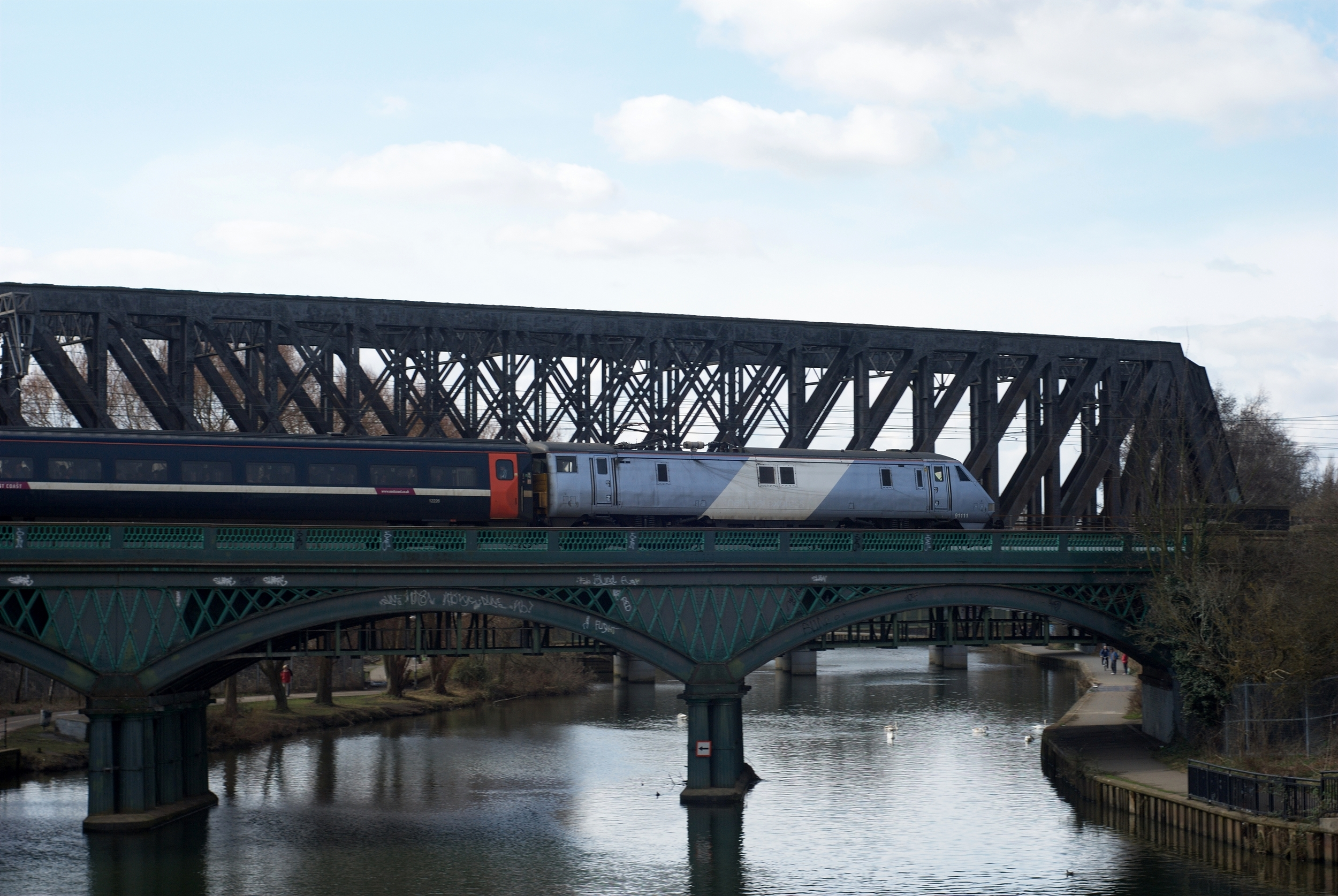
Хоча чавун через його ламкість припинили використовувати у будівництві мостів ще наприкінці 19 століття, чавунні мости досі експлуатуються в багатьох країнах світу. На фото – чавунний міст (віадук) через річку Нін (Велика Британія) зі швидкісним поїздом, що проходить по ньому. Проєктанти В. і Дж. Кюбітти. Введений в експлуатацію 1850. Під час ремонтів міст місцями скріплено сталевими стяжками.

Перший чавунний міст у США.

У США перший чавунний міст було побудовано у 1836—1839 роках через річку Данлапс-Крік у місті Браунсвіллі (Пенсильванія) за проєктом Річарда Делафілда. Цей міст досі (2019) стоїть на своєму місці і перебуває у використанні.
Поява перших чавунних мостів і будівництво їх у РФ пов'язані з ім'ям британця Вільяма Гесте, який будував аркові мости у Санкт-Петербурзі з 1805 року. У Петербурзі у 1850-х роках було побудовано Миколаївський міст (тепер Благовіщенський міст) з 8 арковими прогонами від 33 до 47 м, що є найбільшим чавунним мостом у світі. Автором моста був іноземець С. Кербедз. 7 прогонів перекрито чавунними фермами аркової системи, а восьмий, де розміщено розвідну частину мосту, балковою фермою з наскрізною стінкою. У кожному прогоні по 13 арок, або ребер.
Чавунні мости є в багатьох країнах — Великій Британії, США, Данії, Франції, Ірландії, Нідерландах, Норвегії, Румунії, РФ. Всі вони побудовані до 1900 року, більшість з них є арковими мостами.         

### Міст і акведук «Pont y Cafnau»

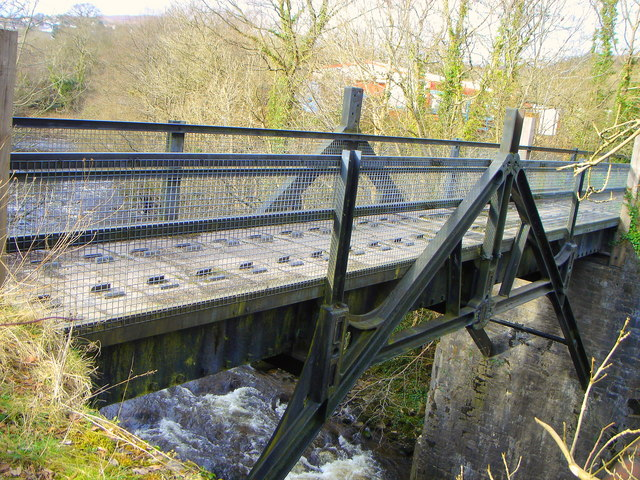
Міст «Pont y Cafnau» в Уельсі. 1793. Оригінальні перила замінено.

1793 року через річку Тафф у місті Мертір-Тідвіл, що у південному Уельсі, було побудовано чавунний міст «Pont y Cafnau», що одночасно виконував роль як мосту, так й акведука, тобто окрім дорожнього полотна він мав лотік, яким переправляли воду. Цей міст був прототипом для низки інших мостів. Він зберігся досі (2020) і тепер використовується як пішохідний міст. Прогін становить 14,3 м. Кінна залізниця, прокладена на мосту, використовувалася для перевезення вапняку, а акведук — для транспортування води до місцевого металургійного заводу.
Відмінною рисою його від перших чавунних мостів кінця 18 — початку 19 століть є те, що він не є арковим, він має чавунні А-подібні ферми, кінці яких вбудовані у кам'яні опори, що розташовані на берегах. Стояни і підвіски спираються на ферми, вони підтримують прямокутний у перетині короб, на верхню частину якого змонтоване мостове полотно, на якому прокладалися залізничні рейки. Проєктант мосту Воткін Джордж (англ. Watkin George) спочатку був столяром, і для з'єднання між собою чавунних конструкцій він застосовував столярні прийоми — ластівчин хвіст і шип.
Незабаром над мостом було прокладено ще й водоносний дерев'яний лотік, що спирався на чавунні опори мосту. Лотік, що був над мостом, було демонтовано у 1850 році. Цей міст вважається найстарішим мостом, на якому було прокладено залізничні рейки.

### Чавунні балкові мости та чавун у фермових мостах
Телфорд першим у 1800 році почав використовувати для перекриття прогонів чавунні балки, а Стефенсон використав їх для мосту на залізниці Ліверпуль — Манчестер. Чавунні балкові мости були широко розповсюджені на початку розвитку залізничного транспорту. Але починаючи з аварії у травні 1847 року на новому мосту через річку Ді, що на момент аварії простояв менше року, біля Честера на залізниці Честер — Холіхед, постали проблеми з використанням чавуну для будівництва балкових мостів. Після аварії багато чавунних балкових мостів було перебудовано, часто з заміною чавунних будівельних конструкцій конструкціями, виготовленими з ковкого заліза. Втім, чавун і далі продовжували використовувати у непідходящих напрямках до аварії на мосту через річку Тай у 1879 році, коли виникли серйозні сумніви щодо доцільності використання чавуну у мостобудуванні.

Але наприкінці 19 століття чавун взагалі визнавався не підходящим матеріалом для балкових мостів взагалі, а залізничних, схильних до струсів, особливо. Внаслідок недостатнього опору чавуну розтягуванню і чутливості його до ударів скоро перейшли до зварного заліза, а до кінця 19 століття майже вже відбувся повний перехід до ливарної сталі або зварного заліза.

Ферма системи Віппля.

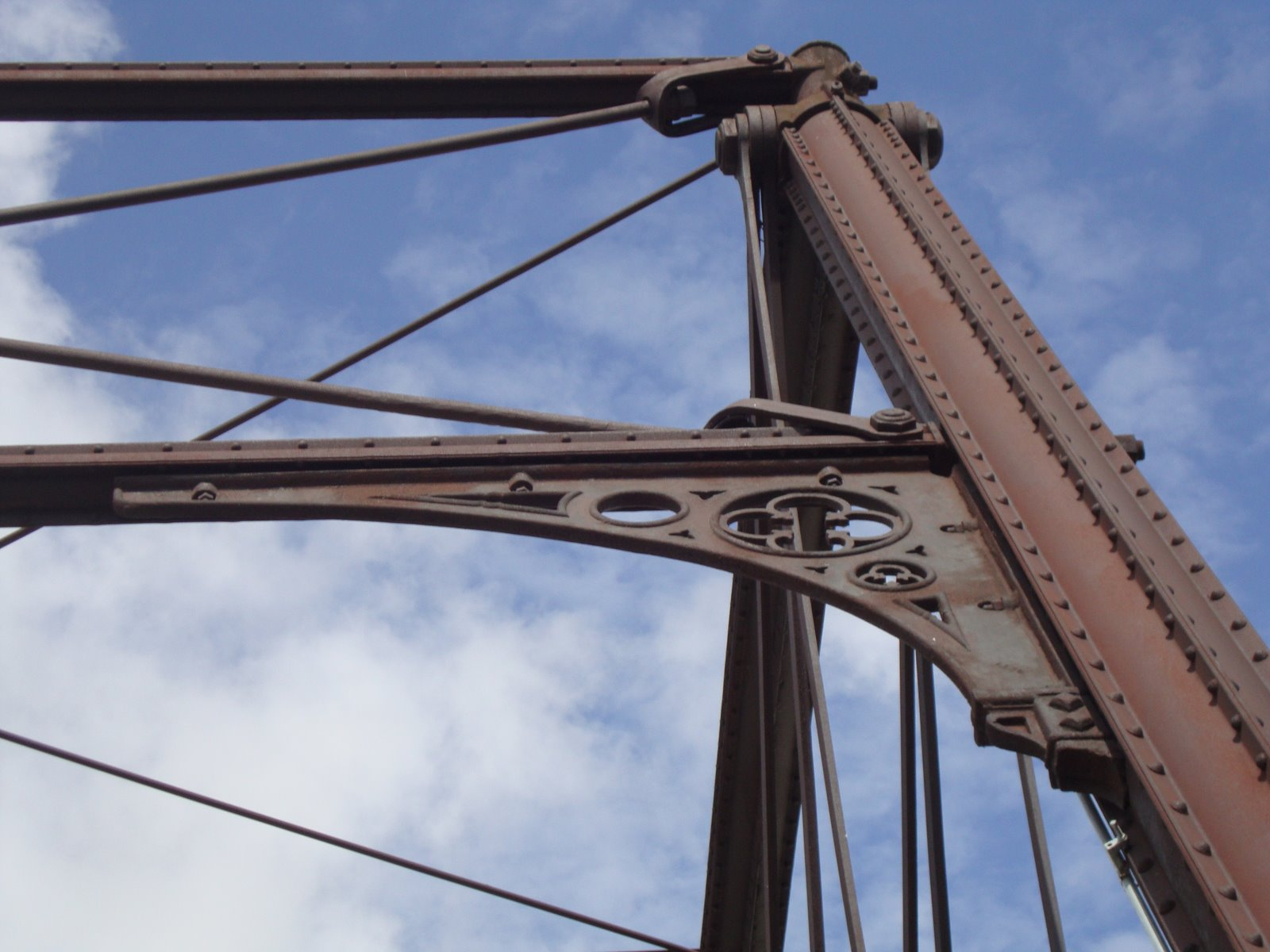
Орнаментовані чавунні стикові блоки, що забезпечують укріплення мостової ферми системи Віппля. Міст Хейс-Стріт у Сан-Антоніо, штат Техас, США.

Поки чавун ще не був витіснений зварним залізом, намагалися створити балки з обох матеріалів разом, посилюючи нижні частини чавунних балок залізними стяжками. Система ця застосована у 1849 році Джорджем і Робертом Стефенсонами до будівництва одного з найгарніших залізничних мостів у Англії 19 століття, біля Ньюкасла, через річку Тайн. Середня частина мосту складається з 6 прогонів по 125 футів (38,1 м). Міст цей двоярусний, для залізничних проїздів (вгорі) і для екіпажного й пішохідного руху (внизу). Прагнення до спільного застосування чавуну і заліза, відповідно до особливих властивостей кожного з цих матеріалів, привело Сквайєра Віппля (англ. Squire Whipple) у Америці до думки скласти наскрізну ферму, у якій частини, що стискаються при згинанні, тобто горішній ярус і стійки складаються з чавуну, а елементи, що розтягуються — нижній пояс і розкоси (косці) — з залізних тяжів, або струн.

### Чавунні мости-канали (водні мости, транспортні акведуки)

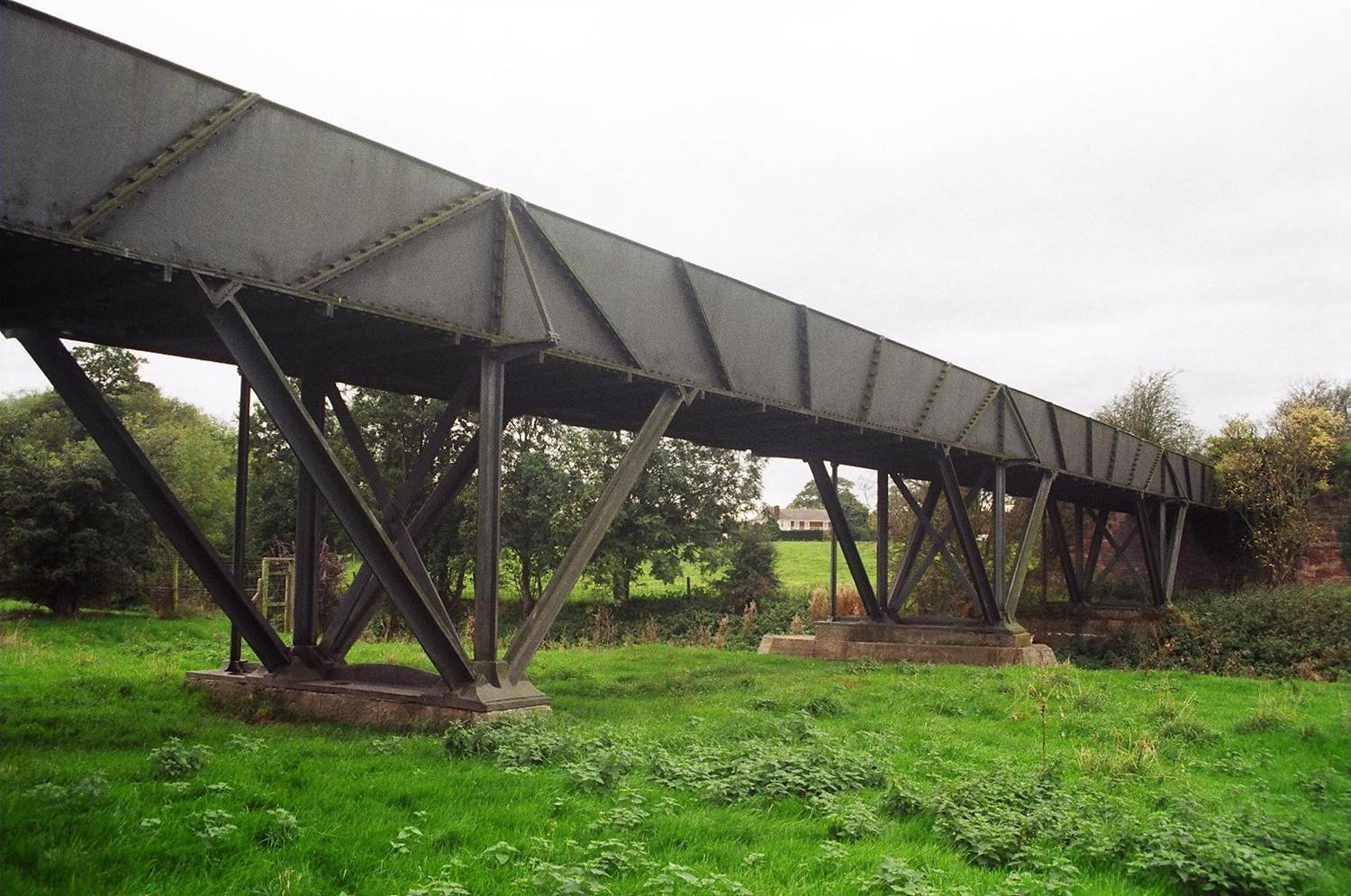
Лонгдон-он-Тернський акведук Шрузберського каналу через річку Терн — другий в світі чавунний акведук. 1796. Т. Телфорд. Виведений з експлуатації.

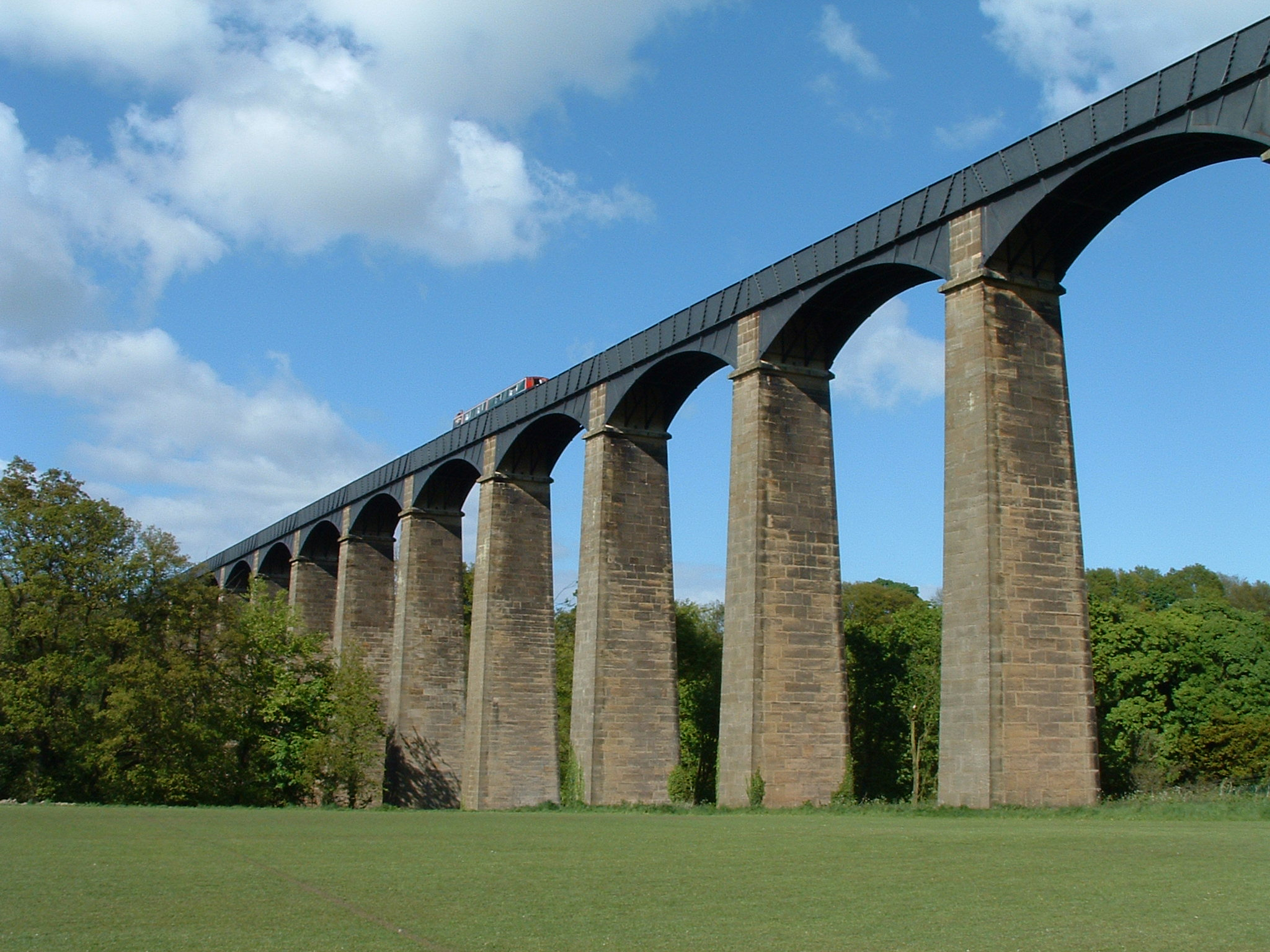
Акведук Понткісіллте, лотік якого зроблений з чавуну, колони — з каменю. Проєкт Т. Телфорда та В. Джессопа. 1795—1805. Досі (2019) перебуває в експлуатації.

Чавун використовувався також при будівництві мостів-каналів (так званих транспортних акведуків).
Першим чавунним акведуком вважається міст «Pont y Cafnau» в Уельсі. Він використовувався лише для промислового водопостачання й не був призначений для водного транспорту, тобто не був мостом-каналом (транспортним акведуком). Перший транспортний чавунний міст-канал (транспортний акведук) — Холмський акведук (англ. Holmes Aqueduct) було побудовано у лютому 1796 року в Англії за проєктом Бенджаміна Аутрама (англ. Benjamin Outram) на судноплавному каналі Дербі. Акведук мав лише один проліт і довжину 13 м (акведук було розібрано 1970 року). Того самого року, лише на один місяць пізніше від першого, в Англії біля селища Лонгдон-он-Терн на каналі Шрусбері через річку Терн було зведено другий в світі чавунний транспортний акведук, побудований за проєктом Т. Телфорда (його в літературі іноді називають першим, що невірно). Він мав довжину 57 м.

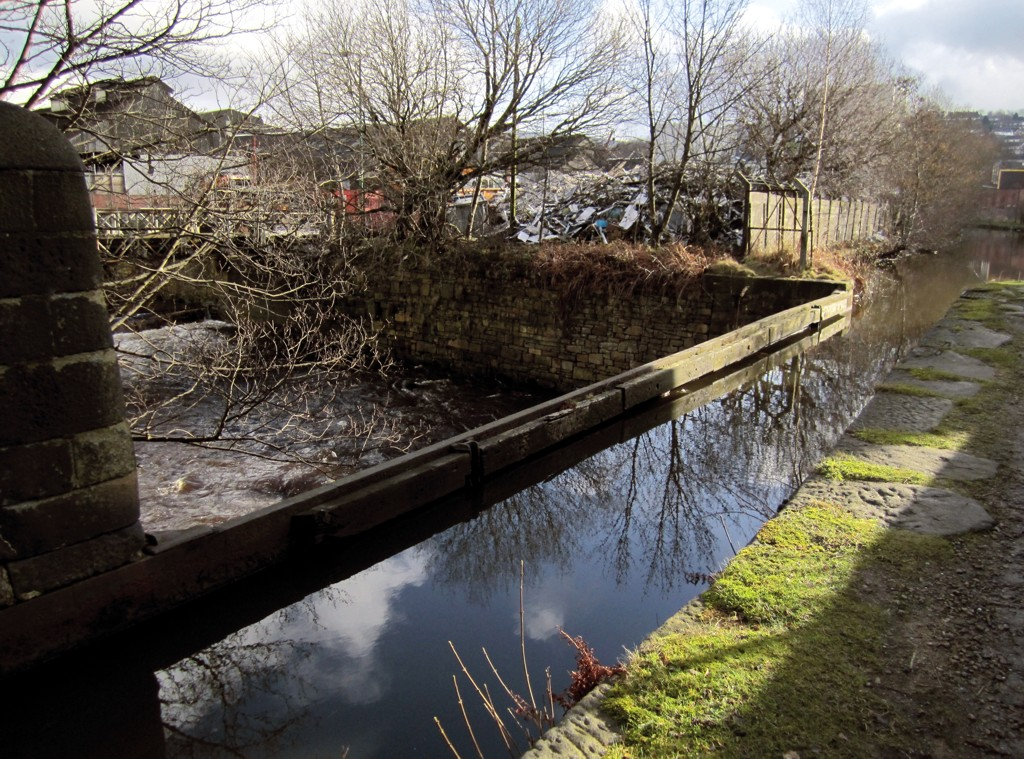
Акведук «Стейкс» — найстаріший в світі чавунний міст-канал, придатний до експлуатації. 1801.

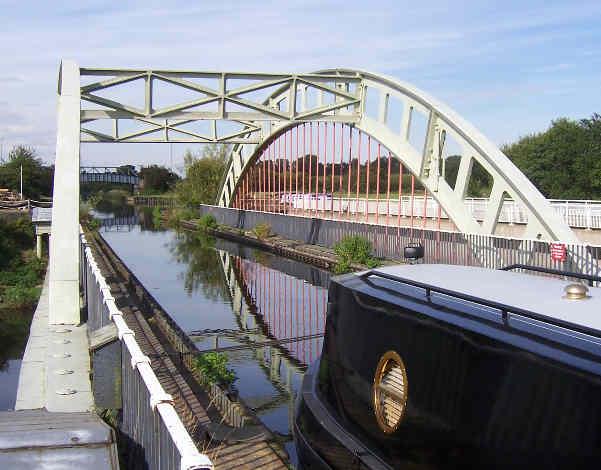
Акведук «Стейнлі-Феррі». 1839.

Найстарішим чавунним мостом-каналом, придатним для експлуатації, є міст-канал Стейкс у місті Стейлібрідж, збудований по проєкту Б. Аутрама у 1800 році на місці зруйнованого повінню кам'яного моста-канала.
Доволі цікавим прикладом чавунних транспортних акведуків є всесвітньо відомий акведук Понткісіллте в Північному Уельсі, зведений в 1805 році за проєктом Т. Телфорда, який досі перебуває у експлуатації. 1801 року за його же проєктом було побудовано Черцький акведук (англ. Chirk Aqueduct) біля Черка в Уельсі. Опори обох акведуків зроблено з каменю, лотки — з чавуну. Обидва вони досі (2020) перебувають у експлуатації.
Транспортним акведуком з найдовшою у світі чавунною прогоновою будовою є акведук «Стейнлі-Феррі» (англ. Stanley Ferry Aqueduct), побудований між 1836—1839 роками через річку Кальдер у Західному Йоркширі в Англії. Проєкт Джорджа Літера (англ. George Leather) і побудований Х. Мак-Інтошем (англ. H. McIntosh).

## Чавун у будинкобудуванні

### Фасади

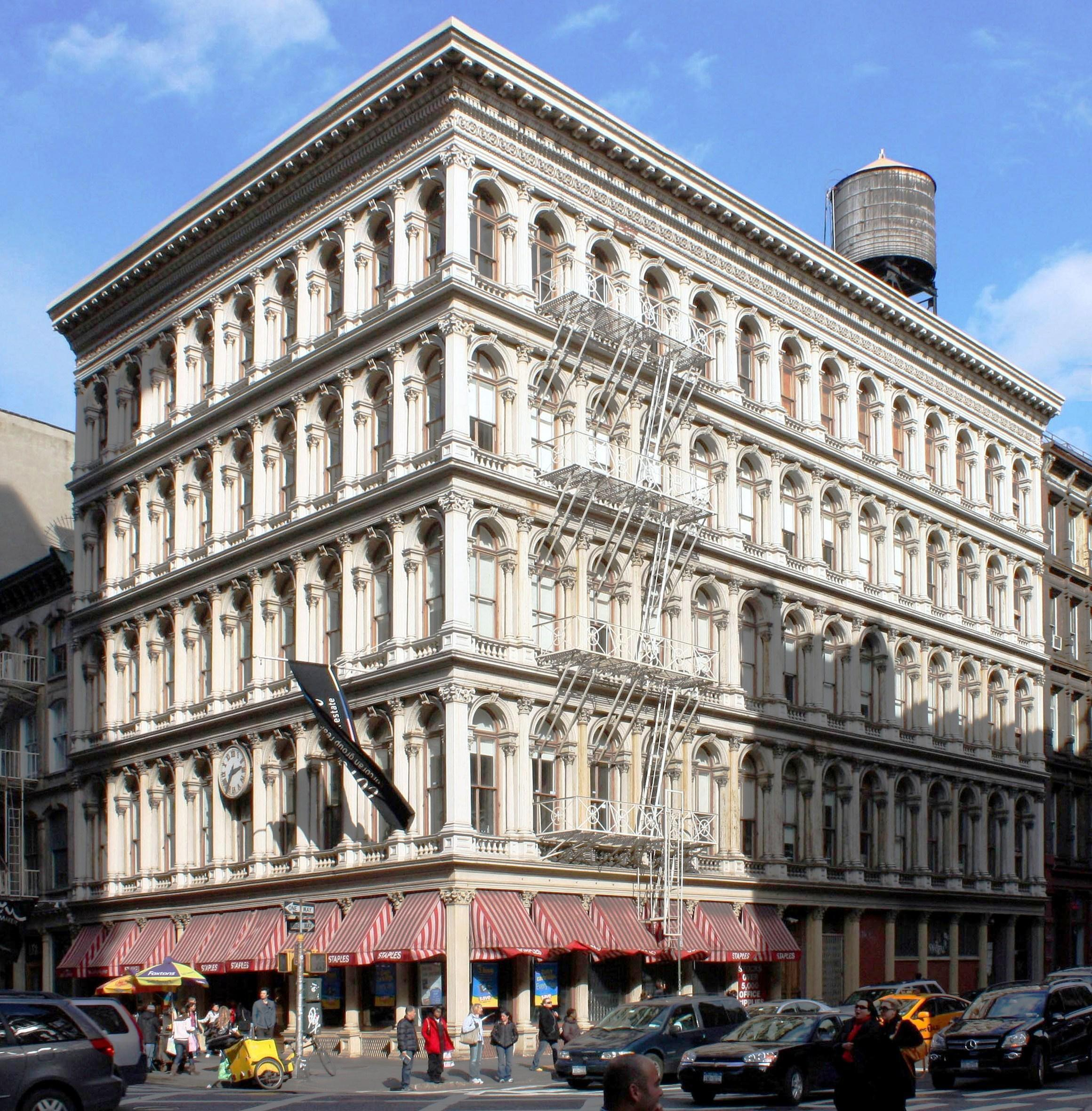

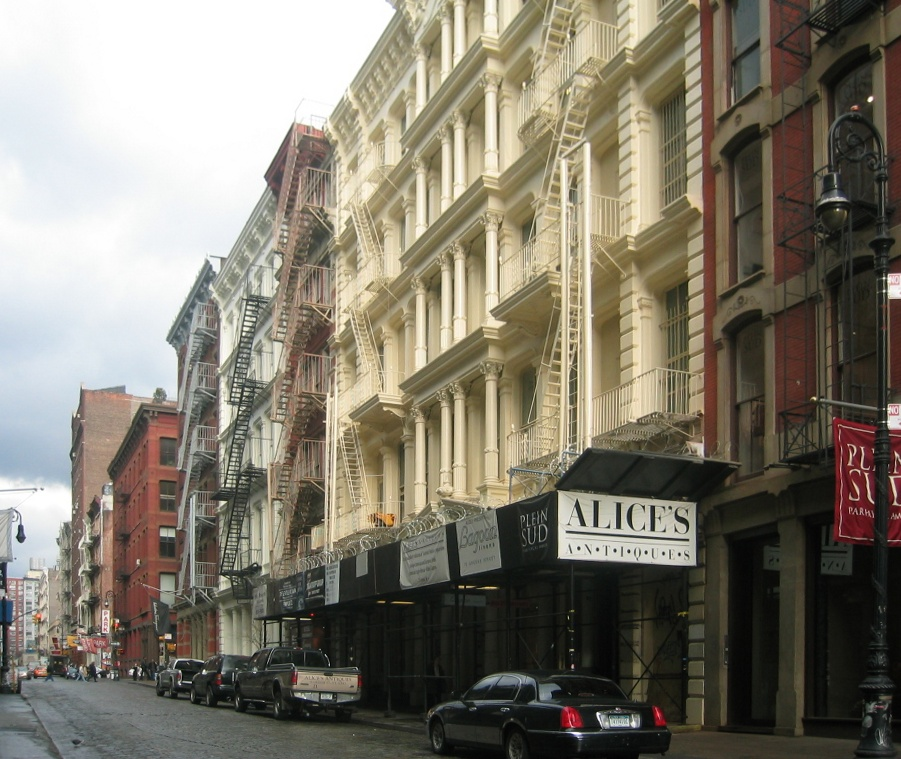
Будинки з чавунними фасадами в районі Сохо Нью-Йорка, США.

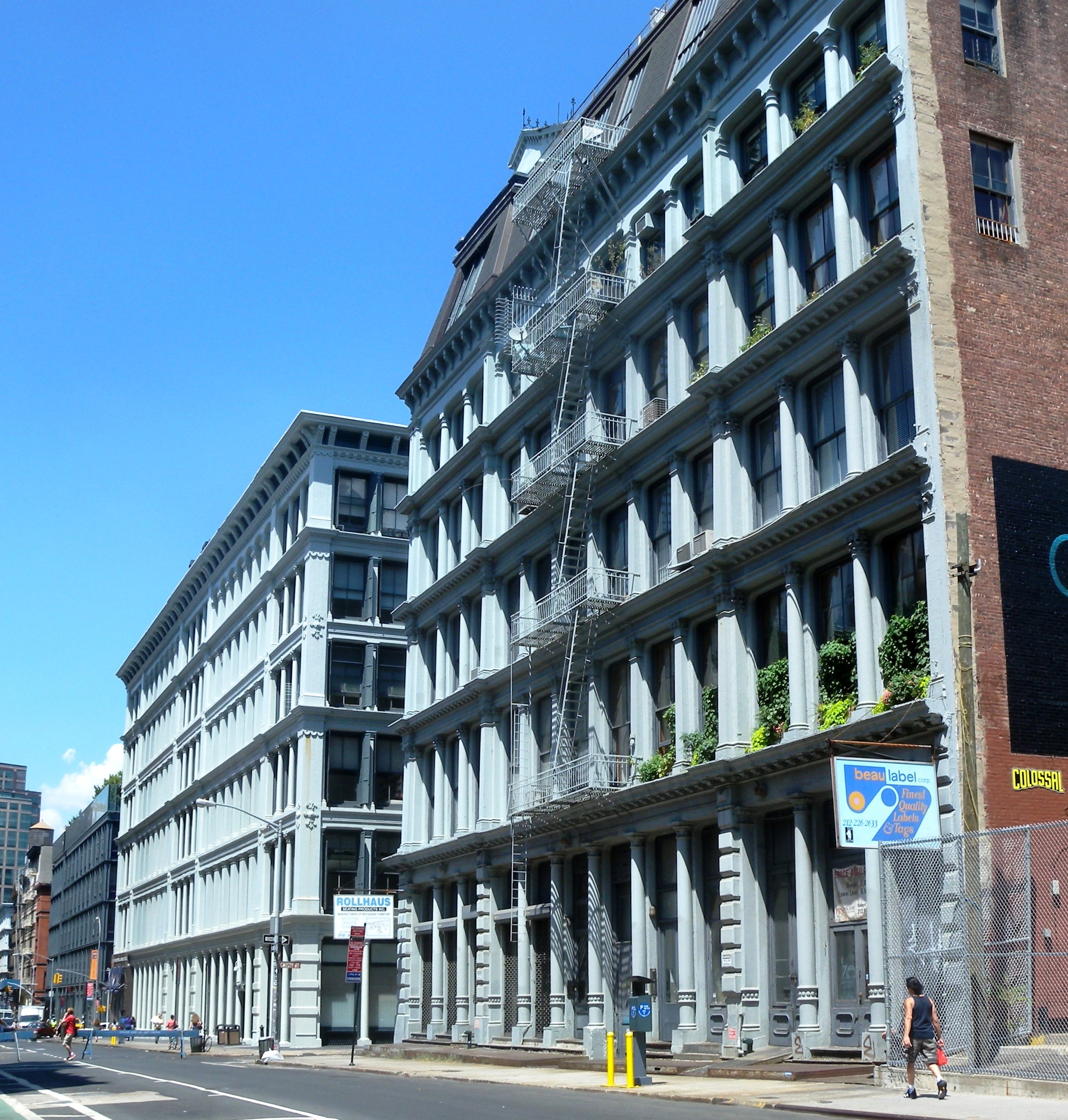

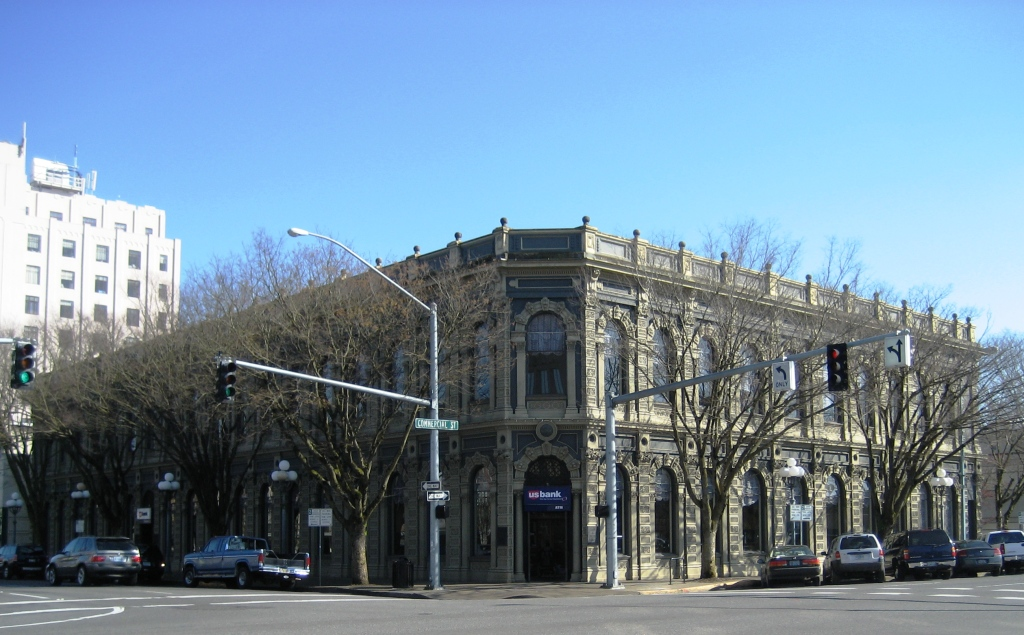
Будинок Банку Ледда і Буша, Сейлем (штат Орегон). Побудований з бетону, облицьований чавунним орнаментом. Архітектор Абсолом Холлок, 1868.

У будівництві цивільних і промислових будівель чавун використовувався у найрізноманітніших формах — для зведення каркасів будівель, зведення самонесних чавунних фасадів будинків, для виготовлення колон, оздоблення фасадів, башт, окремих елементів будинків — перил, балконів тощо. Чавун використовувався переважно для будівництва промислових будівель і значно меншою мірою — для будівництва житлових будинків. У Великій Британії чавунний каркас широко використовувався при зведенні промислових будівель з 19 століття аж до 1914 року, коли його заступили конструкції зі сталі.
На момент 1830-х років декоративні можливості чавунного литва, якому можна було надати витончених форм і візерунків, до того ж у масовому виробництві, проявилися у прикрасах у таких формах як балконні перила та огорожі у Британії та постнаполіонівській Франції як дешевша альтернатива кованим перилам, виготовленим з ковкого заліза, що їх могли дозволити собі лише заможні. Чавунні литі конструкційні й прсто декоративні будівельні матеріали експортувалися також в колонії обох країн для зведення під'їздів чи веренд. В таких будівлях чавунне лиття використовувалося і як прикраса, і як структурний матеріал.
У 19 столітті у США будівництво чавунних будинків набуло досить широкого розвитку. В цій країні найбільше чавунних будинків розташовано у Нью-Йорку. В цьому місті особливо багато таких будинків, прикрашених вишуканими фасадами у стилі неоренесансу, розташовано на вулицях районів Сохо та Трайбека. Особливо популярним цей матеріал був тут при зведенні складських й промислових будинків та універмагів. Друга за кількісттю концентрація чавунних будинків у США розташована на іншому краї країни — у місті Портленд (штат Орегон), де вони виникли в період золотої лихоманки. У історичному районі Скідмор, також відомому як Старе місто, є низка прикладів, що залишилися від колись великого району. Складські райони в інших містах США в той період також побачили багато прикладів, але більшість з них були знесені. У районі Західний Майн в місті Луїсвілль (штат Кентуккі) є досить збережені приклади використання чавуну у будівництві, де близько 10 таких будинків в трьох кварталах.
У Французькому кварталі Нового Орлеана є найвідоміші та найяскравіші приклади та найбільша концентрація чавунної архітектури: легкі, мереживні, часто багаторівневі під'їзди на понад 400 будівлях, побудованих з 1850-х у 1880-ті роки. Кілька подібних під'їздів можна знайти в історичному районі міста Саванни (штат Джорджія) та у мікрорайонах Черч-Хілл (англ. Church Hill) та Джексон-Вард (англ. Jackson Ward) міста Річмонд, хоча тут він здебільшого використовується для сходів, під'їздів та балконних перил. Численні ливарні у всіх трьох містах виготовляли унікальні орнаментальні та будівельні конструкції з чавуну.

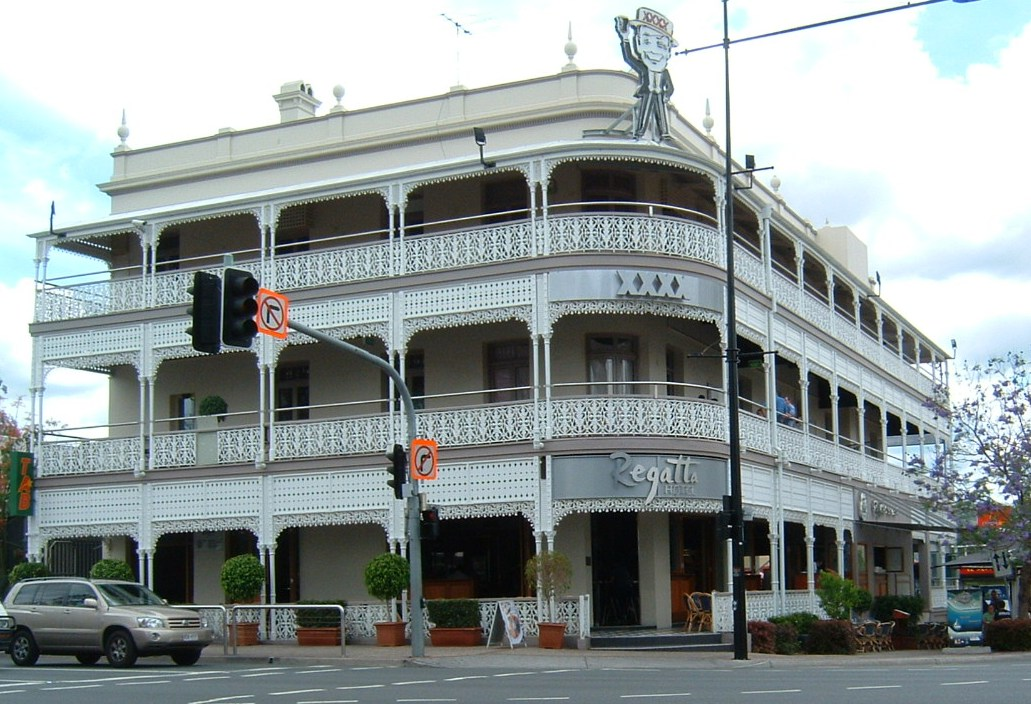
Чавунні балкони готелю «Регатта», місто Тувонг, Австралія.

Великого розповсюдження у будівництві у 19 столітті чавун набув у Австралії. Тут використовувалися як завезені з Британії, так і місцеві чавунні будівельні матеріали. В Австралії тераси, подібні до новоорлеанських, прикрашені «чавунним мереживом», стали стандартною характеристикою майже кожного будинку, тераси, паба та магазину з 1850-х років до 1900-тих років. Ливарні виросли у всіх великих містах (їх було 42 в одному тільки Мельбурні) та багатьох містах, наслідуючи імпортні зразки та, врешті-решт, розробляючи нові, іноді зображаючи австралійську фауну, таку як какаду та коали, але більшість з них мали квітучий виноград як візерунки. Після періоду в 1950-60-ті роки, коли чарункові веранди часто демонтувалися, вони відродилися, і численні ливарні все ще виготовляють зразки конструкцій і декору, схожі на ті, що були колись, на замовлення.
Під час Золотої лихоманки у Вікторії у Австралії у 1850-х роках з Англії були привезено сотні різних типів збірних конструкцій, включаючи будинки, магазини, три цілісні церкви та театр; найскладнішою вцілілою структурою є повністю чавунна вікторіанська готична вілла Коріо в Джилонгу.
Декоративний чавун, який використовується подібним чином, можна знайти в інших колишніх британських колоніях, включаючи Південну Африку, Малайзію та Індію.         
У промисловому місті Глазго у Шотландії до нашого часу збереглися нечисленні екземпляри подібної архітектури. Є наслідування венеціанського будинку Ка' д'Оро, побудованого у стилі венеціанського Відродження. 1970 року будинок занесено до списку пам'яток Шотландії. 1988 року проведено реставрацію і розширено будинок.

### Колонади

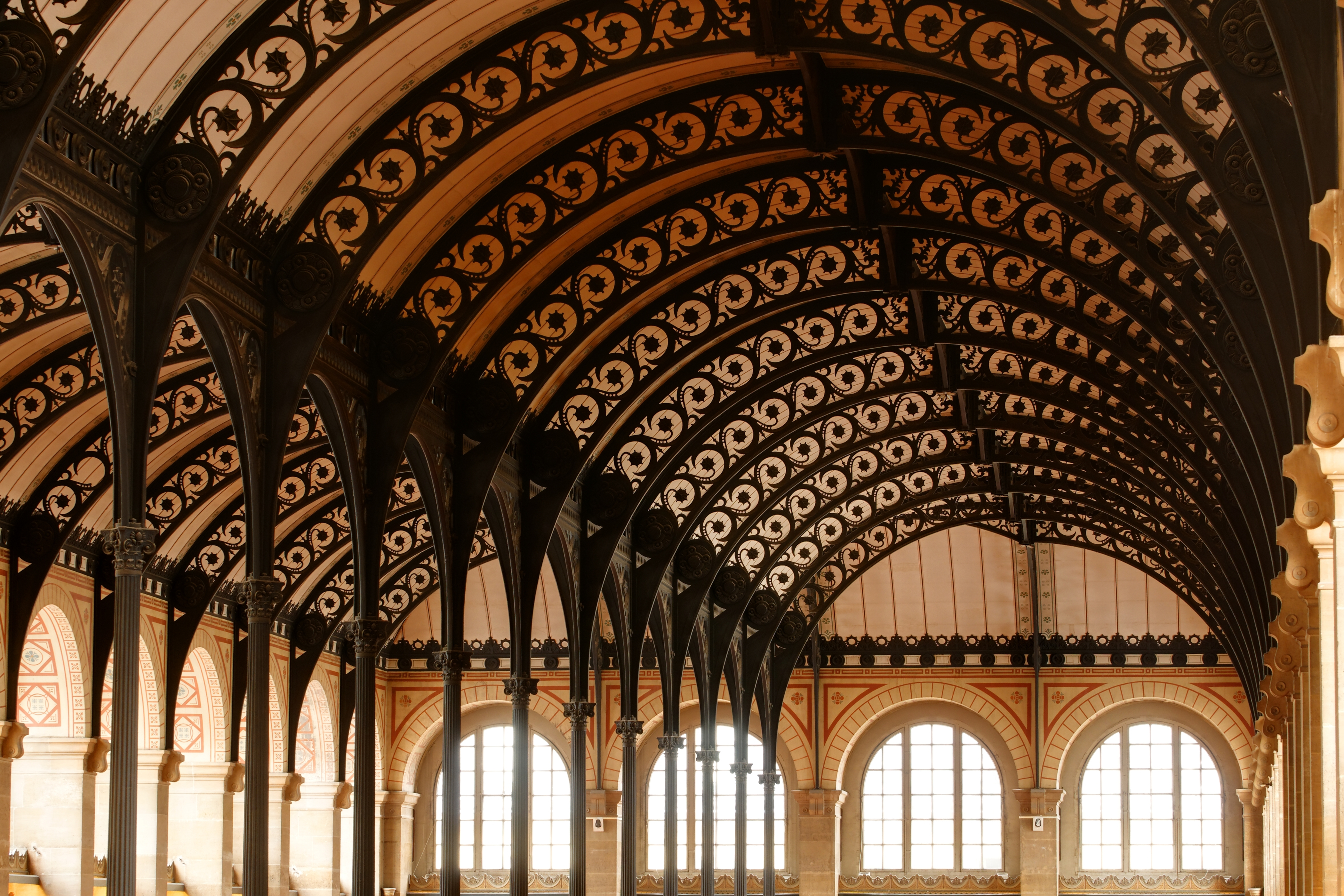
Декоративні чавунні колони й арки у читальній залі бібліотеки Святої Женев'єви. Париж, Франція, 1843—1851.

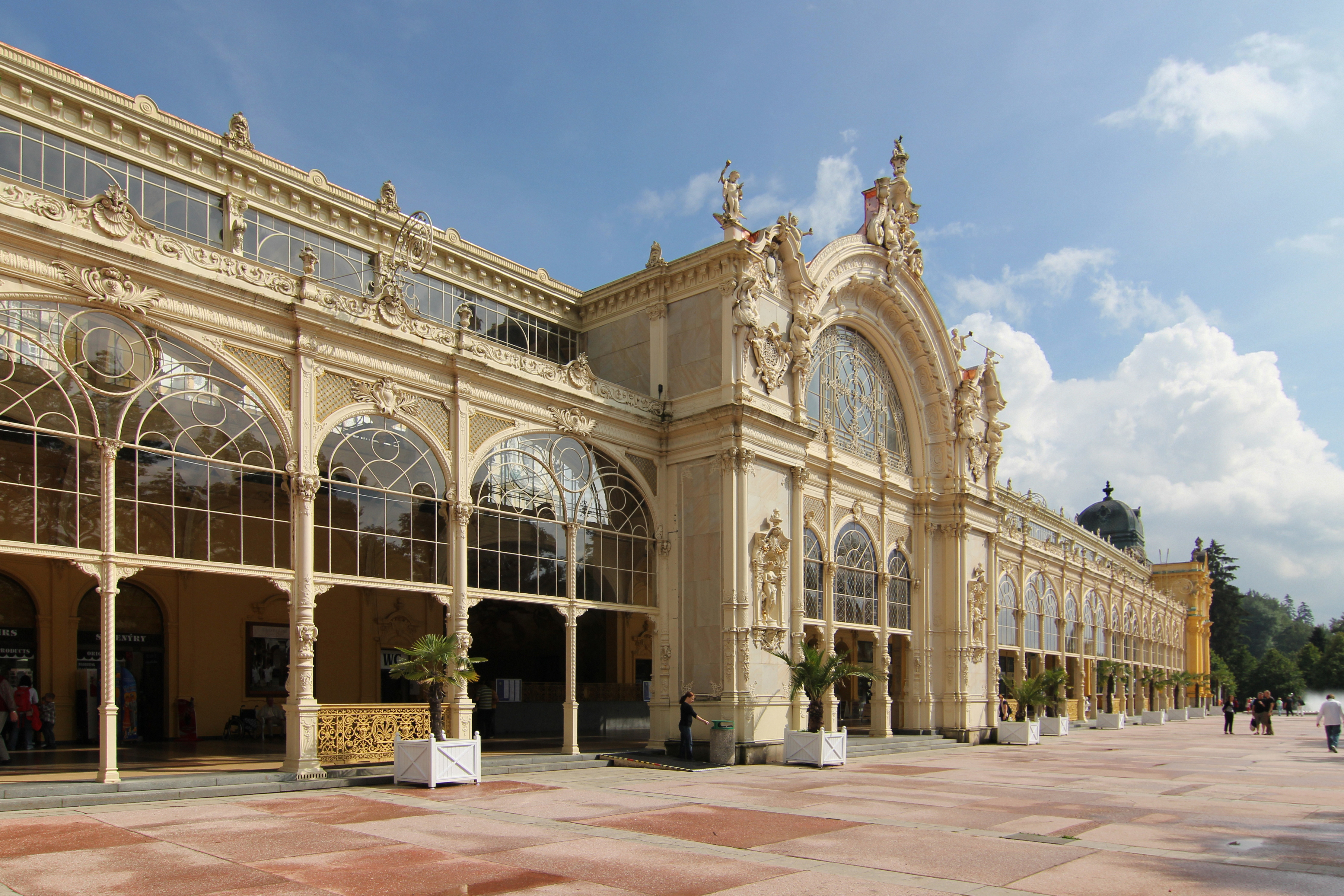
Чавунні колонада й фасад бальнеологічного курорту в Маріанські Лазні, Чехія.

У 19 столітті чавунні колони набули широкого застосування, при цьому балки робилися переважно з ковкого заліза. Популярним було використання чавунних колон для перших поверхів дво- й більше поверхових будівель. Це дозволяло робити широкі вікна на першому поверсі, де розташовувалися вітрини магазинів.
Чавунні колони для будівель мали перевагу в тому, що вони є надзвичайно стрункішими, порівняно з мурованими колонами, здатними підтримувати подібну вагу. Це заощадило простір на фабриках, і тому після того, як п'ятиповерхова Дітрингтонська лляна фабрика, побудована 1795 року з чавунним каркасом, підтвердила цю концепцію, вона стала всюдисущою на багатоповерхових фабриках північної Англії, а потім й в інших місцевостях. Це було також корисно в інших типах будівель, наприклад, дозволяючи архітекторам театрів, церков і синагог покращувати оглядові лінії при підтримці балконів, усуваючи або принаймні зменшуючи стовпи, що підтримували дах або балкони, тонкішими.   
Використання металу було також корисно в інших типах будівель, наприклад, дозволяючи архітекторам театрів, церков і синагог покращувати оглядові лінії при підтримці балконів, усуваючи або принаймні зменшуючи колони, що підтримували дах або балкони, тобто замінювали їх тонкішими.
Чавунні колони в Україні можна побачити в багатьох спорудах другої половини 19 століття. :511 Прикладом використання чавуну у будівництві громадських будівель в Україні можуть слугувати зокрема будівля Троїцького народного дому (тепер Київський національний академічний театр оперети), у залі якого є два яруси балконів, котрі спираються на чавунні колони, та будівля Київського купецького зібрання (нині Національної філармонії України), в фоє якої є чавунні колони, що несуть перекриття залу (архітектор В. Ніколаєв). Широко застосовували метал у споруді Київського університету, де з чавуну були виготовлені капітелі, модульйони, торшери, частини огорож тощо. :427

### Куполи

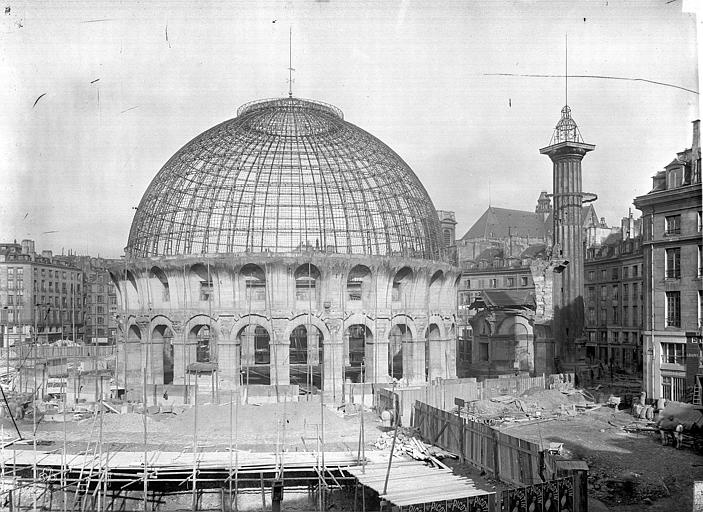
Купол фондової біржі в Парижі. Фото зроблено 1880 року під час демонтажу ротонди.

Чавун використовувався для будівництва великих куполів, часто засклених, ще в 1811 р. Один з перших – купол Паризької торгової палати (архітектор Ф.-Ж. Беланже). Діаметр купола у основі — 37 м. Ребра куполу, яких налічується 51, були виготовлені з чавуну, а верхнє опорне кільце завширшки 11 м — з ковкого заліза. Критий був мідяними листами. Загальна вага куполу становила 220 т, з яких 29 т припадали на мідяні листи. 1838 року мідяні листи було замінено на скло. 1885 року будинок біржі було замінено новим, при цьому купол був залишений, щоправда у зміненому вигляді. Пізніше виникли наслідування цієї споруди, зокрема 1849 року такий купол було використано в будівлі тепер давно знесеної Лондонської вугільної біржі. Чавунні куполи були особливо популярні у Франції, як наприклад у читальній залі Національної бібліотеки Франції (1860—1867) за проєктом Анрі Лабруста.
Унікальною чавунною конструкцією 40-х років 19 століття для Росії був купол Ісакіївського собору у Петербурзі, що його ще на початку 19 століття запроєктував французький архітектор О. Монферран. Купол цього собору має внутрішній чавунний пірамідальний купол, до якого кріпляться легкі конструкції залізного зовнішнього куполу.
Можливо, найвідомішим прикладом використання чавуну у будівництві куполів і, взагалі, найвідомішою чавунною конструкцією є купол Капітолія США, побудований у 1855-66 роках, повністю виготовлений з чавуну, пофарбованого так, щоб він виглядав як камінь. Купол являє собою центральний чотириповерховий кільцевий зал та високий скляний купол. Він побудований з окремих чавунних елементів, з'єднаних між собою болтовими з'єднаннями. На його будівництво витрачено 4100 т чавуну. Першим чавунним куполом, побудованим у США, є купол на будинку суду в місті Сент-Луїс, побудований за два роки до капітолійського.

### Павільйони й теплиці

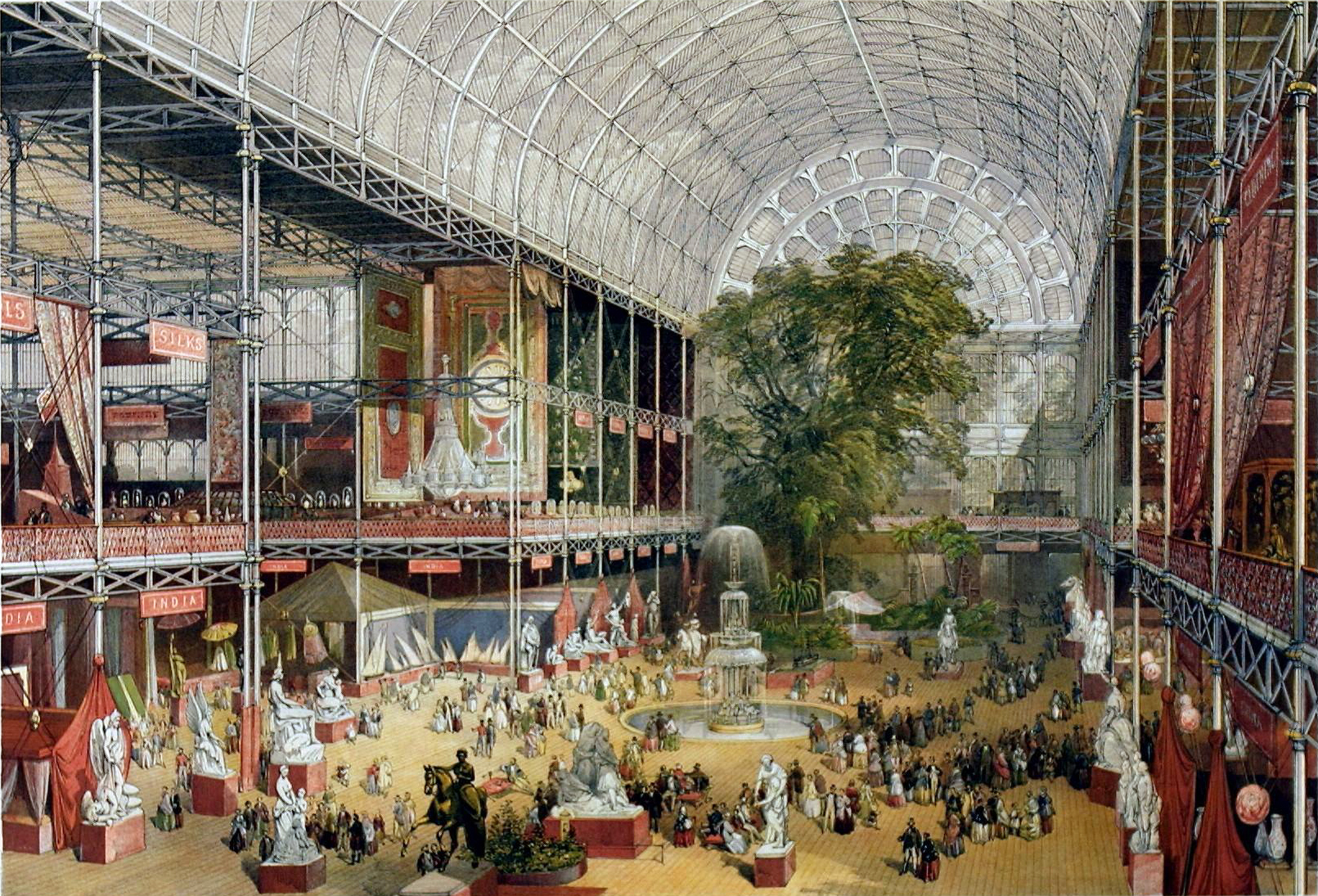
Кришталевий палац, побудований з чавуну, ковкого заліза і скла. 1851.

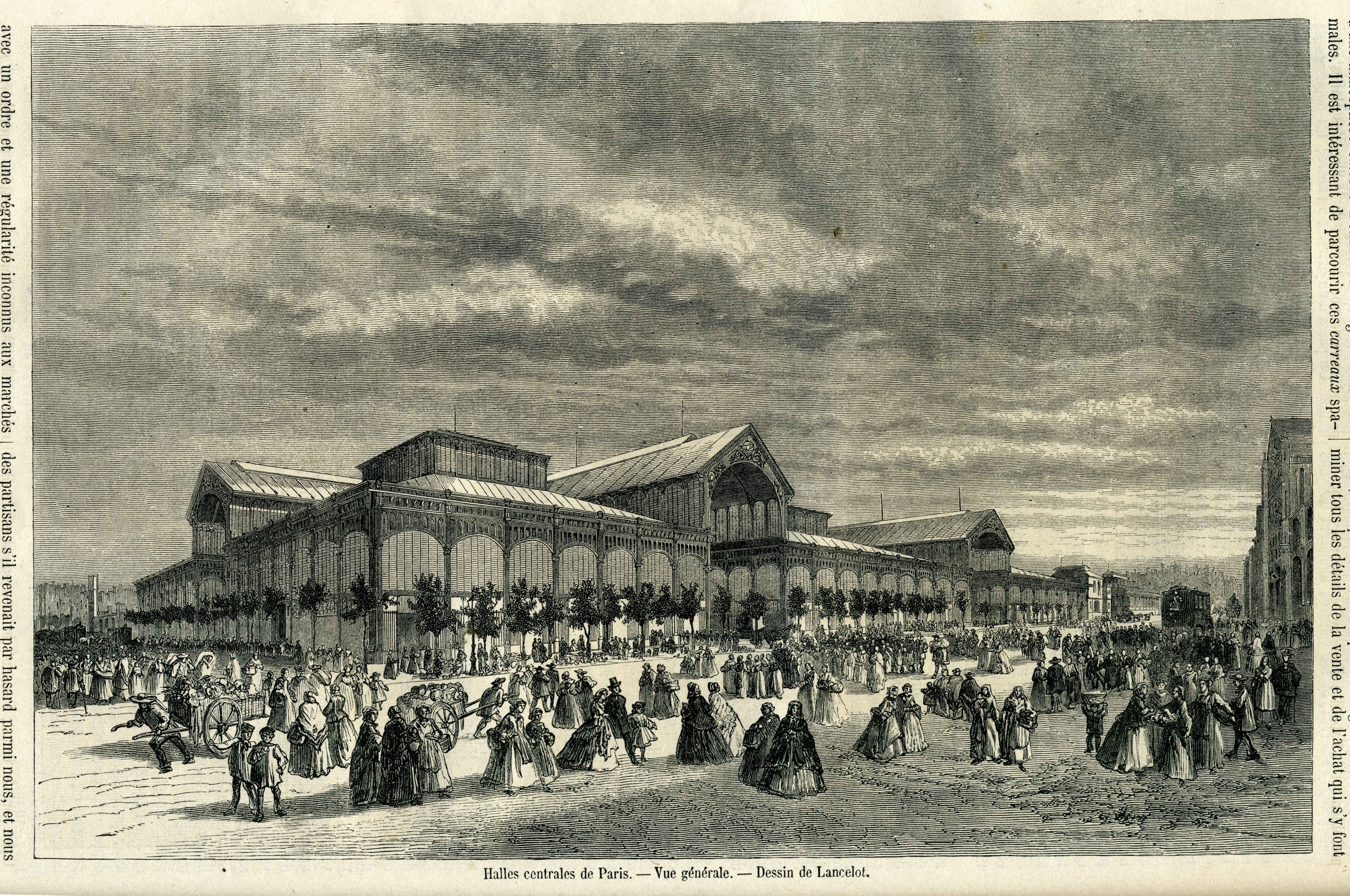
Критий ринок Ле-Аль, Париж. Архітектор В. Бальтар. 1866. Розібраний 1971.

Чавун також став широковживаним матеріалом, з якого виготовляли несучі конструкції великих теплиць. Англійський архітектор і садівник Джозеф Пакстон в 1820-х і 1830-х роках експериментував з каркасами з деревини, чавуну і скла, проєктуючи все більші конструкції, часто збірні. Кульмінацією в цьому напрямку став монументальний виставковий зал, що дістав назви «Кришталевий палац», побудований в Лондоні в 1851 році (при споруджені палацу використовувалося також ковке залізо). Успіх концепції породив багато наслідувань, як у формі виставкових зал, так і оранжерей, які у 19 столітті майже повсюдно були побудовані з чавуну (іноді в поєднанні з ковким залізом). Чавун був швидко адаптований для скляних дахів для різноманітних конструкцій, таких як ринкові зали, залізничні вокзали, аркади та універмаги. До кінця 19 століття майже кожен новий ринковий зал у Європі (і більшість у Латинській Америці) був побудований з чавуну, де-які з них були величезними і витонченими, як, наприклад, Ле-Аль (фр. Les Halles) у Парижі, побудований у 1850-х роках. 1971 року ринок було демонтовано, один з його павільйонів при цьому було збережено — його перенесли у місто Ножан-сюр-Марн, розташоване неподалік від Парижа. Тепер павільйон використовується як концертний зал. Його занесено до списку культурної спадщини Франції.

Інтер'єр бібліотеки Дж. Пібоді. Архітектор Е. Дж. Лінд. 1878. Балтимор (штат Меріленд).

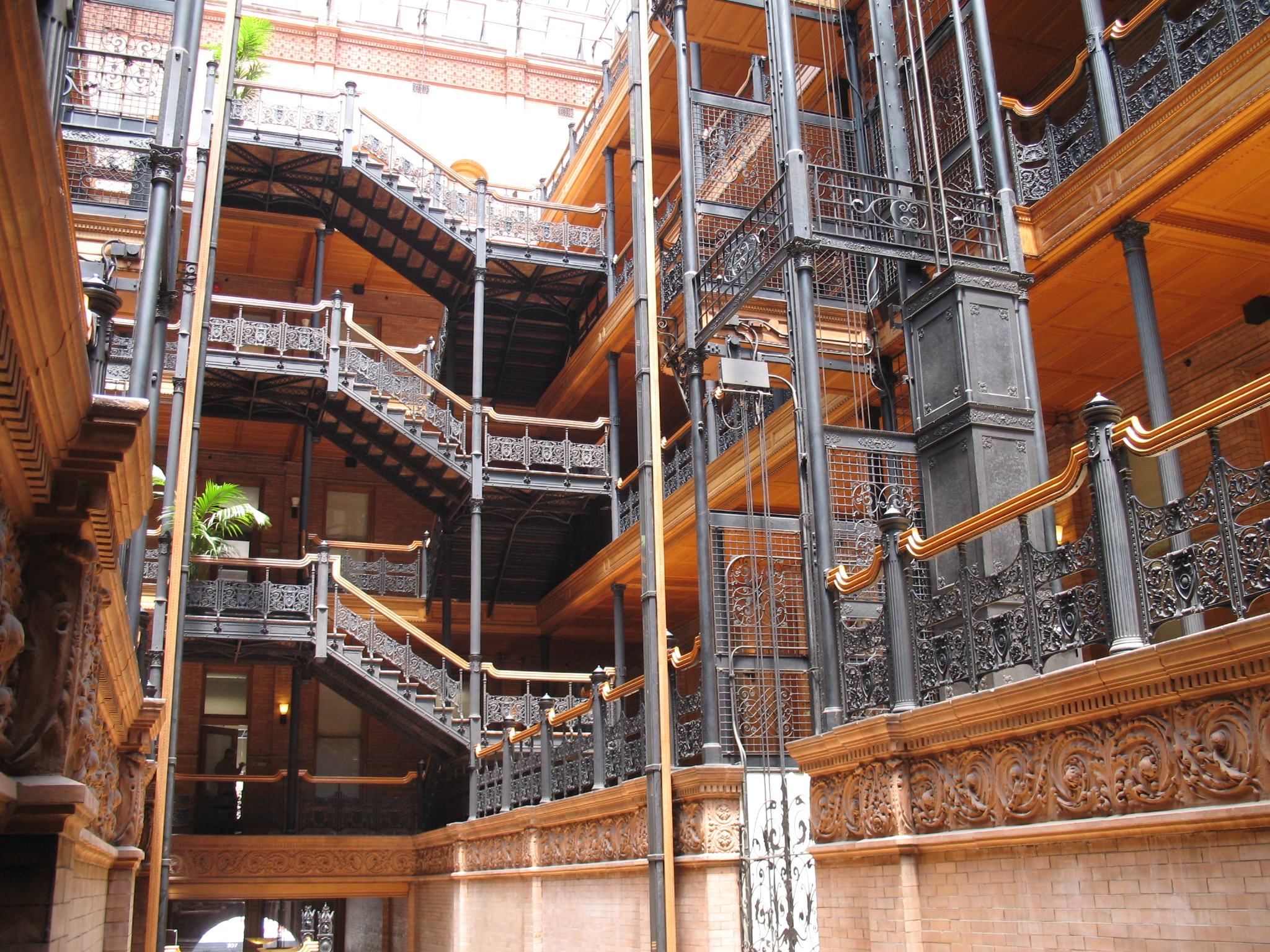
Чавунні балюстради і сходи у атріумі будинку Бредбері-білдінг у Лос-Анджелесі (США).

Бібліотека Джорджа Пібоді в Балтиморі (штат Меріленд), побудована 1878 року — це аналогічно складний атрій зі скляним дахом, де всі елементи конструкції також прикрашені декором та виготовлені з чавуну. Інтер'єр бібліотеки часто розглядають як один з найгарніших серед бібліотек у світі. Завершений у 1878 році, він був розроблений архітектором Балтимора Едмундом Г. Ліндом у співпраці з першим ректором інституту Пібоді Натаніелем Х. Морісоном, який описав його як «собор книг». Візуально приголомшливий, монументальний інтер'єр в стилі неогрек має атріум, який над чорно-білою плитою з мармурової підлоги піднімається на висоту 18,59 м до гратчастого даху з матового важкого скла, оточеного п'ятьма ярусами декоративних чорних чавунних балконів та золотих колонок, що містять щільно упаковані книги.         

## Чавун у будівництві церков

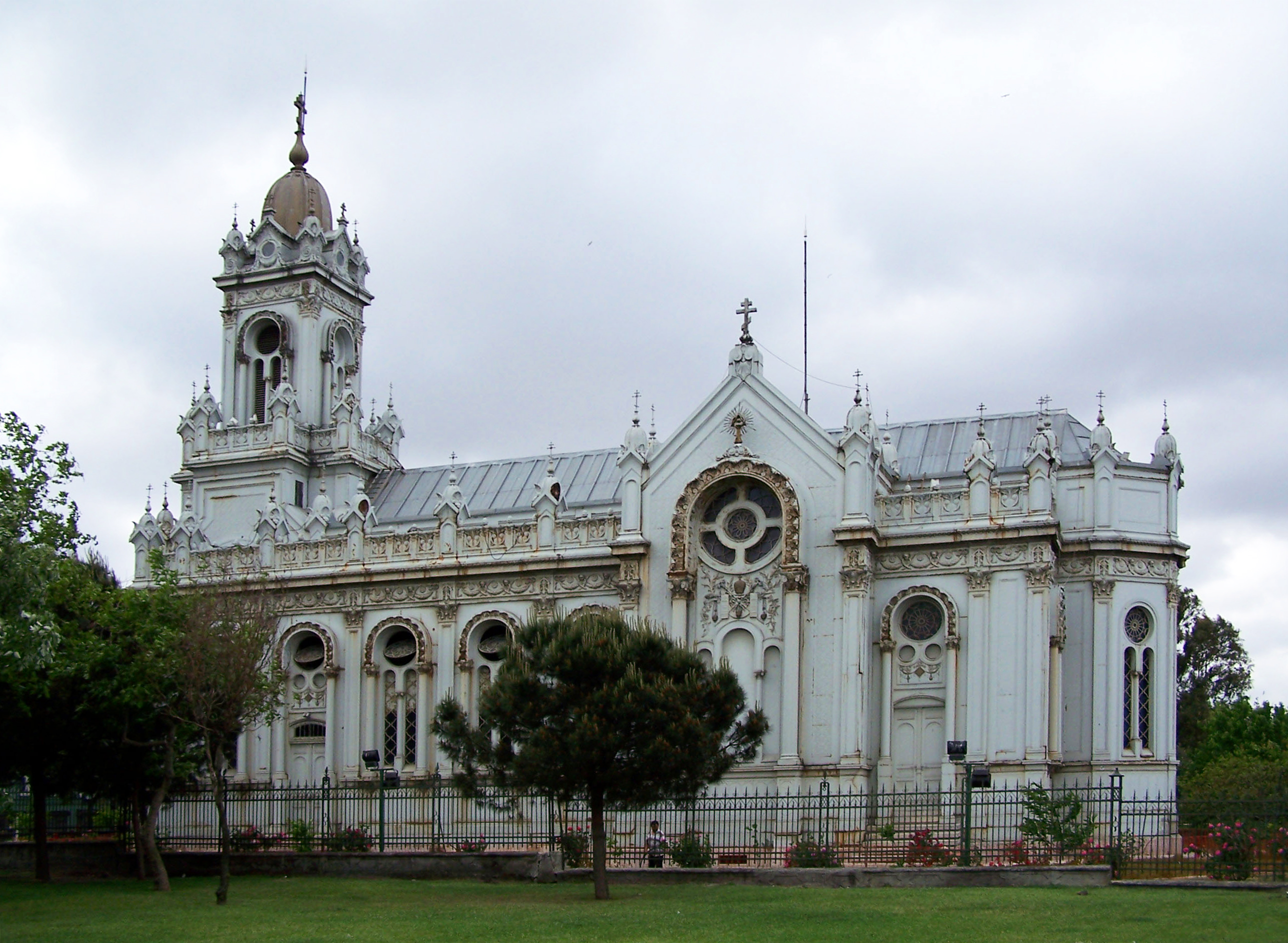
Церква святого Стефана. Стамбул, 1898.

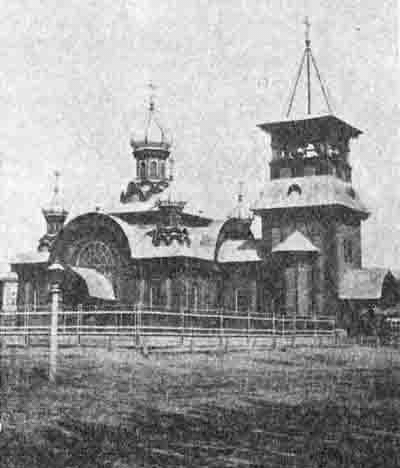
Церква Іоана Златоуста в Києві. Архітектор М. Є. Юргенс. 1871.

Широкого застосування у 19 столітті як будівельного матеріалу чавун набув у будівництві церков. Першою церквою, побудованою з використанням чавунних несучих конструкцій є Церква святого Георгія (англ. St George's Church) у Ліверпулі (графство Мерсісайд), що була збудована у 1814 році. Зовнішні стіни цієї церкви зроблені з цегли, а конструкції інтер'єру — з чавуну. Наступна чавунна церква в цьому місті, — Святого Михайла (англ. St Michael's Church збудована у 1815 року, вже мала більше чавунних конструкцій — з чавуну тут було зроблено весь каркас споруди, включаючи зовнішні стіни, що були обкладені каменем, й пінакль. Тоді було побудовано й третю в Ліверпулі чавунну церкву, що згодом була розібрана. Пізніше з'явилися церкви, повністю виготовлені з чавунних блоків.    
В Україні прикладом чавунної церкви була Церква Іоана Златоуста в Києві, зведена у 1871 році за проєктом М. Є. Юргенса і відома свого часу як «Залізна церква» (зруйнована у 1934 році). Можливо найбільшою церквою, побудованою з використанням чавуну, є Болгарська церква святого Стефана у Стамбулі. Однак, головний каркас її споруджено зі сталі, а не з чавуну. Металеві матеріали були виготовлені у Відні протягом 1893—1896 років і потім доставлені до місця будівництва морем з Відня і церкву було побудовано у 1898 році. З архітектурної точки зору в ній поєднано неоготичний та необароковий стилі.            
Всі рельєфні орнаменти екстер'єру Андріївської церкви в Києві (1744—1753 роки, архітектор Б. Растреллі) вилиті з чавуну й золочені. З чавуну також зроблені сходи церкви.

## Чавун у будівництві маяків і башт
Перший чавунний маяк в Британії було споруджено у 1803 році біля гавані Суонсі. Наразі (2020) в Британії є кілька чавунних маяків, однак єдиним чавунним маяком в Британії, що омивається морською водою, є Вайтфордський маяк, розташований біля берегів південного Уельсу. Маяк складається з 8 чавунних секцій (поясів), встановлених одна на іншу і скріплених одна до одної болтовими з'єднаннями. Своєю чергою кожна секція являє собою обичайку циліндричної форми, складену з окремих чавунних коробок, заповнених камінням або цементом. У 19 столітті у чавунних стінках маяка виникали тріщини, тому доводилось зміцнювати споруду за допомоги залізних пасків, що оперізували споруду.

Приклади чавунних маяків і башт
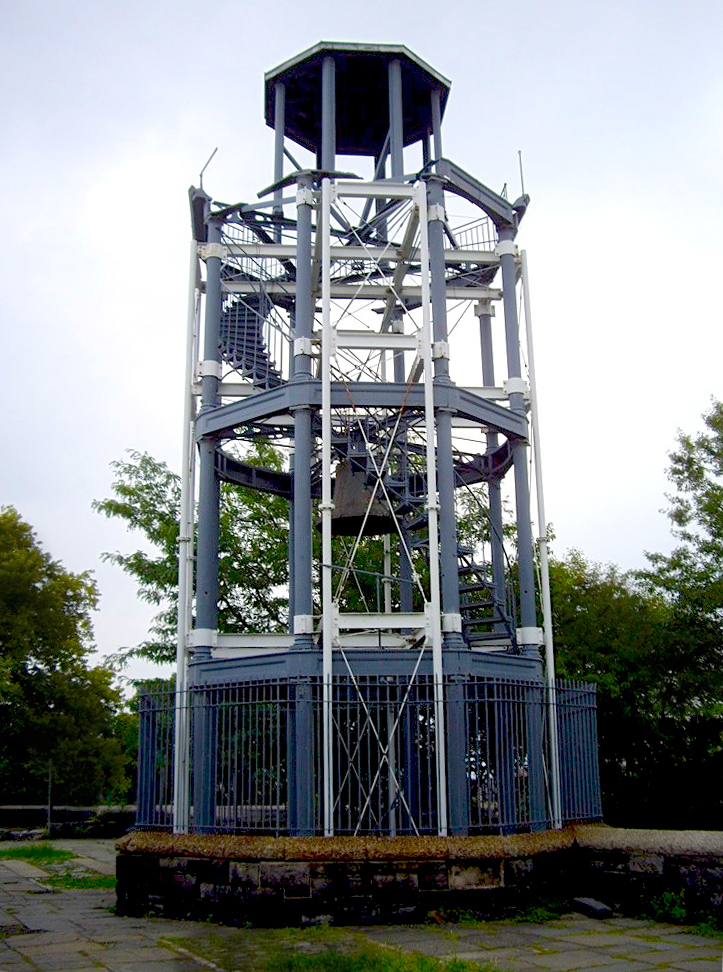
Каланча у Гарлемі.
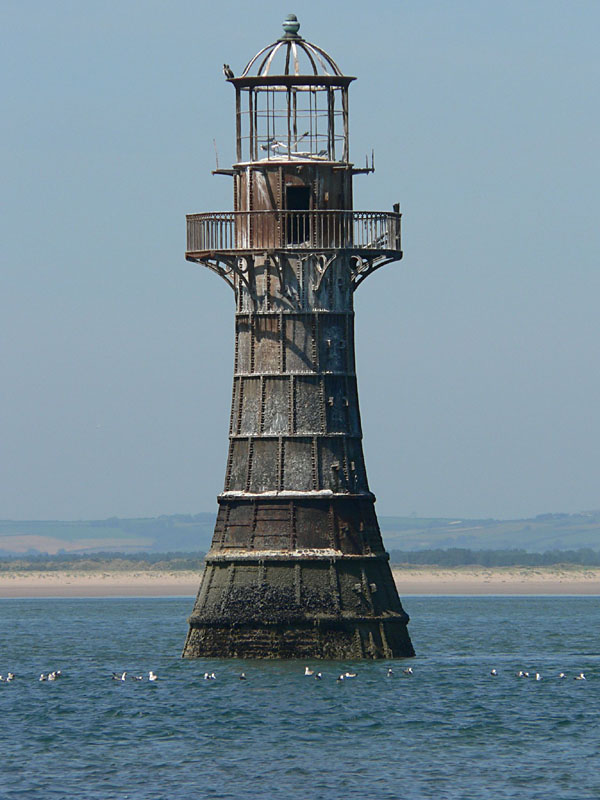
Вайтфордський маяк. Південний Уельс. Проєктант Дж. Боуен. 1865.
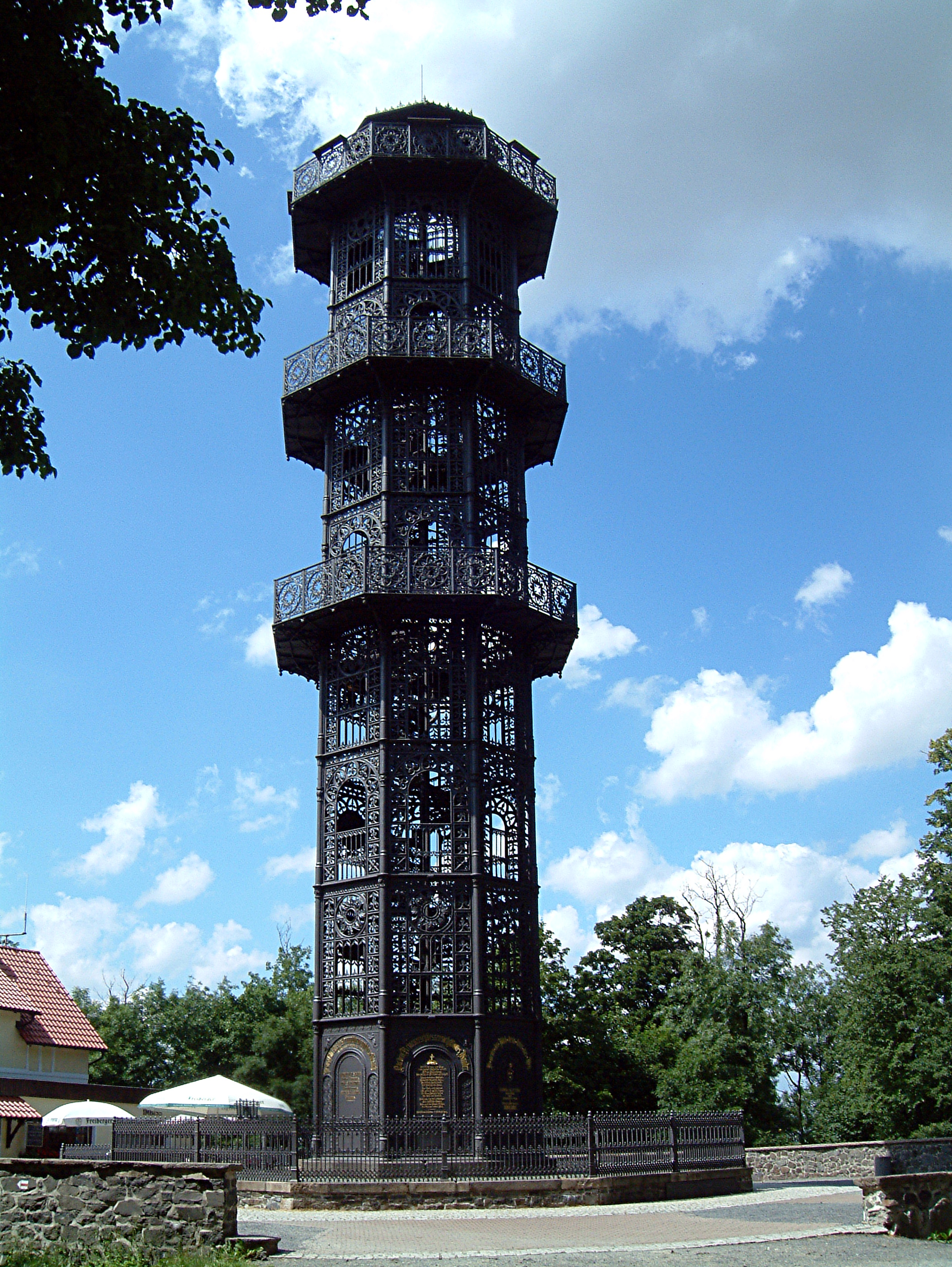

## Чавун в малих архітектурних формах, декорі і парковому обладнанні

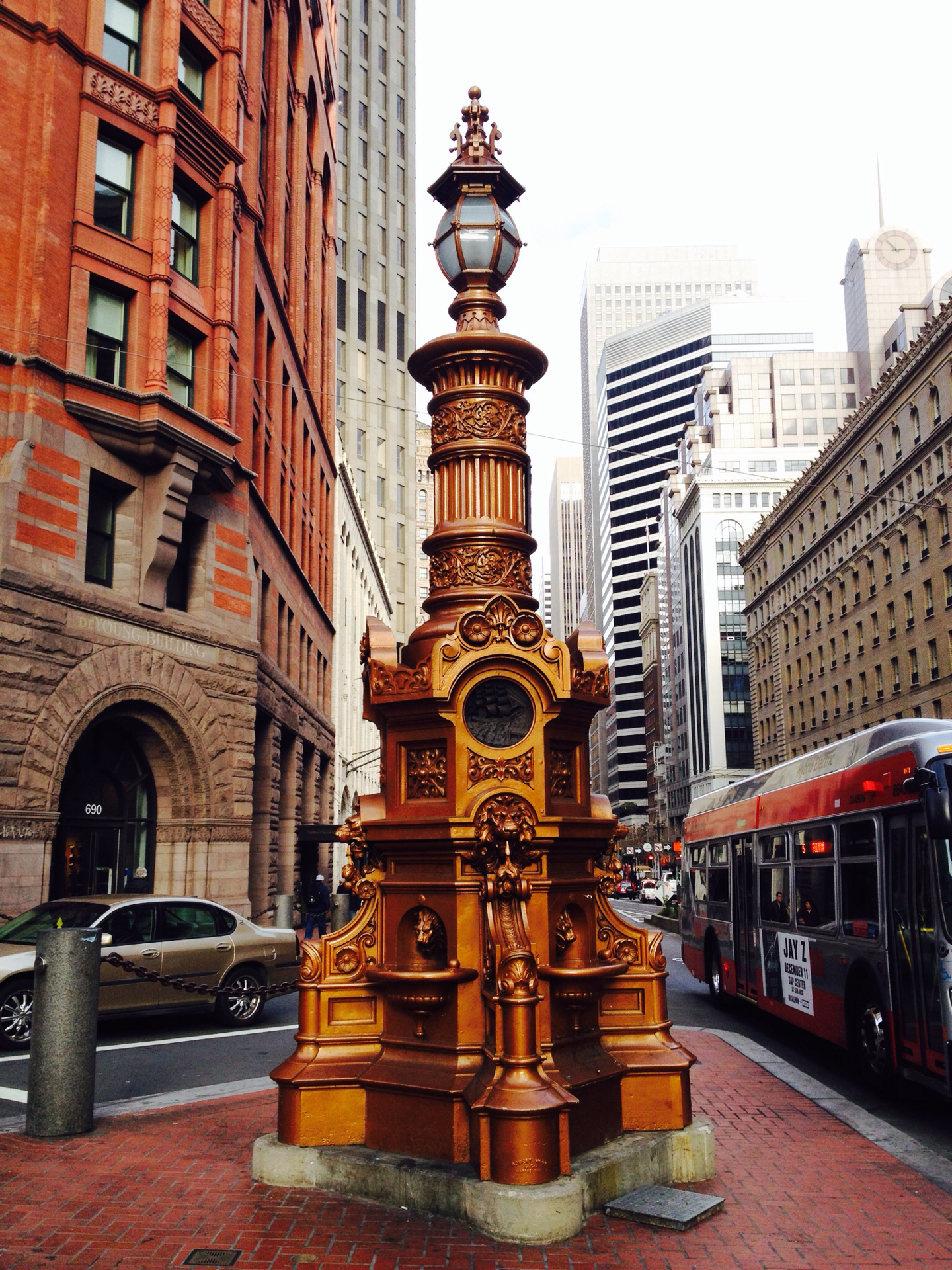
Декоративний чавунний питний фонтан з ліхтарем на маківці. Сан-Франциско, штат Каліфорнія, США. 1875.

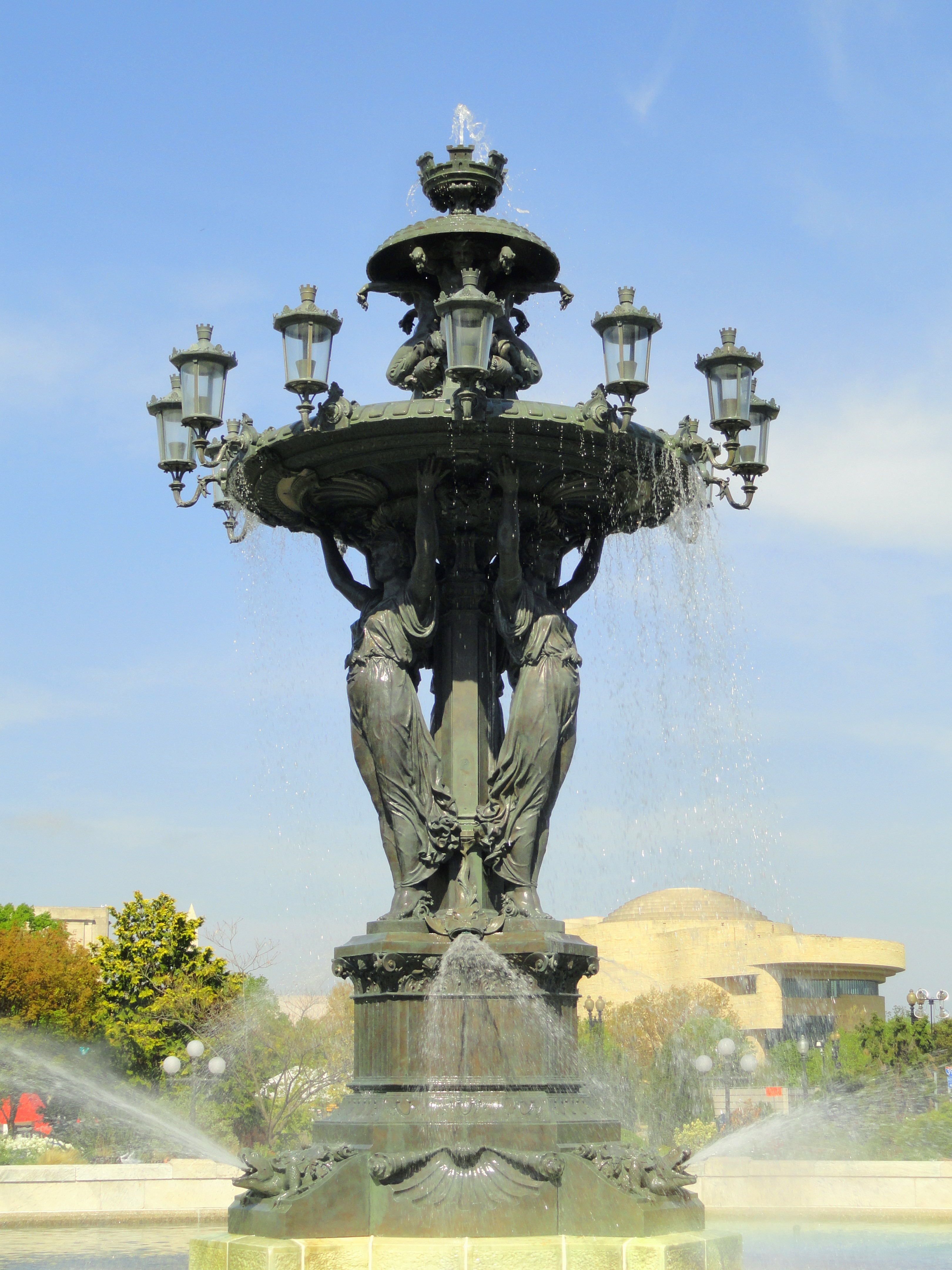
Скульптурна група в центрі Фонтана світла і води, зроблена з чавуну. Архітектор Ф. Бартольді. 1876.

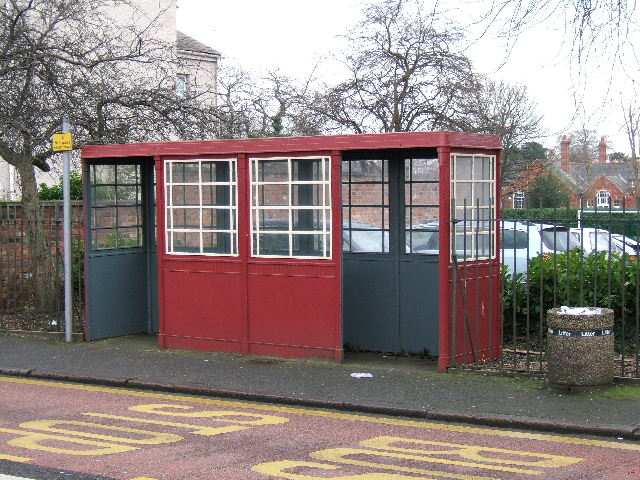
Чавунна зупинка. Честер, Англія.

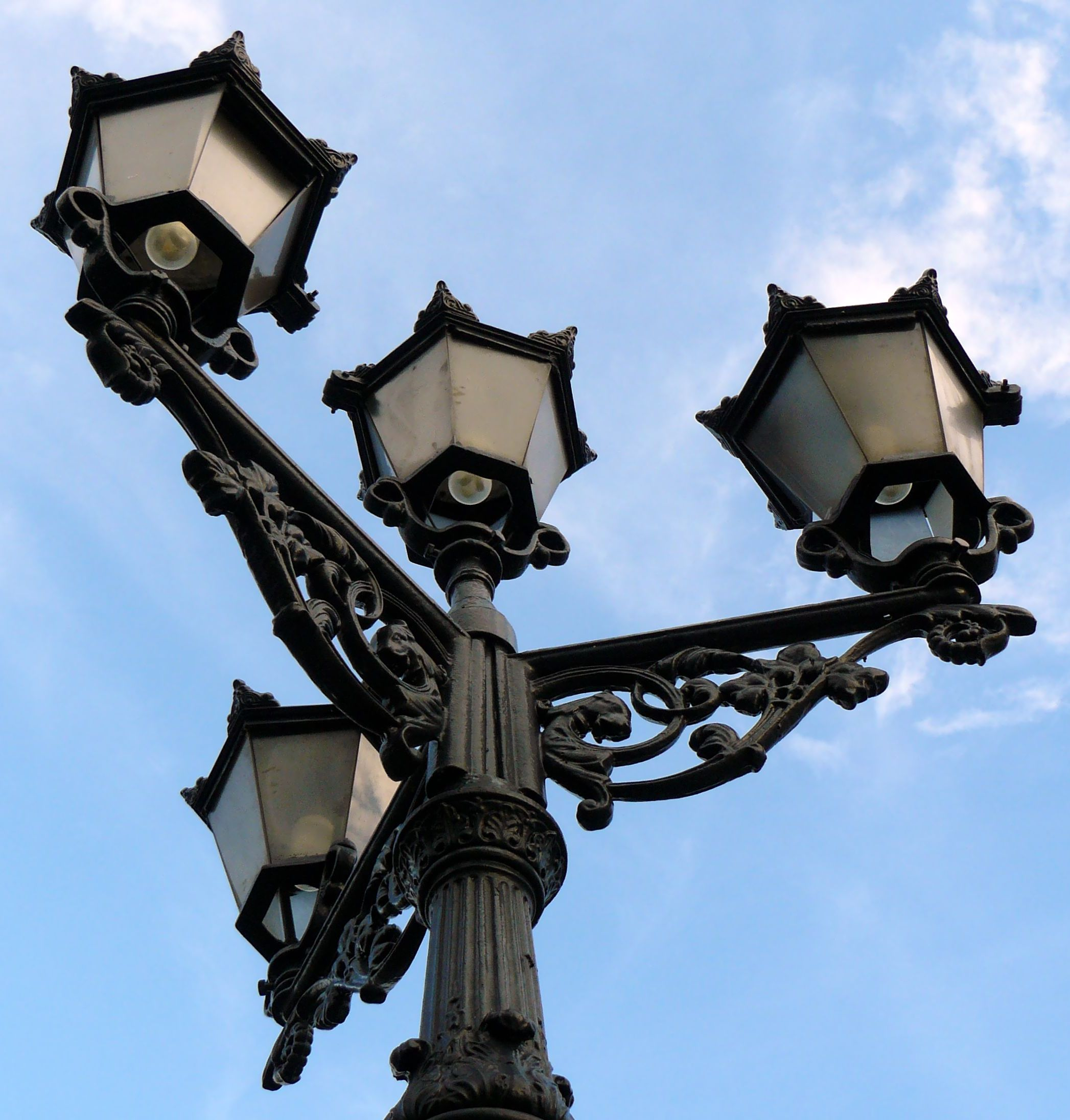
Канделябр. Ліхтарі на ліхтарному стовпі. Міст через Сінгапур. Сінгапур. Архітектор Рудольфо Ноллі. 1929.

Чавун, будучи міцним матеріалом, що може прийняти будь-яку форму, також був і подекуди залишається популярним для виготовлення паркових огорож і парканів, вуличних ліхтарів, пристовбурних решіток для дерев, невеличких споруд у парках і садах, на кшталт альтанок і музичних павільйонів, питних фонтанів, статуй, декоротивних елементів споруд, чавунної бруківки тощо. З чавуну виготовляли предмети, що стали особливо характерними для окремих країн. Так, з нього виготовлені червоні поштові скриньки у Великій Британії, а у Парижі з нього виготовляли складні рекламні колони, газетні кіоски. У 1870-х роках філантроп Чарльз Воллес профінансував встановлення великої кількості декоративних питних фонтанів по всьому Парижі, і понад 100 цих фонтанів Воллеса все ще використовуються. З чавуну також виготовляли специфічні вуличні прибиральні відкритого або напіввідкритого типу, що були доволі розповсюджені свого часу у Західній Європі. Декоративні вуличні ліхтарі з чавуну використовувалися в усьому світі. Колекція ліхтарів, що використовувалися у Каліфорнії у 1920-х і 1930-х роках, тепер утворює експозицію на виставці біля Художнього музею округу Лос-Анджелес під назвою «Міське світло». Знамениті численні входи у паризьке метро у стилі модерн роботи Ектора Ґімара також виготовлені з чавуну.
Широкого застосування чавун набув для виготовлення скульптур фонтанів.Одним з найвідоміших в світі чавунних фонтанів американська публіцистика вважає фонтан французького скульптора Ф. Бартольді у Національному ботанічному саду США у Вашингтоні. Його було створено для Всесвітня виставка 1876 року, що проводилася на честь 100-річчя США у Філадельфії. Після виставки фонтан було перенесено до Вашингтону. Вага чавунних елементів фонтану становить 15 т. Дехто може назвати це багатством, оскільки чавунні фонтани стали стандартним обладнанням у літніх будинках багатих і відомих банкірів та промисловців золоченої доби в економіці США — періоду з 1870 по 1900 роки.

## Інші приклади використання чавуну у будівництві

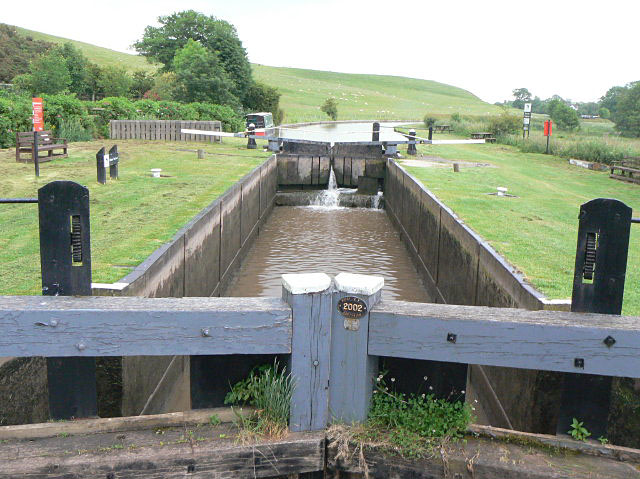
Бістонський залізний шлюз, збудований з чавунних плит. 1828.

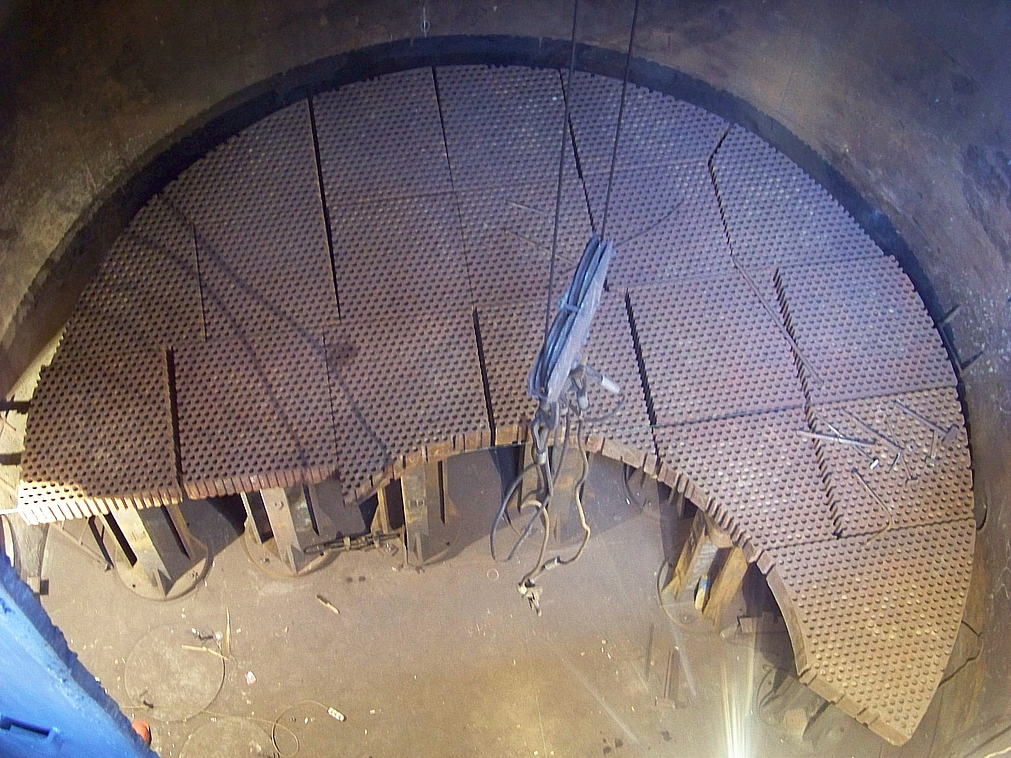
Піднасадковий пристрій повітронагрівача, виготовлений з чавуну.

У 1828 році у Англії, в графстві Шропшир, було побудовано Бістонський залізний шлюз, стінки якого облицьовані чавунними плитами. Наразі це єдиний подібний шлюз у Великій Британії.
В наш час (2019) чавун у будівництві для виготовлення несучих конструкцій використовується дуже зрідка. Прикладом такого використання може слугувати використання чавунних колон у піднасадковому пристрої повітронагрівачів на металургійних заводах, чавунного тюбінгу для будівництва тунелів метрополітенів і шахт тощо.
У повітронагрівачі 24 чавунних колони заввишки 2 м підтримують кілька тисяч тон насадки повітронагрівача. Тут використовується жароміцний чавун, який працює в умовах нагріву до 400 °C і має зберігати свої властивості протягом десятиліть. Чавун використовується також для виготовлення чавунних холодильників доменних печей (замість нього може бути використана мідь).

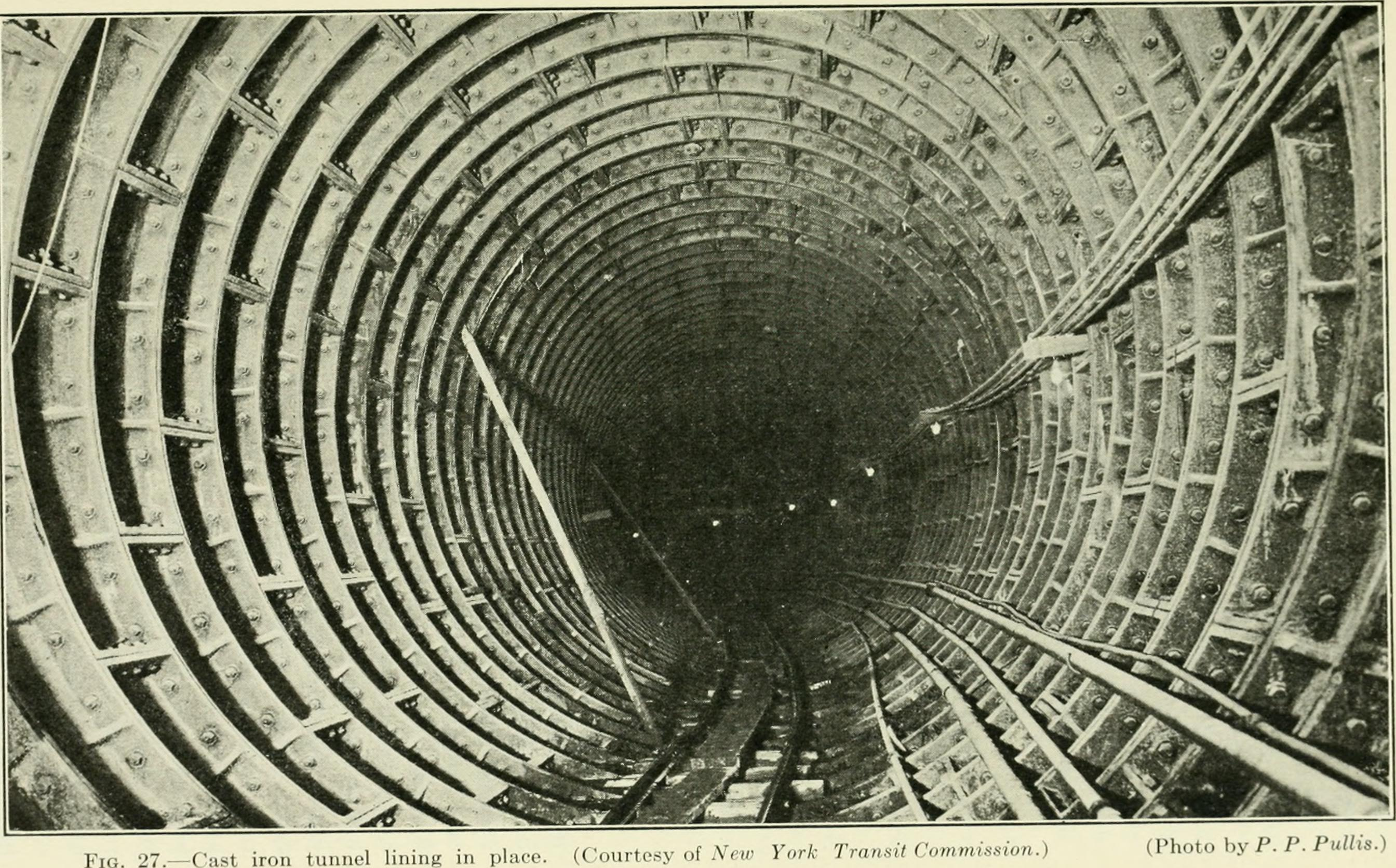
Тюбінгове кріплення тунелю, складене з чавунних тюбінгів. США. Фото з видання 1922 року.

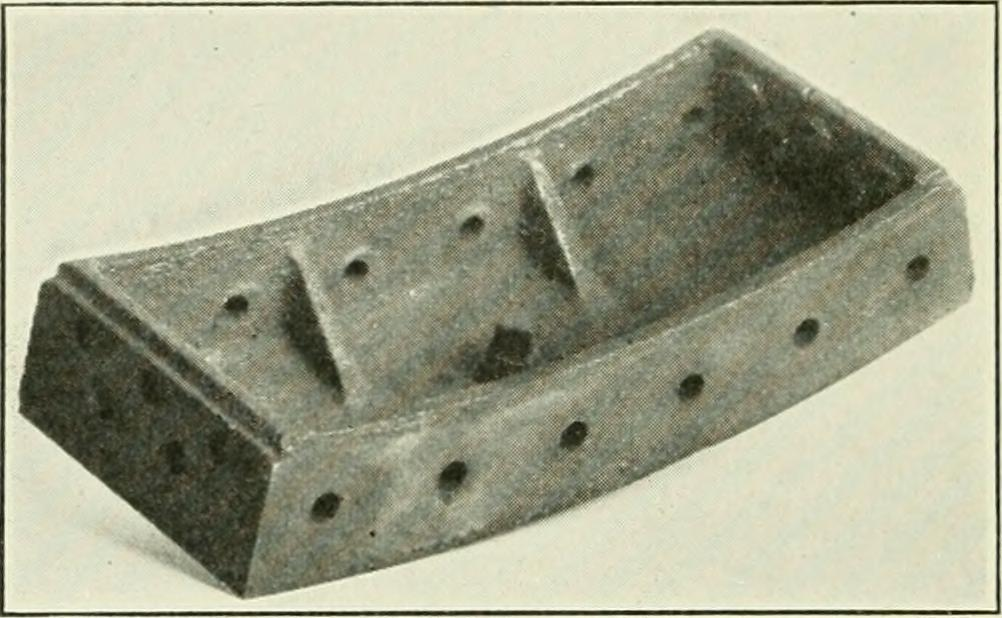
Чавунний тюбінг. США. Фото з видання 1922 року.

Чавун широко використовується при будівництві тунелів метрополітенів і шахт. З нього виготовляють тюбінги для тюбінгових кріплень. Вперше чавунні тюбінги було використано у 1795 році, які було використано для стволу на шахті у місті Тайнсайд на півночі Англії. Пізніше чавунні тюбінги було використано в середині 19 століття при будівництві лондонського метро. Розгляд питання щодо заміни кріплення з чавунного тюбінгу таким, що зроблений з іншого матеріалу, почався з порівняння їх з тюбінгами зі сталевого лиття, вперше застосованими у 1922 році в Німеччині і сталевими тюбінгами зварними з листової сталі для закріплення стволів вперше застосованими у 1956 році в Німеччині. Зварні тюбінги давали економію в металі на 40 — 50 %. Однак, вони не мали помітного розповсюдження, причому низка спеціалістів не визнавала їхніх переваг. На захист чавуну приводилися вища границя пружності і менша схильність до корозії порівняно зі сталлю. Тюбінги, вилиті з чавуну з границею міцності на вигин біля 5000 кг/см³, працюють краще сталевих. Виготовляються тюбінги з сірого чавуну марки СЧ-20 з розрахунковою міцністю на стискання 200 МПа, а на розтяг 65 МПа. У рідких випадках використовується модифікований чавун, що відрізняється невеликою зернистістю структури й кращими механічними властивостями. В Україні чавунні тюбінги випускає, наприклад, Дніпротяжмаш, тюбінги якого використовувалися для будівництва метрополітенів, зокрема Дніпровського метро та Московського метрополітену з 1935 року до 2014 року.

## Персоналії
Найвідомішими архітекторами є Томас Фарнолльз Прітчард (перше використання чавуну в ролі будівельного матеріалу), Томас Телфорд (низка чавунних мостів), Томас Пейн, Томас Тредголд (перший підручник), Томас Устік Вальтер (купол Капітолія у Вашінгтоні), Джеймс Богард (перш за все в Нью-Йорку), Деніел Д. Беджер (Нью-Йорк, США), Джон П. Гейнор, Віктор Бальтар (Франція), Джон Ренні (мости в Британії, в тому числі з найбільшою аркою).

## Галерея

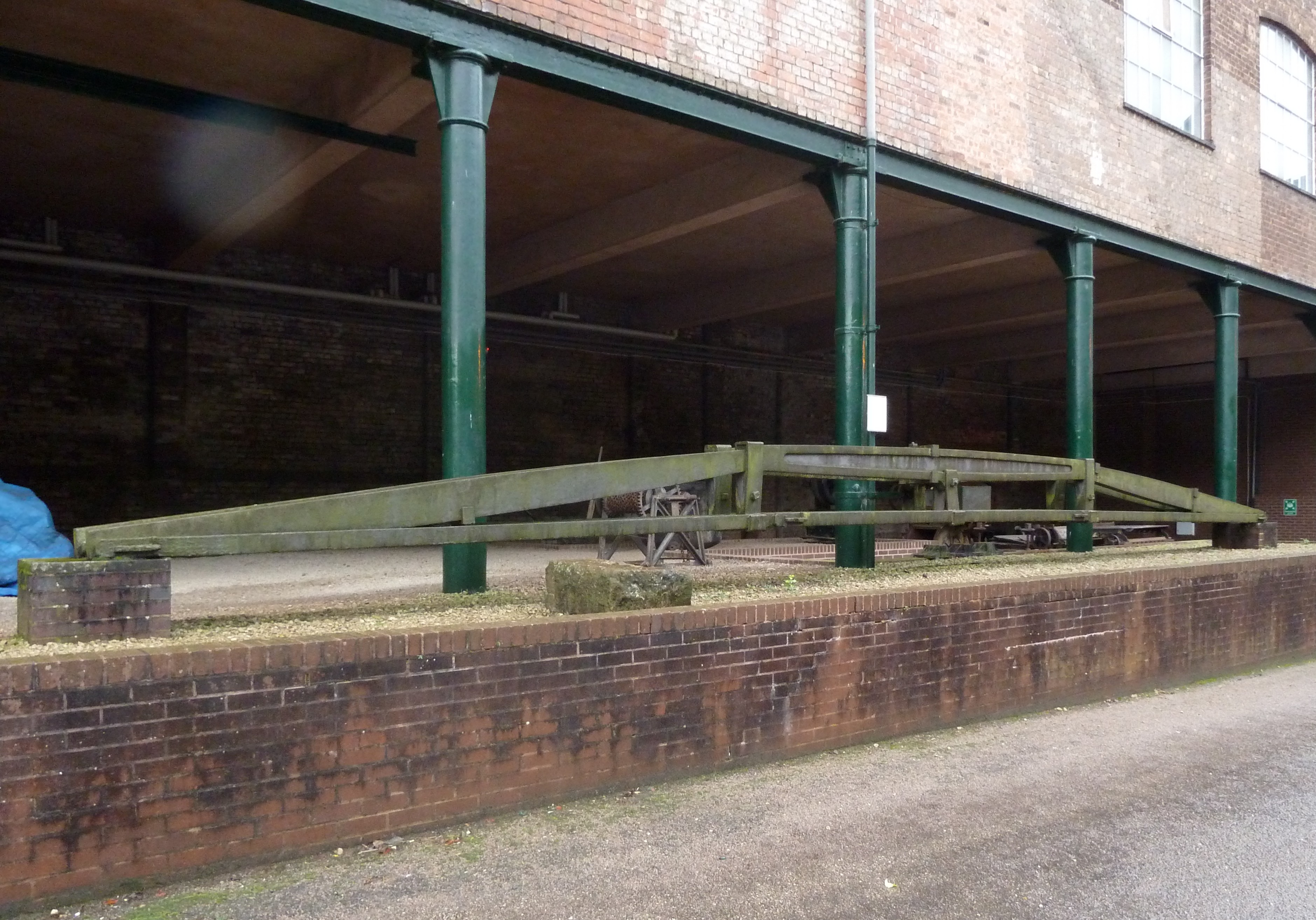
Балка з Ювелірного будинку в Лондоні, виготовлена з елементів з чавуну й ковкого заліза. 1830. Демонтована 1990 року. Музей у Колбрукдейл.
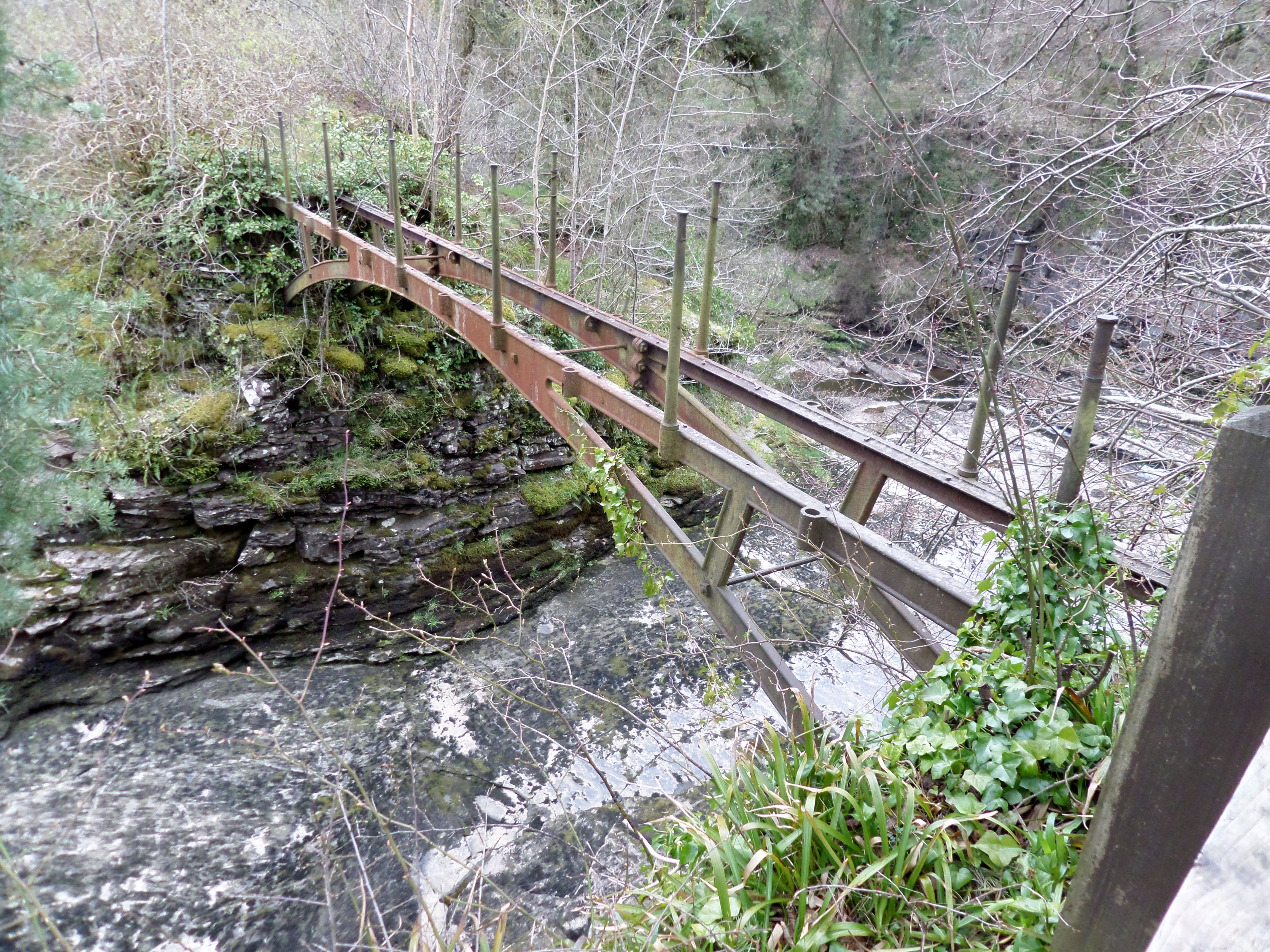
Каркас пішохідного чавунного мосту. Шотландія. 19 століття. Являє собою збірну конструкцію, складену з окремих елементів, скріплених болтами.
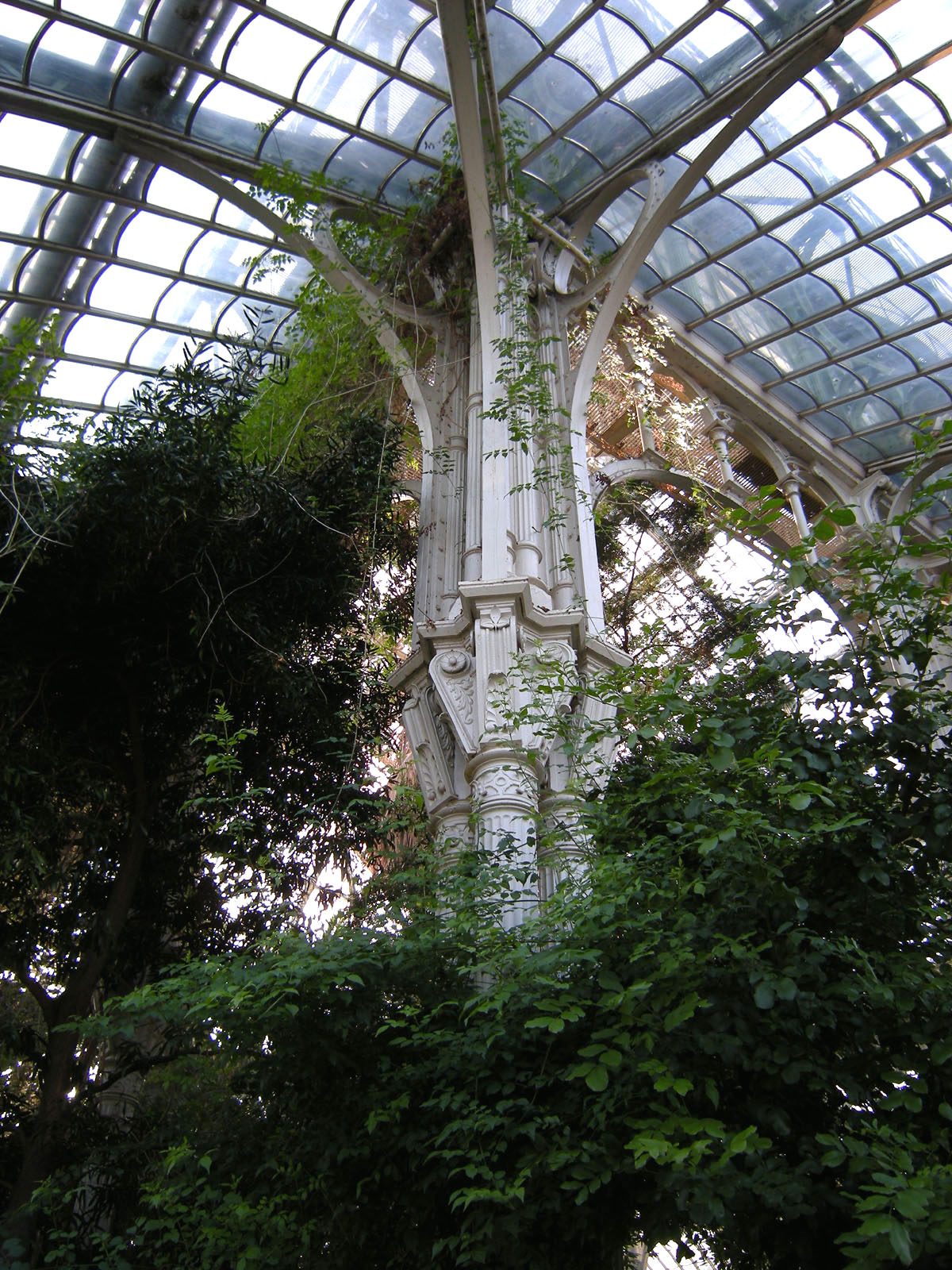
Чавунна капітель у вигляді дерева.
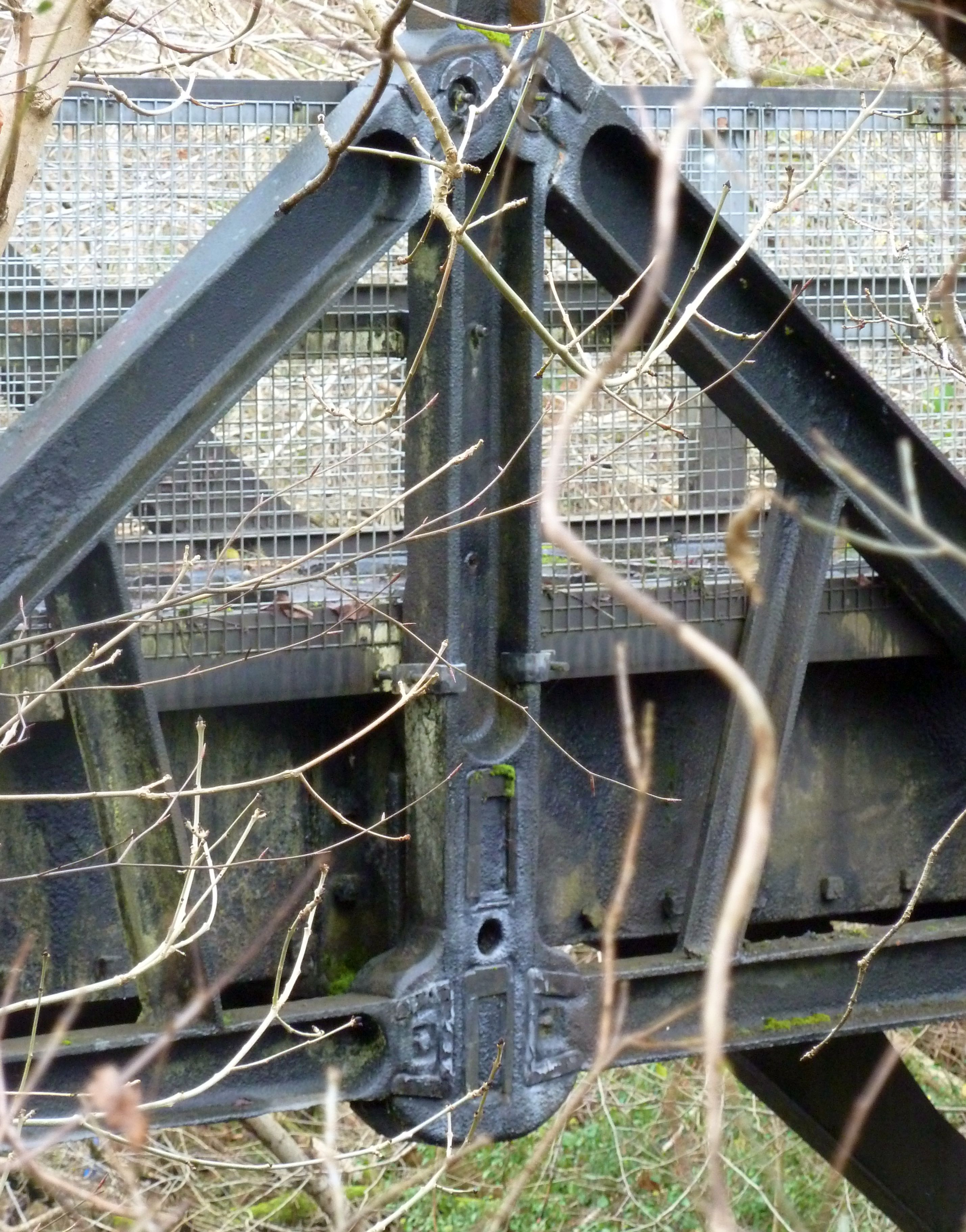
З'єднання елементів мосту "Pont y Cafnau" в Уельсі. 1796. Характерним є використання з'єднань, що використовувалися у дерев'яних мостів, зокрема, ластівчиний хвіст.

## Аварії на чавунних спорудах
Міцність і жорсткість чавуну гіршають при значному нагріванні, наприклад, при пожежі. На початку епохи промислової революції чавун часто використовувався у будівництві фабрик, частково через помилкове уявлення про те, що такі споруди будуть вогнестійкими. Чавун був досить сильним, щоб підтримувати важку техніку, але був вразливим до пожеж, які часто траплялися на таких фабриках.
Крім того, були також численні обвали будівель, спричинені руйнуванням крихких чавунних балок.

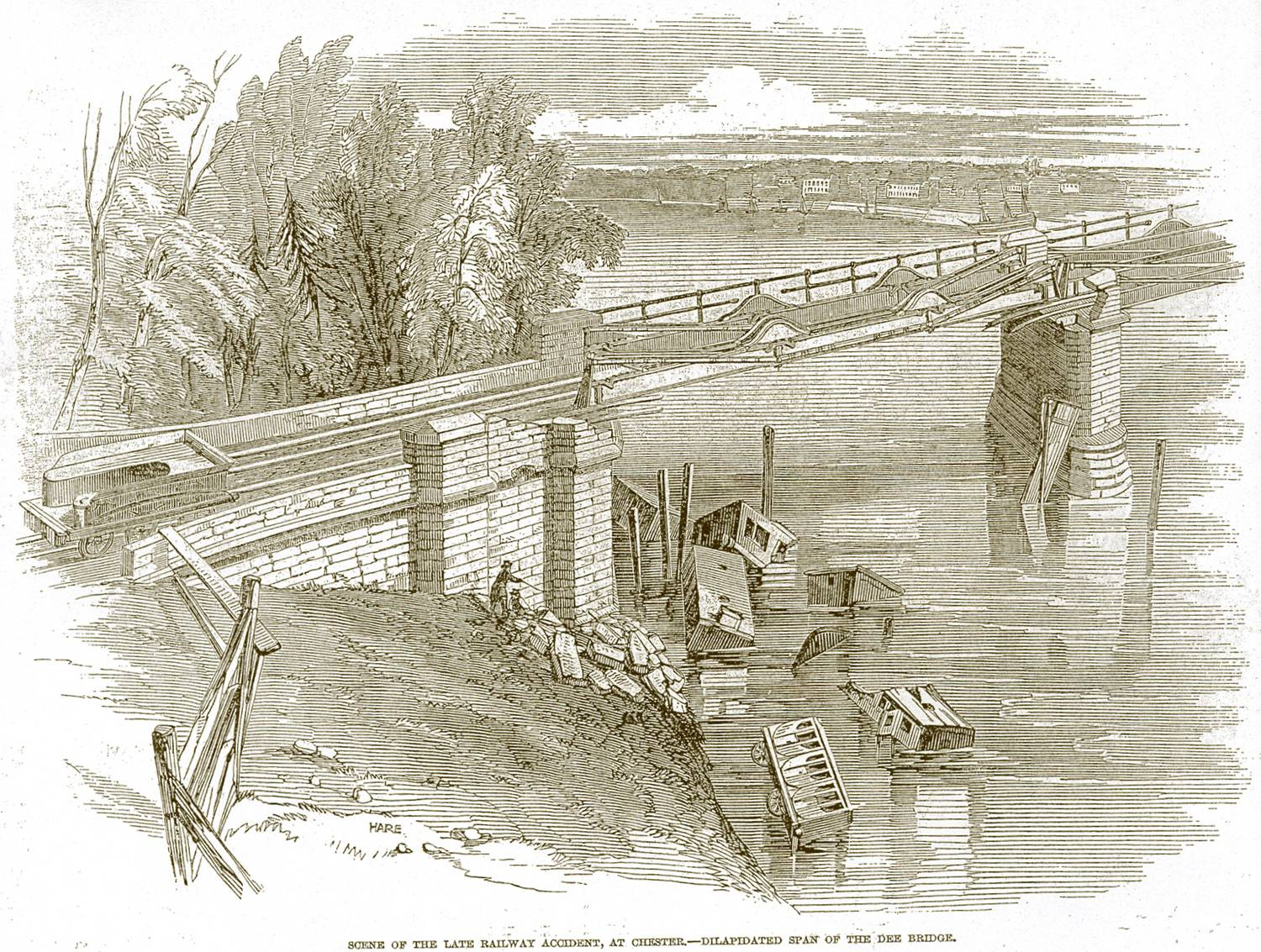
Зруйнована половина прогонної будови чавунного залізничного мосту через річку Ді і вагони, що впали з мосту у воду. Малюнок з газети «Лондон ньюз», 1847. По вцілілій паралельній прогонній будові можна зробити висновок щодо конструкції прогонних будов мосту.

Чавунні залізничні мости також зазнавали руйнації, іноді з тяжкими наслідками, особливо коли замість аркових прогонових будов використовували прогонові будови балкової системи. Прикладом такого мосту може слугувати міст Р. Стівенсона, сина Дж. Стефенсона через річку Ді в Честері, одна з прогонних будов якого зруйнувалася під поїздом 24 травня 1847 року, через пів року після відкриття мосту, внаслідок чого загинуло п'ятеро людей. В основі прогонних будов мосту були чавунні прямі балки, перекинуті між опорами. Аби зменшити навантаження на центральні частини чавунних балок, вони були з'єднні з підвісками, виготовленими з ковкого заліза. Аварія виявила слабкість мостів із чавунних прямих балок, підсилених балками з кованого заліза, і викликало критику до його конструктора Р. Стівенсона. Подальше розслідування показало, що чавунна балка переломилася у своєму центрі. Хоча в ті часи його не розуміли як такого, зараз загальновизнано, що причиною цього була втома металу. Після аварії широке використання чавуну в будівництві мостів припинилося через його крихкість. Сам Р. Стівенсон для будівництва своїх наступних мостів використовував лише ковке залізо. Однак, в окремих випадках чавун продовжували використовувати при будівництві нових мостів. У звіті комісії, що досліджувала інцидент припускалося, що багаторазове згинання балки істотно послабило її. Огляд зламаних частин основної балки підтвердив, що вона зламалася у двох місцях, при цьому перший розрив стався в центрі. Було випробувано балки, що залишилися, проїхавши по них локомотивом, і було виявлено, що вони прогинаються відхиляються на кілька сантиметрів під рухомим вантажем. Висновок залізничної інспекції полягав у тому, що конструкція переважно була хибною, і що підвіски з кованого заліза, прикріплені до балок, зовсім не зміцнювали балки. Багато подібних мостів було закрито й перебудовано з використанням матеріалів з ковкого заліза.

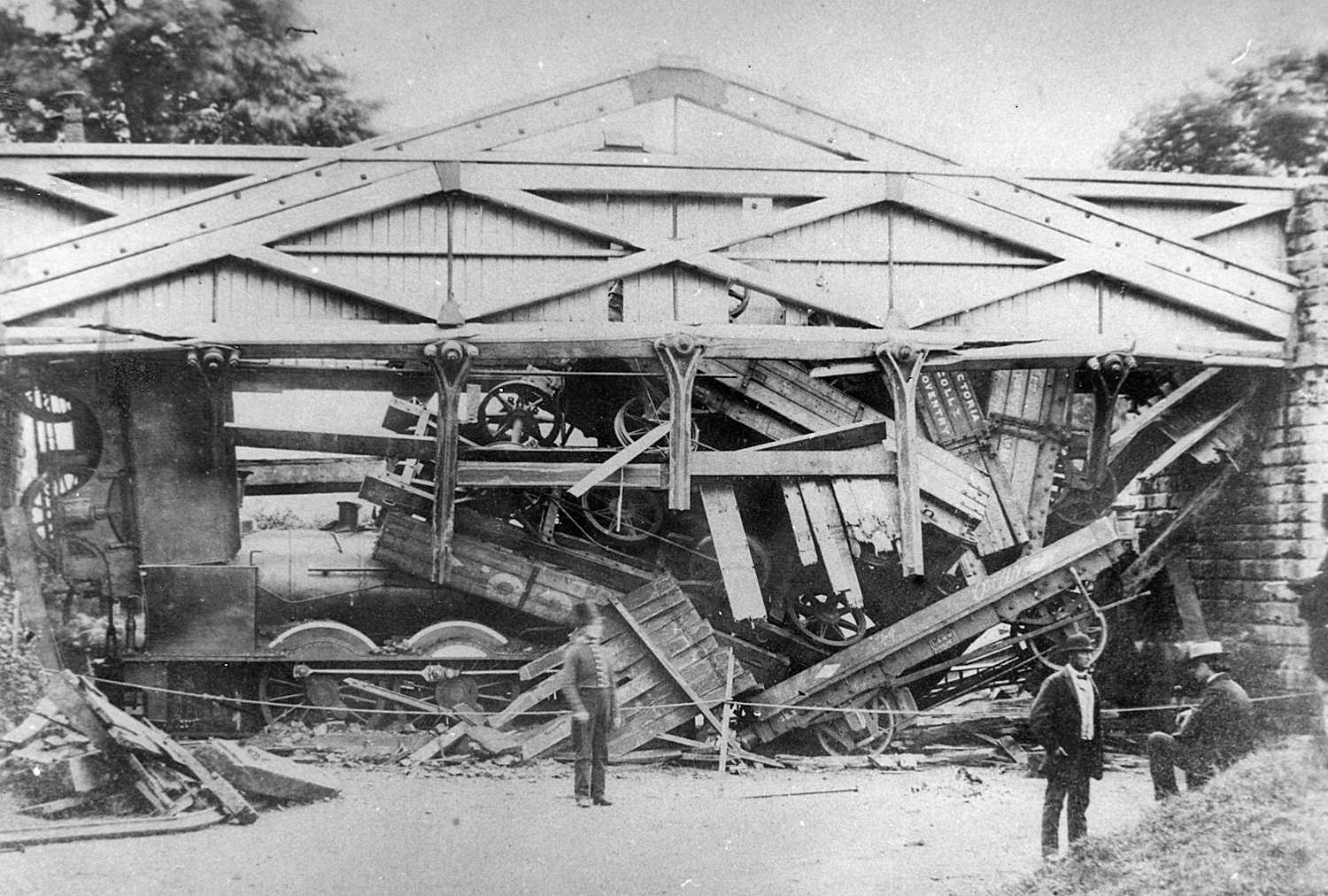
Наслідки руйнації чавунного Вуттонського шляхопроводу 11 липня 1861 року.

Ще одним прикладом руйнації чавунного мосту є руйнація Вуттонського шляхопроводу у графстві Ворикшир в Англії, біля села Лік-Вуттон, що сталася 11 липня 1861 року, коли він проломився під вагою локомотива і тендера, що проходили по ньому. Аварія сталася через недостатнє технічне обслуговування мосту, зношеність чавунних балок і недостатню їхню міцність на момент аварії. Серед місцевих жителів було добре відомо, що міст хитався та видавав низький рипливий звук щораз, коли по ньому проходив поїзд. Коли міст був побудований, вага локомотивів була близько 10 тонн. Однак вона швидко зростала протягом наступних 17 років. Локомотив, що перетнув шляхопровід у ранок аварії, важив близько 30 тонн. Разом з тендером він важив близько 50 тонн. Втім, конструкція шляхопроводу була такою, що ця вага була рівномірно розподілена по всьому протязі мосту, отож теоретично він більш ніж мав витримати потяг. Одна з чавунних балок була поганої якості. Крім того, після того, як в ній було виявлено тріщину, замість того щоб замінити балку, її скріпили чавунними кутниками на болтах. Однак, це не зміцнило балку, а послабило її. Саме через цю балку, ймовірно, сталася аварія. В інших балках за час експлуатації мосту також накопичилися тріщини й досягли свого критичного стану, коли навантажений поїзд проїхався по мосту за годину до аварії. Під час руху поїзду після зруйнування однієї чавунної балки зросло навантаження на інші і вони не витримали. Обстеження балок показало, що всі п'ять чавунних балок, які підтримували основу дерев'яного мосту були поламані біля їхніх центрів, і це спричинило аварію. Головний висновок комісії полягав у тому, що якби чавунні балки було замінено балками з ковкого заліза, як це було рекомендовано за 4 роки до аварії, її ніколи не трапилося би. Враховуючи роки поганого технічного обслуговування мосту, припускається, що аварія не була великою неочікуваністю для експлуатуючої його залізничної компанії.
Після катастрофи такі мостові мости були знесені, а чавун замінили на композиційні балки з ковкого заліза, утворені нютуванням штибового або листового прокату, а потім сталевими прокатними балки, після того, як сталь стала доступною наприкінці 1860-х та 1870-х.
Тим не менше, чавун продовжував використовуватися невідповідними конструкційними способами, до катастрофи 1879 року на залізничному мосту Тей, що не викликав серйозних сумнівів у використанні матеріалу. Чавун продовжували використовувати для будівництва залізничних мостів, і був ряд серйозних аварій, пов'язаних із втратою людей. Найсерйозніша аварія сталася в 1879 році при катастрофі на мосту через річку Тей біля Данді, коли центральна частина мосту обвалилася під час шторму, коли по ньому проїжджав швидкий поїзд. Весь поїзд був загублений із понад 75 пасажирами та екіпажем. Найслабшими частинами мосту були чавунні витяжки, що тримали на місці крани. Чавун у нових мостах фактично припинили використовувати після катастрофи.
Найважливіші наконечники для тримання стяжок і підкосів у мосту Тея були відлиті цілими колонами, і на ранніх стадіях аварії вони провалилися. Крім того, отвори для болтів також були відлиті, а не просвердлені. Таким чином, через кут тяги відливу, натяг від стяжних брусків розміщувався на краю отвору, а не поширювався по довжині отвору. Міст заміни був побудований з кованого заліза та сталі.
Нові частини мосту були виготовлені з ковкого заліза або зі сталі.
У 1891 році в Англії біля вузлової станції Норвуд під Лондоном під останнім вагоном швидкого поїзда рухнув залізничний чавунний міст прогоном 9 м, що до аварії експлуатувався протягом десятиліть. Причиною аварії стала крихкість будівельного матеріалу чавуну. Після цієї аварії чавун для будівництва мостів більше не використовувався. Більшість малих чавунних балочних конструкцій була замінена після цієї аварії на конструкції зі зварного заліза або сталі.

## Виноски
1. 1 2 3 4 5 6 7  Craven, Jackie (22.08.2019). Revolutionary Cast-Iron Architecture. www.thoughtco.com thoughtco. Dotdash. Архів оригіналу за 15 жовтня 2019. Процитовано 14 грудня 2019. (англ.)
2. 1 2 3  Т. М. Пащенко, З. І. Світла. Будівельне матеріалознавство. Навчальний посібник. — Київ: Аграрна освіта, 2013. — 330 с. — С. 108—110. ISBN 978-966-7906-59-7.
3. ↑    LI Yingfu. A cast-iron bridge pier dated 96 BCE found in Sichuan, China. // Historical Metallurgy. 49(1) for 2015 (published 2016). P. 26–36. (англ.)
4. 1 2 3  Stanford Mc Krause. History of Chemistry. — Cambridge Stanford Books, 2019. 80 pages. ISBN 1795633360 ISBN 978-1795633369 (англ.)
5. ↑  Theodore A. Wertime (1961). The Coming of the Ages of Steel. Leiden, E. J. Brill. с. 55. GGKEY:DN6SZTCNQ3G. Архів оригіналу за 12 вересня 2021. Процитовано 22 березня 2020. (англ.)
6. ↑   Song Dynasty . PediaPress . 242 — 243. (англ.)
7. ↑   Iron Pagoda at Yuquan Temple in Dangyang of Hubei Province. www.china.org.cn. China Internet Information Cente. Процитовано 4 квітня 2023. (англ.)
8. 1 2  Cast-iron architecture. // G.E. Kidder Smith. Source Book of American Architecture: 500 Notable Buildings from the 10th Century to the Present. — Princeton Architectural Press, New York, 1996. — P. 225—227. ISBN 1-56898-024-8 ISBN 156898-025-6 (англ.)
9. 1 2  Iron and steel. // Gerald W. R. Ward. The Grove Encyclopedia of Materials and Techniques in Art. Oxford University Press, 2008. — P. (англ.)
10. 1 2 3 4 5 6 7 8 9 10 11 12  A. Dogariu (18.06.2014). Mechanical properties of cast iron, mild iron and steel at historical structures (PDF). www.ct.upt.ro. Universitatea Politehnica Timisoara. Процитовано 13 грудня 2019. (англ.)
11. ↑  Tylecote, R. F. (1992). A History of Metallurgy (Second ed.). London: Maney Publishing, for the Institute of Materials. pp. 122—125. ISBN 978-0901462886 (англ.)
12. ↑   Iron Bridge. // Pantologia: a new cabinet cyclopaedia, comprehending a complete series of essays, treatises, and systems. Volume VI. — London, 1812. (англ.)
13. 1 2 3  Iron Bridges. // Encyclopædia Britannica. Eighth edition. Volume XII. — Edinburgh, 1856. — P. 575—610. (англ.)
14. ↑  World's first iron-framed building saved, Maev Kennedy, The Guardian, Friday 8 April 2005. Архів оригіналу за 15 листопада 2019. Процитовано 22 березня 2020.
15. 1 2  Nigel R. Jones (2005). Architecture of England, Scotland, and Wales. Greenwood Publishing Group. с. 92-94. ISBN 0-313-31850-6 ISSN: 1550-8315. (англ.)
16. ↑  Bermuda Maritime Museum. Архів оригіналу за 29 березня 2010. Процитовано 12 жовтня 2009. (англ.)
17. ↑  Restoration of the Commissioner's House [Архівовано 2008-12-03 у Wayback Machine.] (англ.)
18. ↑  J. G. Waite, M. Gayle. The Maintenance and Repair of Architectural Cast Iron. www.nps.gov technical preservation services. National Park Service. Архів оригіналу за 13 квітня 2020. Процитовано 11 грудня 2019. (англ.)
19. ↑  Gayle, Margot. Cast Iron Architecture in America. New York: Dover Books, 1974. (англ.)
20. 1 2  Barry N. Whittaker, Russell C. Frith. Tunnelling: design, stability and construction. Institution of Mining and Metallurgy, 1990. P. 284. (англ.)
21. 1 2 3  Історія Української культури: у п'яти томах. Т. 4. Українська культура другої половини XIX століття. Кн. 2. — К. : Наук. думка, 2005. — 1293 с.
22. 1 2 3 4 5  Торгонский М. Н. Основы строительного дела. — М.-Л.: Гослесбумиздат, 1961. — 222 с. — С. 67 — 72. (рос.)
23. 1 2 3 4  Cast Iron. //N. Sivakugan, C. T. Gnanendran, R. Tuladhar, M. B. Kannan. Civil Engineering Materials. Cengage Learning, 2018. P. 338. ISBN 978-1-305-38664-8 (англ.)
24. 1 2 3 4 5  Cast-iron Bridges. // W. Craig, A. Leonard. Manufacturing Engineering & Technology. ED-Tech Press, 2019. P. 170. ISBN 978-1-83947-242-8 (англ.)
25. ↑  Cast Iron as a Building Material- Manufacturing, Types, Properties and Applications. theconstructor.org the constructor - civil engineering home. Архів оригіналу за 23 вересня 2020. Процитовано 11 грудня 2019. (англ.)
26. ↑  Pauling L., Pauling P. Chemistry. W H Freeman & Co (Sd), 1975. — 792 p. (англ.)
27. ↑  L. Caldvell (12.1.2017). History and Design Collide in the US Capitol Dome Restoration. www.autodesk.com. Autodesk. Процитовано 23 січня 2020. {{cite web}}: Недійсний |deadurl=dead (довідка) (англ.)
28. ↑  Behind the Scenes of Restoring the Dome. www.aoc.gov. Архів оригіналу за 29 вересня 2018. Процитовано 23 січня 2020. (англ.)
29. ↑  Залізний Міст. Сайт Музею ущелини Айрон-Брідж. Архів оригіналу за 20 травень 2011. Процитовано 12 березень 2011. [Архівовано 2011-05-20 у Wayback Machine.]
30. 1 2  Buildwas Bridge. www.engineering-timelines.com. Engineering timelines. Архів оригіналу за 13 квітня 2021. Процитовано 18 січня 2020. (англ.)
31. ↑  Henry Grattan Tyrrell. History of Bridge Engineering. Chicago. 1911. — P. 236. (англ.)
32. 1 2 3 4 5 6 7 8 9 10  Мост // Энциклопедический словарь Брокгауза и Ефрона : в 86 т. (82 т. и 4 доп. т.). — СПб., 1890—1907. — Т. XX. — С. 26—40. (рос. дореф.)
33. 1 2  Краткая история развития металлических конструкций в СССР. // Металлические конструкции. Общий курс: Учебник для вузов / Е. И. Беленя, В. А. Балдин, Г. С. Веденико и другие; Под общ. редакцией Е. И. Беленя. — 6-е издание, перераб. и доп. — М.: Стройиздат, 1986. — 560 с., ил. — С. 4 — 8. (рос.)
34. 1 2 3  Pont y Cafnau. www.engineering-timelines.com. Engineering timelines. Архів оригіналу за 5 лютого 2012. Процитовано 8 березня 2020. (англ.)
35. ↑  Pont-y-Cafnau. // Wales and West Central England. Second edition. London. 1997. P. 91-92. (англ.)
36. ↑  Pont-y-Cafnau. Cadw. Архів оригіналу за 2 жовтня 2021. Процитовано 8 березня 2020. (англ.)
37. ↑  Pont-Y-Cafnau Bridge. www.visitmerthyr.co.uk. Merthyr Tydfil. Архів оригіналу за 14 червня 2020. Процитовано 12 березня 2020. (англ.)
38. ↑  Holmes Aqueduct, site of. www.engineering-timelines.com. Engineering timelines. Процитовано 8 березня 2020. (англ.)
39. ↑  Official Descriptive and Illustrated Catalogue of the Great Exhibition of the Works of Industry of All Nations, 1851: Manufactures and fine arts. Spicer Brothers, 1851. P. 322. (англ.)
40. ↑  N. Cossons, K. Hudson. Industrial Archaeologists' Guide. David & Charles., 1971. P. 79. (англ.)
41. ↑  Stalybridge Aqueduct. www.engineering-timelines.com. Engineering timelines. Процитовано 8 березня 2020. (англ.)
42. ↑  Advocate, RICHARD CAMPANELLA | Special to The. City signature: Now a mainstay, iron-lace galleries were a long time coming to the streets of New Orleans. NOLA.com (англ.). Архів оригіналу за 25 жовтня 2019. Процитовано 25 жовтня 2019.
43. ↑  Lewis, Miles. Ornamental Cast Iron (PDF). Miles Lewis Australian Building. Архів (PDF) оригіналу за 5 вересня 2020. [Архівовано 2020-09-05 у Wayback Machine.] (англ.)
44. ↑  Brown, Jenny (30 липня 2011). The city's signature is cast in iron. Domain (en-AU) . Архів оригіналу за 17 жовтня 2019. Процитовано 17 жовтня 2019. (англ.)
45. ↑  Origins of Lacework & Balustrade Designs | Chatterton Lacework. www.chatterton.com.au. Архів оригіналу за 14 серпня 2020. Процитовано 17 жовтня 2019. (англ.)
46. ↑  Architectural elements, balustrade panels (7), cast iron lace, removed in 1970s from verandah of a house in Glebe, Sydney, New South Wales, Australia, made in Australia, 1880-1890. collection.maas.museum (англ.). Архів оригіналу за 17 жовтня 2019. Процитовано 17 жовтня 2019.
47. ↑  Lacework Designs (PDF). Chatterton. Архів (PDF) оригіналу за 10 березня 2020.
48. ↑  - Cast Iron Lacework [L42C]. www.perrybirdpickets.com.au. Архів оригіналу за 19 жовтня 2019. Процитовано 17 жовтня 2019. [Архівовано 2019-10-19 у Wayback Machine.]
49. ↑  Corio Villa. Victorian Heritage Database. Архів оригіналу за 9 березня 2020. (англ.)
50. ↑  122-136 (even nos) Union street and 41-55 (odd nos) Gordon street and Union place, Ca D'Oro building. portal.historicenvironment.scot historic environment portal. Historic Environment Scotland. Архів оригіналу за 23 лютого 2020. Процитовано 5 січня 2020. (англ.)
51. ↑  Gayle, Margot; Gayle, Carol. Cast-iron architecture in America: the significance of James Bogardus (illustrated ed.). W. W. Norton & Company. 1998. P. 22-23. ISBN 978-0-393-73015-9. (англ.)
52. ↑  Bourse de Commerce. structurae.net. Архів оригіналу за 8 липня 2020. Процитовано 31 грудня 2019. (фр.)
53. ↑  Hourihane, Colum, ed. The Grove Encyclopedia of Medieval Art and Architecture. Oxford University Press. 2012. P. 304. ISBN 978-0-19-539536-5. (англ.)
54. ↑  J. B. Bunning’s London Coal Exchange (1849). www.victorianweb.org. Архів оригіналу за 8 червня 2020. Процитовано 30 вересня 2019.
55. ↑  Capitol's historic dome set for 2-year renovation. Winston-Salem Journal. Associated Press. 26 грудня 2013. Архів оригіналу за 14 січня 2021. Процитовано 26 грудня 2013. (англ.)
56. ↑  Carl W. Condit. American Building: Materials and Techniques from the First Colonial Settlements to the Present. 2nd edition. University of Chicago Press, 1968. Page 2. (англ.)
57. ↑  Rungis — Les Halles. // J. Flower. 30-Second Paris: The 50 key elements that shaped the city, each explained in half a minute. — Ivy Press, 2018. P. 92. ISBN 978-1-78240-544-3 (англ.)
58. ↑  October 2, 1960 DETAIL OF IRONWORK - Bradbury Building, 304 South Broadway, Los Angeles, Los Angeles County, CA Photos from Survey HABS CA-334. www.loc.gov. Library of Congress. Процитовано 29 грудня 2020. (англ.)
59. ↑  Dumenco, Simon (24 листопада 2009). Oriole Kooky. The New York Times. Архів оригіналу за 21 лютого 2021. Процитовано 31.12.2019. (англ.)
60. ↑  History. Архів оригіналу за 31.12.2019. Процитовано 16 жовтня 2015. [Архівовано 2017-02-01 у Wayback Machine.] (англ.)
61. ↑  Edward Mogg. Mogg's Handbook for Railway Travellers; Or, Real Iron-road Book: Being an Entirely Original and Accurate Description of All the Travellable Railways Hitherto Completed. 1840. P. 188 (англ.)
62. ↑  The Foundry Trade Journal. Volume 155. 1983/ P. 284 (англ.)
63. ↑  Церковне мистецтво України. Т. 1. — Х., 2018. — С. 258.
64. ↑  The Story of Urban Light | Unframed. unframed.lacma.org (англ.). Архів оригіналу за 4 квітня 2020. Процитовано 17 листопада 2019. (англ.)
65. ↑  Г. И. Маньковский. Специальные способы сооружения стволов шахт. — М.: Наука, 1965.—314 с. — С. 152. (рос.)
66. ↑  Dee Bridge Collapse – 1847. devastatingdisasters.com. Devastating Disasters. Архів оригіналу за 27 вересня 2020. Процитовано 4 лютого 2020. (англ.)
67. ↑  The Hill Wootton Railway Bridge Collapse. www.ourwarwickshire.org.uk. Warwickshire County Council. Архів оригіналу за 12 квітня 2019. Процитовано 16 січня 2020. (англ.)